# Хронология протестов в Беларуси (2020—2021)
Протесты активистов белорусской оппозиции и представителей гражданского общества начались как разовые акции в мае 2020 года, в преддверии очередных президентских выборов.
Наибольший размах протесты получили начиная с 9 августа, с появлением первых результатов голосования. Протестующие обвинили власти в фальсификации итогов выборов в пользу действующего президента Александра Лукашенко (по официальным данным, Александр Лукашенко набрал 80,08 % голосов, а его главный оппонент Светлана Тихановская — 10,09 %). В ходе столкновений части протестующих с сотрудниками правоохранительных органов милиция применила слезоточивый газ, светошумовые гранаты, водомёты и резиновые пули, что, по мнению руководства силовых органов, было оправдано провокациями и нарушениями общественного порядка со стороны демонстрантов; при этом были пострадавшие и среди сотрудников силовых органов. Оппозиция обвинила правоохранительные органы в чрезмерной жестокости и насилии в отношении мирных протестующих. Выпущенные на свободу задержанные свидетельствовали об издевательствах и пытках, которым они подверглись. За первую неделю протестов два человека погибли и более двухсот было ранено. Позднее ещё один человек умер в Бресте.
С 11 августа начались забастовки на белорусских государственных предприятиях с требованиями прекратить пытки в отношении задержанных, привлечь виновных к ответственности, провести честные выборы. Самые массовые акции протеста в стране прошли 16 августа, когда в центре Минска собралось, по разным оценкам, 400—500 тыс. человек, а по всей стране больше миллиона человек. Повторная массовая акция состоялась 23 августа. В ней, по разным оценкам, только в Минске участвовало 300—500 тыс. человек (по версии МВД РБ, до 20 000 человек).
Массовые протесты против насилия властей и фальсификаций на президентских выборах свидетельствовали о политическом кризисе в стране. В середине августа по инициативе экс-кандидата в президенты Светланы Тихановской был сформирован «Координационный совет по организации процесса преодоления политического кризиса», декларировавший намерение вести переговоры о трансфере власти, однако Конституционный суд Республики Беларусь признал его незаконным. 19 августа Генеральная прокуратура Беларуси возбудила уголовное дело по факту создания «Координационного совета». Его членов обвиняют в публичных призывах к захвату государственной власти и совершении действий, направленных на причинение вреда национальной безопасности. Ряд членов КС были задержаны либо вынуждены под давлением властей покинуть страну, после чего они занялись координацией действий протестующих из-за рубежа, в том числе через Telegram-каналы, поддерживающие белорусскую оппозицию.
Наиболее массовыми акциями протеста в последующие месяцы стали воскресные марши в Минске. Каждую неделю в столице проходили также женские шествия, шествия пенсионеров и инвалидов. Помимо этого в Минске и других городах проходили многочисленные акции солидарности студентов и профессорско-преподавательского состава вузов, научных работников, юристов, медиков, спортсменов, представителей бизнес-сообщества, журналистов, обычных горожан (пикеты, митинги, «цепочки солидарности», перформансы, демонстрация оппозиционной символики, граффити и надписи политического содержания). В спальных районах Минска проходили дворовые протестные акции, на которых перед собравшимися выступали местные музыканты и артисты.
Жёсткие действия силовых органов в отношении протестующих, задержания и судебное преследование, в свою очередь, провоцировали новые протесты. Протестующие, не согласные с итогами выборов 9 августа, требовали отставки президента Александра Лукашенко, освобождения политзаключённых и прекращения насилия над участниками мирных акций. По данным издания «Коммерсантъ», за 4 месяца в Беларуси задержаниям подверглись более 16 тыс. человек, пять человек погибли. По данным правозащитного центра «Весна», в 2020 году с начала президентской предвыборной кампании общее число задержанных за участие в акциях протеста в Беларуси составило более 35 тыс. человек, большинство из которых были подвергнуты судами административным арестам и крупным штрафам. За период после выборов до конца июля 2021 года, согласно информации генпрокуратуры, по обвинениям в экстремизме и терроризме были возбуждены более чем 4200 уголовных дел. По состоянию на октябрь 2021 года, было более 800 известных правозащитникам политзаключённых (по данным «Весны»). Широкомасштабная уличная активность была задавлена в ноябре 2020 года, несколько месяцев после этого продолжались локальные акции (дворовые марши, встречи и т. д.) Весной 2021 года после закрытия более 100 негосударственных некоммерческих организаций и крупнейшего белорусского интернет-портала TUT.by протестная активность окончательно ушла в подполье. Большие масштабы приняло размещение в интернете коллективных и индивидуальных видеообращений, открытых писем.
Сам Лукашенко называет протесты организованными из-за рубежа. США и большинство стран Евросоюза (в первую очередь, Польша и страны Балтии), в отличие от России, не признали итоги выборов. По состоянию на октябрь 2021 года Евросоюз, США и Канада приняли четыре пакета санкций в отношении представителей руководства Беларуси, включая президента Александра Лукашенко, членов избирательных комиссий, руководителей и сотрудников силовых органов, руководителей крупных государственных предприятий, готовится пятый пакет.

## До выборов

### Май
15 мая 2020 года, после отказа ЦИК в регистрации инициативной группы Сергея Тихановского, его жена Светлана Тихановская подала документы на регистрацию инициативной группы по своему выдвижению в качестве кандидата в президенты. 20 мая Центральная избирательная комиссия зарегистрировала инициативную группу Тихановской. Главой штаба Светланы стал её муж — Сергей Тихановский.
24 мая в Минске на площади у Комаровского рынка прошёл митинг, в котором приняли участие сотни людей, в том числе Ольга Ковалькова, Николай Статкевич, Сергей Тихановский. На акции звучали лозунги «Жыве Беларусь!» (с бел. — «Да здравствует Белоруссия!»), «Уходи! Уходи!», «Лукашенко в автозак!»[значимость факта?].
29 мая во время пикета по сбору подписей за выдвижение Тихановской в городе Гродно были задержаны Сергей Тихановский, координатор инициативной группы Дмитрий Фурманов и другие[значимость факта?].
31 мая на пикете по сбору подписей за выдвижение Светланы Тихановской кандидатом в президенты, организованном на площади у Комаровского рынка, собралась живая цепь численностью около 2000 человек. Пикеты под бело-красно-белым флагом проводились также в Бресте, Витебске, Жлобине и Орше. Присутствовали лозунги «Жыве Беларусь!» (с бел. — «Да здравствует Белоруссия!»), «Тапочная революция», «Стоп таракан!», «Свободу Тихановскому!» и «Верым, можам, пераможам!» (с бел. — «Верим, можем, победим!»).
Ранее в тот же день на пути к месту проведения минской акции были задержаны Николай Статкевич, а также лидер «Молодого фронта» Денис Урбанович[значимость факта?].

### Июнь
7 июня на площади перед Комаровским рынком состоялся пикет, собравший от 800 до 1300 человек. Присутствовали и лидеры некоторых оппозиционных партий и движений, такие как Юрий Губаревич (движение «За Свободу»), Николай Козлов (ОГП) и Павел Северинец (БХД). На пикете был замечен и экс-спикер Верховного Совета 12 созыва Мечислав Гриб. После мероприятия Павел Северинец был задержан.
11 июня начались обыски в «Белгазпромбанке». Задержали трёх членов инициативной группы Виктора Бабарико, в том числе координатора по Могилёвской области Владимира Дударева — бывшего заместителя председателя Могилёвского горисполкома. Было возбуждено уголовное дело по ч.2 ст. 243 «Уклонение от уплаты налогов и сборов в особо крупном размере» и по ч.2 ст. 235 «Легализация средств, полученных преступным путем, в особо крупном размере». Бабарико сперва не имел процессуального статуса в рамках открытого уголовного дела, однако председатель Комитета государственного контроля Иван Тертель сообщил, что у следствия есть «убедительные доказательства причастности Бабарико к противоправной деятельности» и что «большинство задержанных сотрудничает со следствием, даёт признательные показания». Сам Бабарико заявил, что «прямого компромата» на него нет и что уголовное дело имеет сугубо политический подтекст — это же косвенно подтвердил сам Александр Лукашенко, сообщив, что «поручил комитету госконтроля провести проверку работы Белгазпромбанка». Кроме того, обыски и задержания прошли и в ряде других компаний и у частных лиц, связанных с Бабарико.
18 июня Виктор Бабарико и его сын Эдуард были задержаны; позже стало известно, что Виктор Бабарико арестован и направлен в СИЗО Комитета государственной безопасности. Ключевое обвинение — за несколько лет со счетов Белгазпромбанка в Латвию было выведено более 430 млн долларов, а Виктор Бабарико был непосредственным организатором и руководителем «противоправной деятельности». Ввиду ареста популярного кандидата в президенты страны вечером того же дня в Минске прошли многочисленные акции протеста, более 3000 человек выстроились в живую цепь от площади Якуба Коласа до площади Независимости. Акции продлились более 6 часов.
19 июня, по окончании рабочего дня в Минске, Гомеле, Могилёве, Орше, Пинске и других городах вновь прошли многочисленные акции протеста власти и солидарности политзаключённым, в которых участвовали более 1600 человек. На этот раз в центре города был отключён мобильный интернет, а людей ждали отряды ОМОНа. Многих протестующих задержали, в Бресте и Молодечно произошли столкновения с ОМОНом. По данным МВД, было задержано 270 граждан.
23 июня среди оппозиции в интернете и на футболках появились мемы: «Саша 3 %» (поскольку в мае во время онлайн-опроса на оппозиционных сайтах действующий президент Александр Лукашенко набрал 3 % голосов) и «Усатый Таракан» (намёк на усы Лукашенко).
25 июня 2020 года в доме в Барановичах, после часового обыска, правоохранительные органы задержали блогера Игоря Лосика. Вечером того же дня стало известно, что на блогера завели уголовное дело по 342 статье УК РБ (Организация и подготовка действий, грубо нарушающих общественный порядок, либо активное участие в них). Игорь Лосик был признан политическим заключённым.

### Июль
ЦИК отказал в регистрации Валерию Цепкало в качестве кандидата на том основании, что из 160 тыс. сданных подписных листов были признаны действительными лишь 75 тыс. Штаб Цепкало обжаловал решение ЦИК. В пересчёте, однако, было отказано, так как «избирательное законодательство не предусматривает процедуры перепроверки подписи избирателя».
Несмотря на предупреждение милиции, вечером 14 июля на улицы городов Беларуси вышли люди, недовольные итогами регистрации кандидатов в президенты. Акции протеста прошли в Минске, Бресте, Гомеле, Гродно, Могилёве и других городах. Акции сопровождались задержаниями с применением силы, а кое-где и стычками с милицией.
Белорусские актёры, музыканты, режиссёры записали массовое видеообращение, потребовав освобождения политических заключённых.
19 июля в Витебске и в Минске на площади Бангалор состоялась первая встреча с избирателями Светланы Тихановской. По разным оценкам, в Минске собралось 7—10 тыс. человек.
24 июля незарегистрированный кандидат в президенты Валерий Цепкало вместе с детьми покинул Беларусь, объясняя это тем, что белорусские власти планировали задержать его.
30 июля в минском парке Дружбы народов прошёл официальный пикет кандидата в президенты Светланы Тихановской. Несмотря на то, что мероприятие проходило в будний день вдали от центра города, на митинг пришли десятки тысяч человек. По оценкам правозащитников, только через пункты досмотра прошли 63 тыс. человек, ещё 7 тыс. человек остались за ограждениями по периметру основной площадки. Перед собравшимися выступили друзья и родственники людей, задержанных в мае-июле по политическим мотивам — Виктора и Эдуарда Бабарико, Николая Статкевича, Дмитрия Фурманова, Павла Северинца. Выступили также драматург Андрей Курейчик и белорусские музыканты. Этот митинг назвали самым большим в стране с 1991 года.

### Август
2 августа в Барановичах прошёл митинг объединённого штаба Светланы Тихановской, на который пришло около 10 тыс. человек. Затем Тихановская посетила митинг в Бресте, где собралось около 18 тыс. человек. Митинг с доверенными лицами Светланы Тихановской прошёл и в Витебске. В нём приняло участие около тысячи человек.
4 августа запланированные митинги объединённого штаба Светланы Тихановской в Слуцке и Солигорске были сорваны местными властями. Десятки граждан были задержаны сотрудниками милиции.
5 августа Мингорисполком заявил о невозможности проведения намеченного на 6 августа митинга-концерта Светланы Тихановской в парке Дружбы народов, поскольку там будет проводиться праздник в честь дня железнодорожных войск. Остальные пять площадок в Минске, разрешённых для предвыборных митингов, также оказались забронированы вплоть до 8 августа для проведения мероприятий, не связанных с выборами.
6 августа запланированный митинг Светланы Тихановской в Киевском сквере в центре Минска был отменён из-за проходившего там же концерта. Собравшиеся на митинг Тихановской скандировали «Жыве Беларусь!» (с бел. — «Да здравствует Белоруссия!») и «Уходи!». В поддержку собравшихся людей звукорежиссёры Кирилл Галанов и Владислав Соколовский поставили песню Виктора Цоя «Перемен!». Позднее они были задержаны и осуждены на 10 суток административного ареста за «хулиганство» и «сопротивление работникам милиции». Также был арестован руководитель предвыборного штаба кандидата в президенты Сергея Черечня. В центре Минска, на проспекте Независимости, водители провели акцию протеста в поддержку задержанных звукорежиссёров. Въезд на проспект был перекрыт.
8 августа начальник отдела управления Генеральной прокуратуры Беларуси Марина Попова предложила запретить работу онлайн-платформы для альтернативного подсчёта голосов «Голос». По её словам, «этот сайт может нарушить права граждан страны. Платформа „Голос“ расположена не на территории Беларуси. Мы не будем знать, кто использовал их персональные данные и в каких целях». Тем не менее создатели сайта заверили, что будут продолжать работу, и призвали белорусов продолжать регистрироваться на платформе. Вечером была задержана руководитель избирательного штаба Светланы Тихановской Мария Мороз.

## В день выборов (9 августа)
Вечером в день выборов избиратели начали собираться у участков, где по законодательству избирательные комиссии обязаны были вывесить копии протоколов подсчёта голосов. Появление протоколов, согласно которым большинство голосов было подано за Александра Лукашенко, вызывало резко негативную реакцию собравшихся. Некоторые избирательные комиссии вообще не вывесили свои протоколы, а члены комиссий уезжали в территориальные избирательные комиссии (ТИК) в сопровождении сотрудников милиции и ОМОНа. Протоколы, согласно которым большинство голосов было подано за Светлану Тихановскую, наоборот, встречали приветственными криками.
Позднее стихийные собрания переместились к территориальным избирательным комиссиям, а оттуда многотысячные толпы протестующих против фальсификации результатов выборов направились к зданиям городских администраций по всей Беларуси. В ходе протестов произошли массовые столкновения с милицией, та применяла слезоточивый газ, светошумовые гранаты (предположительно чешского производства, хотя Чехия ввела эмбарго на поставку подобного оборудования в Беларусь в 2011 году), водомёты и резиновые пули. В некоторых городах страны силовики отказывались применять силу к протестующим. Всего в стране в ночь с 9 на 10 августа было задержано около 3 тыс. граждан, в том числе более 2 тыс. — в Минске, пострадали многие милиционеры и протестующие, минимум 4 попали в реанимации. Согласно позиции властей, конфликты и применения силы начались из-за нарушений и провокаций со стороны демонстрантов. При этом 17 ноября в закрытом аккаунте одного из силовиков в социальной сети «ВКонтакте» была опубликована видеозапись за 9 августа, на которой представлены события, происходившие ночью в районе стелы «Минск — город-герой». На записи видно, несмотря на то, что протестующих намного больше, чем силовиков, однако никто из первых не предпринимал никаких явных агрессивных действий и не вступал в открытое противостояние с силовиками. Даже после того, как силовики с периодичностью кинули в толпу три светошумовые гранаты, всё равно некоторые люди подходили к милиционерам, разговаривали с ними, но при этом не вступали с ними в открытый конфликт.
Немало людей, ожидавших результатов выборов, было задержано у избирательных участков. В Минске возле школы № 86 был задержан 73-летний пенсионер с дочерью, зятем и внуками; по предварительной информации, он получил 25 дней ареста, его семья — от 10 до 25 дней. В Барановичах вечером 9 августа были арестованы в числе прочих два римско-католических ксёндза (один служит в Поставах, другой в Гродно, но оба выросли и прописаны в Барановичах, где и проголосовали): они дожидались результатов выборов возле избирательного участка. Впоследствии им присудили 10 и 8 суток ареста соответственно.
Кандидат в президенты Светлана Тихановская призвала силовиков остановиться и не применять насилие против мирных протестующих. В интернете появились призывы к гражданам выходить вечером 10 августа на протесты по всей стране.
В конце дня голосования в Беларуси появились проблемы с доступом к сети Интернет. Александр Лукашенко в разговоре с секретарём СНГ утверждал, что это отключение произведено «из-за границы» для вызова недовольства населения, наряду с другими «гибридными» способами давления на Республику, эксперты в основном не разделяют эту точку зрения.
9 августа милицейский грузовик въехал в толпу на проспекте Машерова в Минске, пострадал один человек.
- Столкновения в Минске ночью после голосования

## После выборов (август)

### 10 августа
Ночь с 9 на 10 августа
 Вечер и ночь с 10 на 11 августа
Утром 10 августа первое заявление после протестов сделал Александр Лукашенко. Он заявил, что разорвать страну никто не позволит, пригрозил протестующим «адекватным ответом» и утверждал, что среди протестующих много «пьяных и обкуренных» и что протестующими управляют «кукловоды» из Польши, Великобритании и Чехии.
По данным МВД, во время протестов за 10 августа было задержано 2 тыс. человек, возбуждено 21 уголовное дело.
Минск
Днём на въездах в Минск были замечены десятки автомобилей внутренних войск и Министерства обороны. Вечером в центре начали собираться протестующие. Правоохранительные службы перекрыли центр города, разгоняли и задерживали протестующих, также были закрыты станции метрополитена «Пушкинская» и «Спортивная». В некоторых местах протестующие пытались противодействовать ОМОНу и внутренним войскам. ОМОН призывал людей не поддаваться на провокации и разойтись. Люди в ответ скандировали «Жыве Беларусь!» (с бел. — «Да здравствует Белоруссия!»). Протестующие перекрыли для автодвижения многие улицы в центре Минска, пропуская только машины «скорой»; позже ОМОН начал использовать для передвижения машины «скорой помощи».
Несколько сот человек собралось в районе гостиниц «Планета» и «Юбилейная». Также люди собирались в районах станций метро «Фрунзенская», «Грушевка», «Немиги», в Уручье. Наибольшие скопления протестующих собрались у станции метро «Пушкинская» и универсама «Рига», где протесты продолжались и после полуночи и где протестующие возвели баррикады.
В районе ТЦ «Корона» демонстрантов встретили бойцы спецподразделения «Алмаз». Поступили сообщения о применении светошумовых гранат в районе станции метро «Фрунзенская». Часть протестующих на проспекте Победителей оттеснили от гостиницы «Юбилейная» к бизнес-центру «Royal Plaza».
В 22:31 появились первые сообщения о разгоне протестующих у станции метро «Пушкинская» с выстрелами и взрывами; ОМОН применял слезоточивый газ, резиновые пули и светошумовые гранаты. Около 23:00 рядом с этой станции метро от массивной кровопотери из-за открытой раны грудной клетки погиб один из протестующих, тридцатичетырёхлетний Александр Тарайковский. По версии МВД, при попытке бросить неустановленное взрывное устройства в сторону правоохранителей оно взорвалось в руках протестующего. В опубликованном позднее видео видно, что в руках Александра ничего не было, и виден выстрел со стороны ОМОНа, после которого Александр упал, а в опубликованном 4 сентября 2020 года видео, снятого со стороны кинотеатра «Аврора», видно, что в Александра Тарайковского стреляли дважды, после второго выстрела на его футболке в области груди появилось большое пятно крови, после его Александр сразу падает на землю.
По словам очевидцев, к 23:00 возле универсама «Рига» было около 5 тыс. человек. Протестующие вступили в стычку с бойцами ОМОНа, оттеснив их на какое-то время. После прибытия подкрепления к силовикам, протестующим пришлось отступить. Около 01:40 людей разгоняли водомётом, сносили баррикады, использовали светошумовые гранаты. После разгонов люди вновь собирались на улицу Сурганова.
Сообщалось, что возле станции метро «Грушевка» после задержания десятков людей протестующие забросали автомобили ОМОНа камнями. На улице Романовская Слобода перед автомобилями внутренних войск разбрасывали «ежи».
К 3-4 часам ночи протесты в Минске стихли.
Всего с вечера 9 августа по утро 11 августа было госпитализировано более 200 человек.
Барановичи
В Барановичах против демонстрантов, которых было, по данным СМИ, около 8 тыс., использовали светошумовые гранаты, слезоточивый газ. Все основные действия в Барановичах происходили на перекрестке улиц Комсомольская и Гагарина, рядом с отелем «Мариинский». В какой-то момент силовикам даже пришлось бежать от контрнаступления протестующих. Происходили жестокие избиения протестующих. Проводились в том числе задержания людей, стоявших на остановках. Сообщалось, что одного из протестующих толкнули так сильно, что он разбил стеклянную дверь кинотеатра. Силовики били проезжавшие по улицам машины, вытаскивали людей из автомобилей, избивали и арестовывали их.
Брест
В Бресте 10 августа проходили столкновения сотрудников ОМОН с протестующими, в ходе которых ОМОН применял светошумовые шашки, а протестующие выставили баррикады. В ответ против силовиков был использован нетрадиционный метод их временной нейтрализации — разбрызгивание на прозрачные элементы шлемов и щитов пены из баллончиков.
Из-за акций протеста по тревоге подняли военных и пограничников. При этом силовики и военные из Бреста также были экстренно направлены в Минск. По данным Telegram-канала Nexta Live, к столице из Бреста направились военные грузовики и вертолёты.
Другие города
По меньшей мере один из цехов Белорусского металлургического завода в городе Жлобине остановился на забастовку.
Протестующие собирались также в Гродно, Витебске, Могилёве, Молодечно, Новогрудке, Новополоцке и Жодине.
В этих городах также проходили задержания протестующих. В Гродно также применили против протестующих слезоточивый газ, центр города перекрыли.

### 11 августа

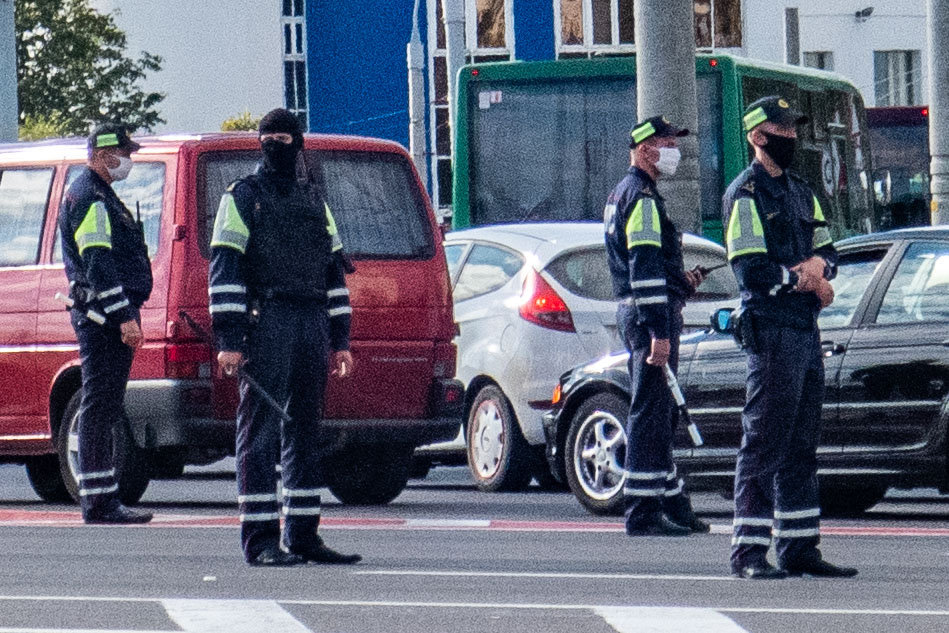
3 сотрудника ГАИ и 1 сотрудник некоего другого государственного формирования (в чёрной балаклаве и с дубинкой вместо полосатого жезла) перекрывают улицу

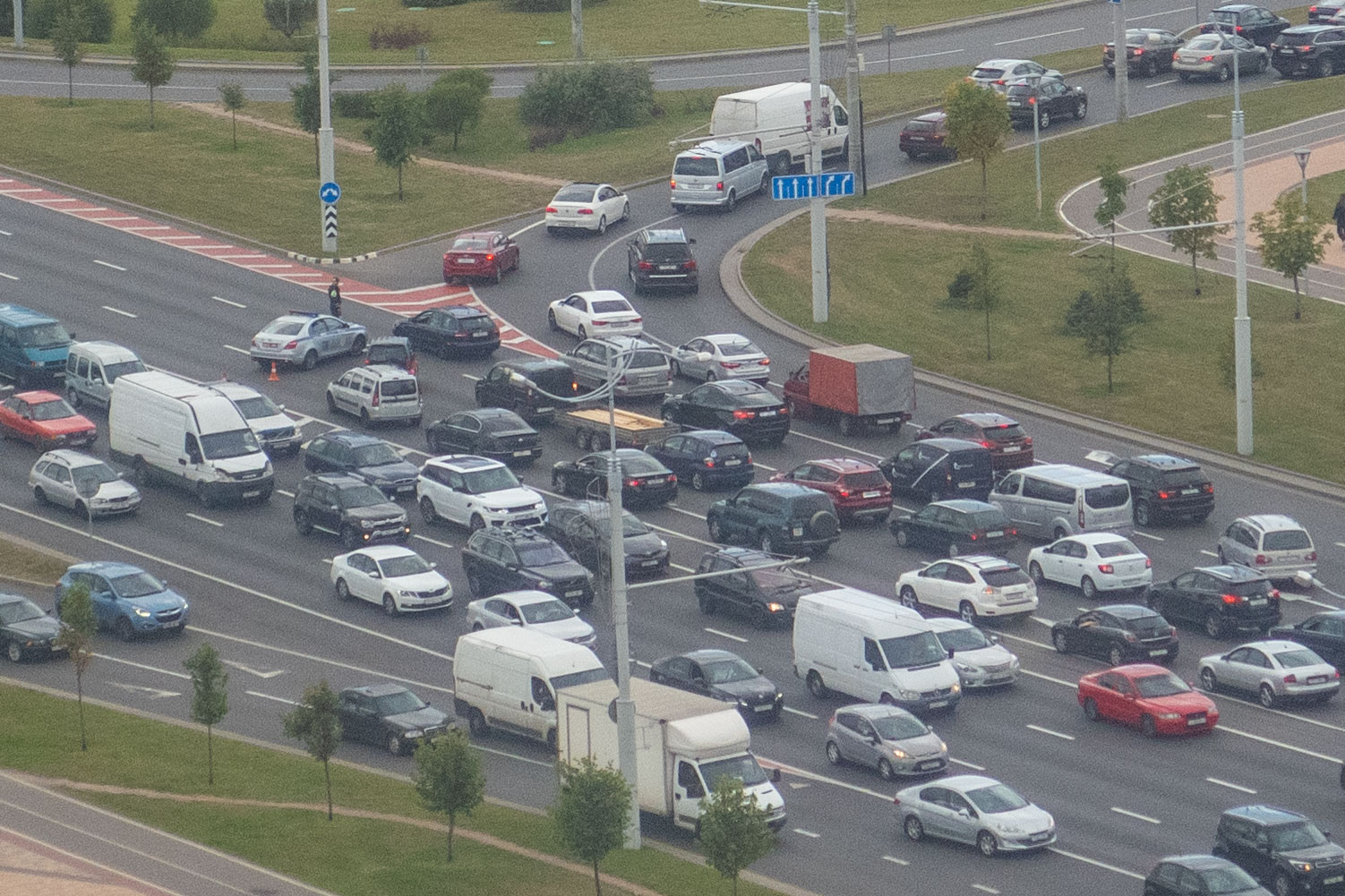
ГАИ перекрывает проспект Независимости в Минске в сторону центра города

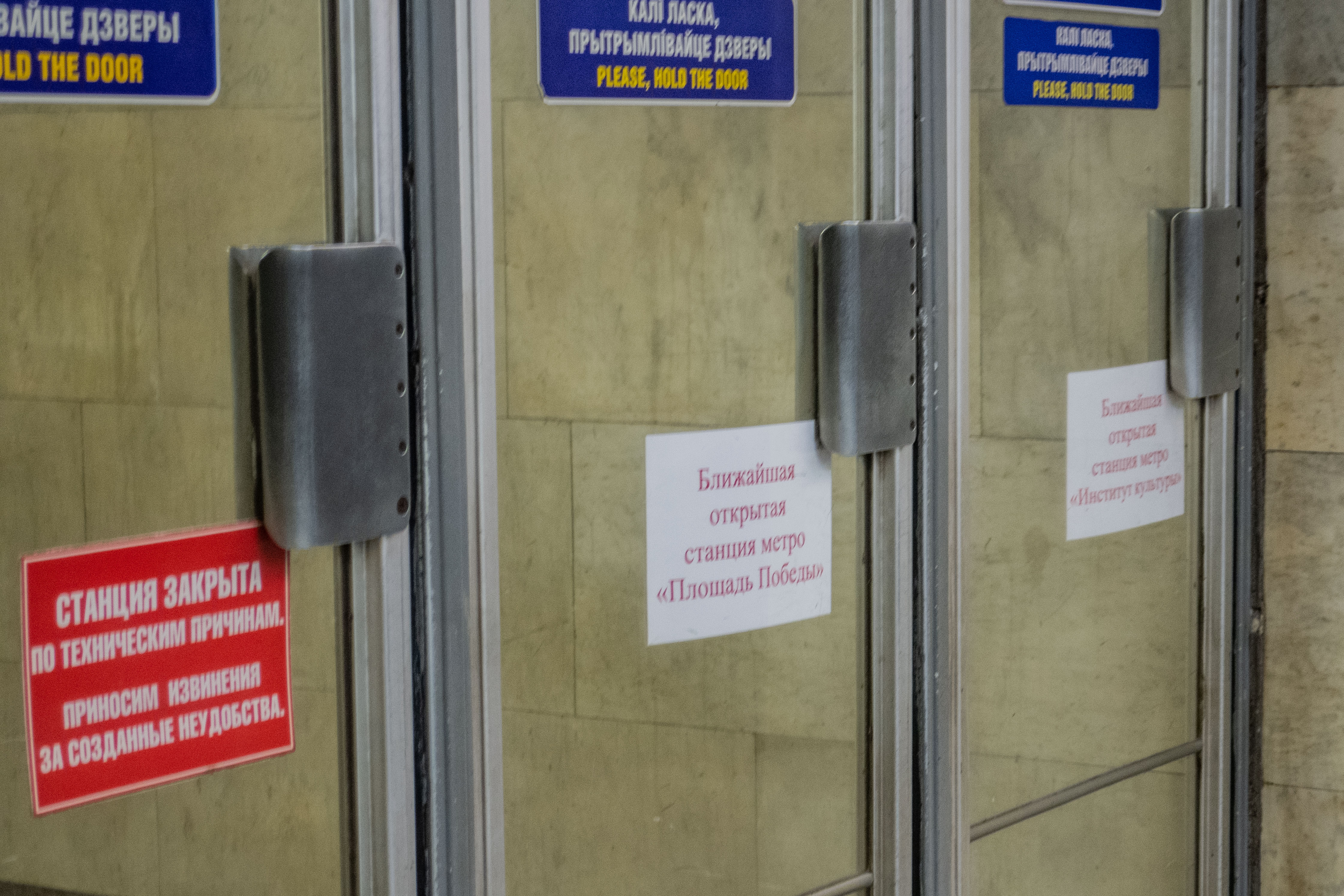
Таблички на временно закрытой в связи с протестами станции Октябрьская Минского метрополитена

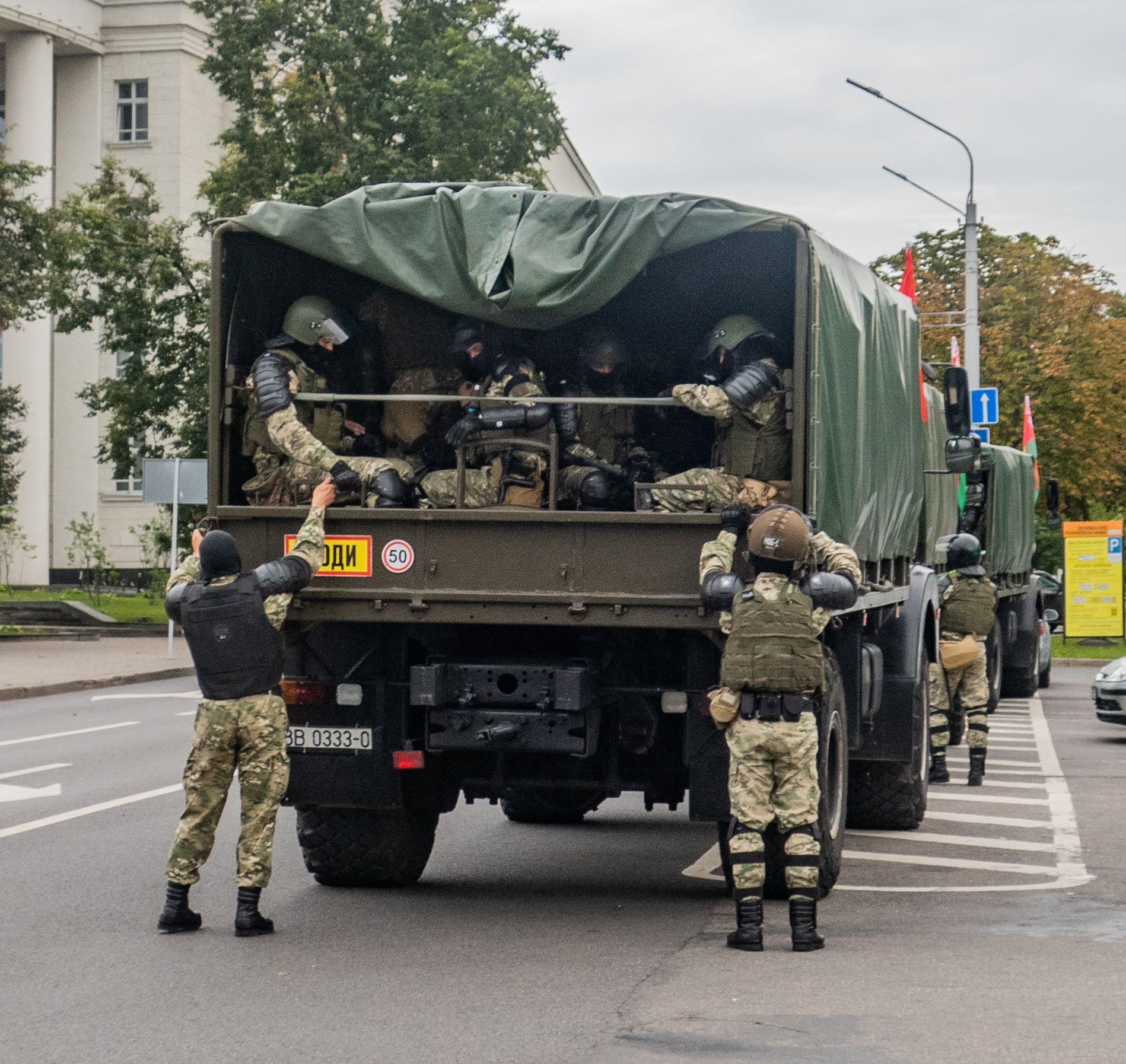
Военнослужащие внутренних войск в грузовике во время протестов

По всей Беларуси продолжались перебои с Интернетом (официально — из-за DDoS-атак, по мнению технических специалистов — из-за внедрения несовершенной технологии DPI (Deep packet inspection) и/или намеренного шейпинга), без проблем открывались только сайты государственных органов и государственного информагентства БелТА. Крупнейший портал страны TUT.BY испытывал проблемы с шириной канала и был практически недоступен снаружи страны, его форум, по некоторым данным, был полностью заблокирован.
Доверенное лицо Тихановской Ольга Ковалькова заявила, что Тихановскую вывезли из страны белорусские власти, и призвала их к диалогу. Представитель штаба Виктора Бабарико и член объединённого штаба Мария Колесникова считает, что заявления Тихановской были сделаны под давлением.
Следственный комитет Республики Беларусь заявил, что у автомобилистов, чьи машины были замечены в местах массовых беспорядков, автомобили могут быть изъяты как вещественные доказательства по ст. 310 УК РБ ч. 1 («Умышленное блокирование транспортных коммуникаций»).
Государственный телеканал ОНТ сообщил, что возле торгового центра «Рига» был обнаружен микроавтобус с российскими номерами, наполненный «амуницией, палатками и другими предметами для организации уличных беспорядков».
Римско-католический архиепископ, митрополит Минско-Могилёвский Тадеуш Кондрусевич призвал к прекращению насилия и проведению экстренного круглого стола.
Возобновились протесты в Минске, Гомеле, Витебске, Гродно, Бресте. У станции метро «Пушкинская» в Минске ОМОН убрал спонтанный мемориал на месте гибели протестующего, около станции производились задержания. Вечером в Минске были закрыты 7 станций метрополитена; основные акции протеста проходили в спальных районах — Каменной Горке, Малиновке, Серебрянке, Уручье, Юго-Западе. Сообщалось о взломе дверей подъездов, где укрывались протестующие. Жители близлежащих домов кричали в адрес силовиков «Ганьба!» (бел. позор), «Позор!». По данным правоохранительных органов, протестующие запускали в силовиков фейерверки, использовали «коктейли Молотова», повредили один милицейский автобус, подожгли один торговый киоск «Табакерка».
В Гродно во время акции протеста от агрессивных действий ОМОНовцев, нападавших на машины и разбивавших в них стекла, пострадала 5-летняя девочка. В Гомеле милицейский автомобиль сбил убегавшего от силовиков парня.
МВД подтвердило, что в Бресте силовики применяли табельное оружие с боевыми патронами для стрельбы сначала на предупреждение, а затем — на поражение. Один из протестовавших в Бресте был ранен в голову (неясно, резиновой или боевой пулей) и скончался в больнице 19 августа.
В этот вечер сообщалось о многочисленных случаях изъятия различными государственными формированиями карт памяти фотоаппаратов и видеокамер у журналистов, принуждения к удалению ими сделанных снимков, порчи им фото- и видеоаппаратуры и избиения самих журналистов. Российского журналиста Никиту Телиженко задержали в Минске, доставили в Жодино из-за переполненности всех минских изоляторов, где его сильно избили; на следующий день его освободили после вмешательства российского посольства.
Вслед за тактикой ОМОНа по наезду на демонстрантов с целью их травмирования граждане, по сообщению государственного агентства БелТА, стали использовать автотранспорт для наездов на правоохранителей в разных городах Беларуси. В связи с тем, что накануне некоторые протестующие использовали шлемы и экипировку мотоциклистов, 11 августа инспекторы ГАИ и бойцы ОМОНа в Минске «отрабатывали» байкеров. Задержания осуществлялись, в том числе, с чрезмерным применением силы по отношению к байкерам, среди которых были и девушки.
Были отмечены первые случаи забастовок или временного прекращения работы в связи с неприятием насильственного подавления протестов. Работники Минского электротехнического завода им. Козлова вышли на забастовку, на территории предприятия собралось несколько десятков человек.
По сообщениям официального телеграм-канала Тихановской «Страна для жизни» 11 августа в забастовке принимали участие:
- Минский маргариновый завод;
- Жабинковский сахарный завод[182];
- РУП «Белэнергосетьпроект»[183];
- 4-й троллейбусный парк г. Минска;
- Институт химии новых материалов «НАН Беларуси»[184];
- Белорусский металлургический завод[185].

На заводе БелАЗ в Жодине рабочие обсуждали формат забастовки.
Руководство ОАО «МАЗ», где сообщалось о стачках, утверждало, что работы идут в штатном режиме. На МТЗ и «Гродно Азоте» 11 августа руководством было высказано опровержение про забастовку.

### 12 августа

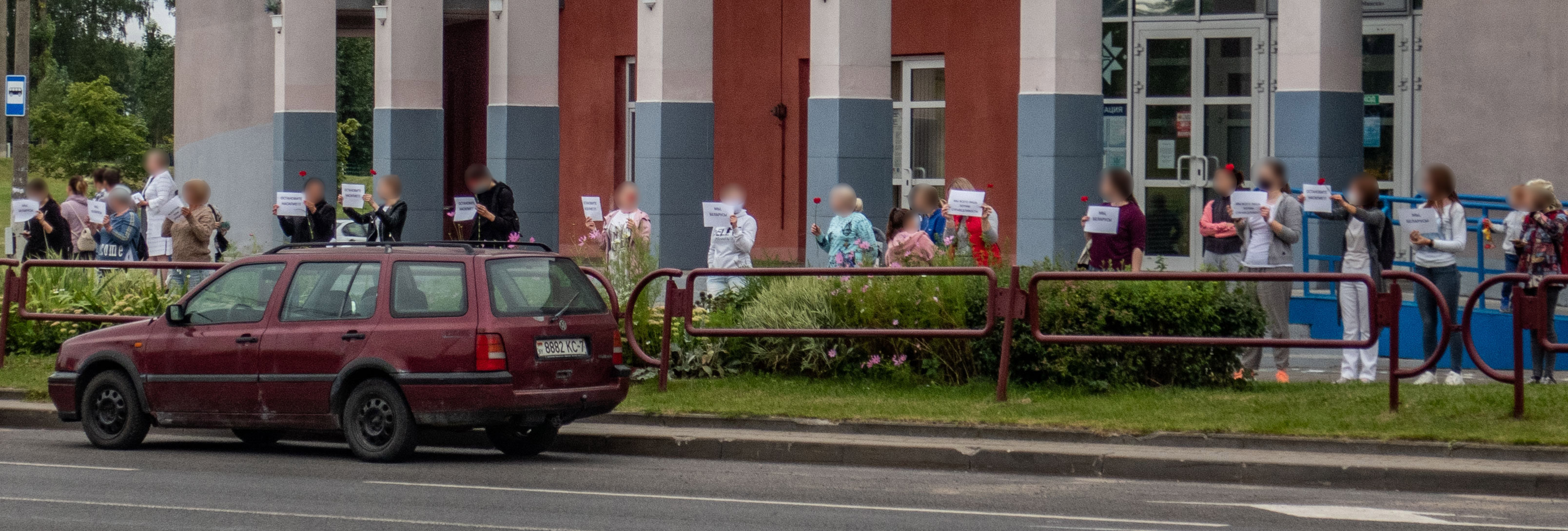
12 августа. Цепочка солидарности женщин в минском микрорайоне Шабаны, одна из многих в республике. Позже вечером против этих протестующих были применены светошумовые гранаты и резиновые пули

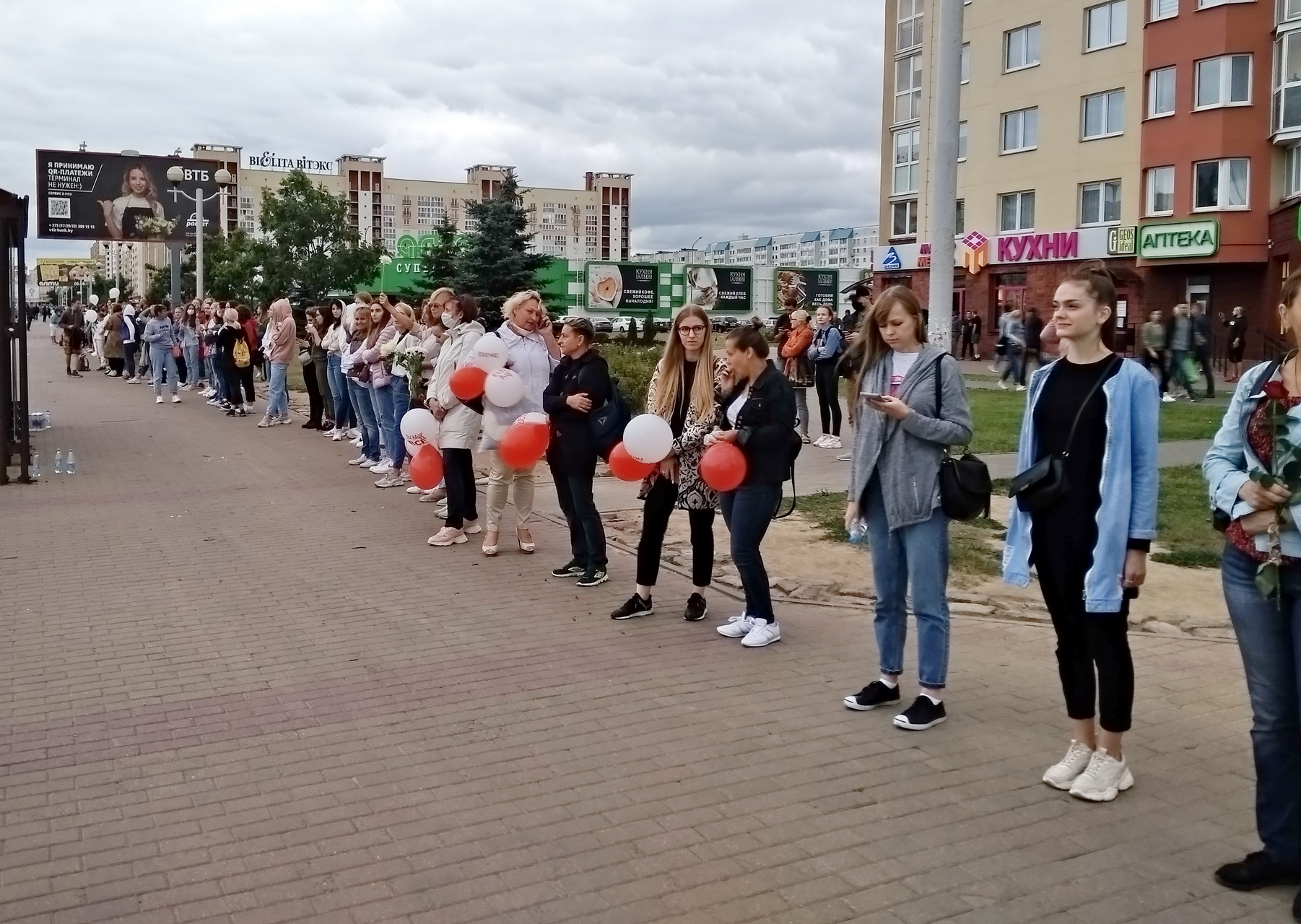
12 августа. Цепь солидарности женщин на ул. Притыцкого

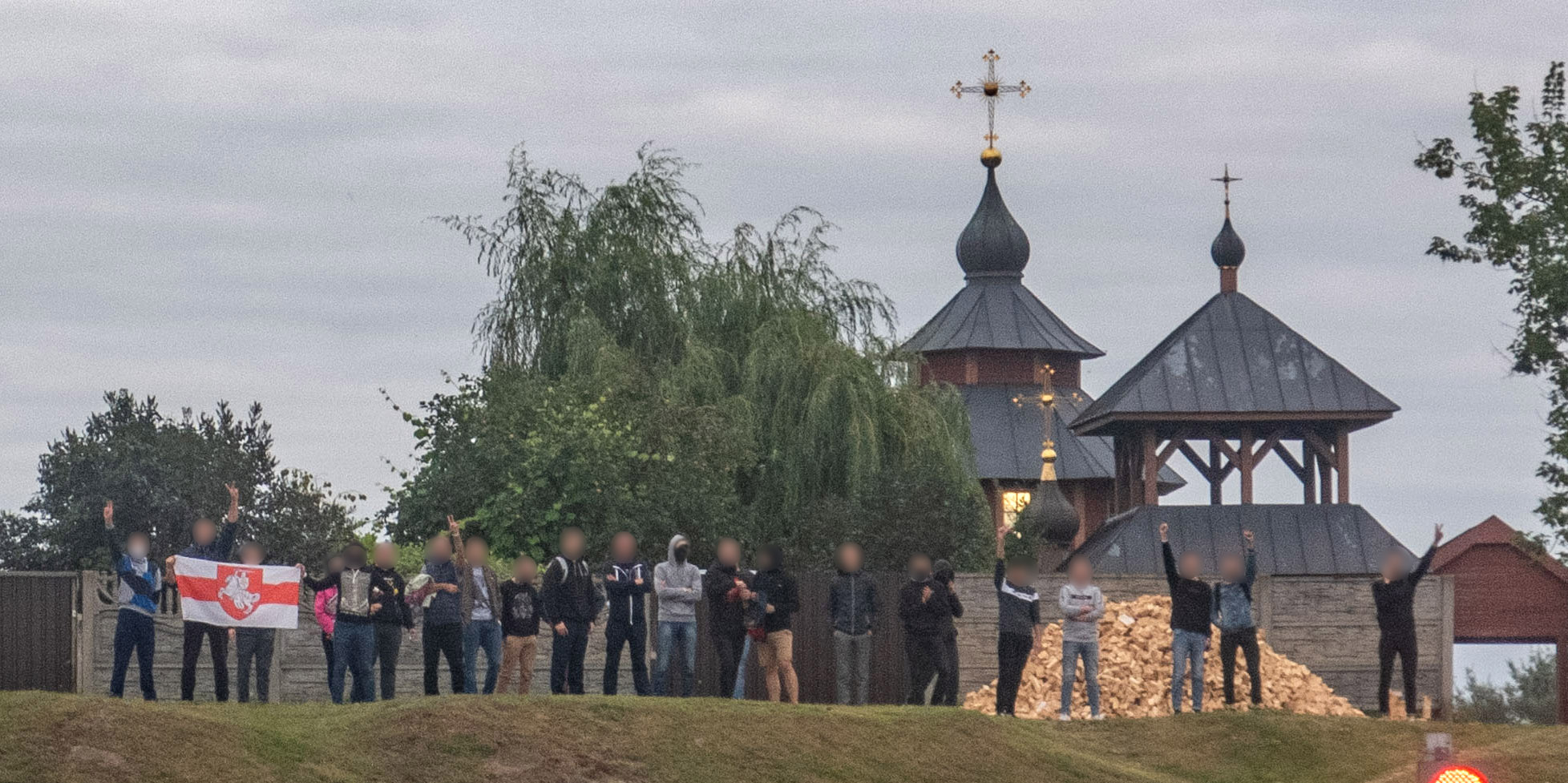
12 августа. Протестующие в Минске

В ночь на 12 августа в Гомеле скончался арестованный протестующий 1995 года рождения: ему стало плохо после задержания. По предварительной информации следственного комитета, его смерть не была связана непосредственно с арестом, при этом его матери не дали взглянуть на тело, она убеждена, что сын умер не своей смертью. Автозак с молодым человеком много часов стоял в очереди в переполненный изолятор, и ему, имевшему проблемы с сердцем, стало плохо, а медицинская помощь не была оказана вовремя.
Утром в столице частично возобновил работу интернет: стали работать соцсети, мессенджеры, поисковики и другие сайты. Также снова стали доступными онлайн-заказы такси.
Агентство БелТА, ссылаясь на правоохранителей, сообщило о задержании четырёх координаторов массовых беспорядков в Минске. Также говорилось об изъятии дымовых шашек и других приспособлений, которые могли быть использованы протестующими, в Брестской области. В связи с использованием пиротехники в ходе массовых демонстраций с 12 августа в Беларуси был введен запрет на её продажу.
Кандидаты в президенты Андрей Дмитриев, Сергей Черечень и Анна Канопацкая подали в ЦИК жалобы о непризнании выборов.
После полудня в Минске возле Комаровского рынка, а затем в других районах города и в других городах, люди (преимущественно женщины) начали собираться в цепи солидарности с репрессированными. 12 августа стал первым днём, когда непосредственно белорусские женщины выступили с различными мирными акциями и выстраивались в цепи солидарности, целью которых было выразить протест против действий силовиков и проявить солидарность с пострадавшими демонстрантами. В связи с этим белорусский писатель и журналист Олег Грушецкий предложил сделать этот день Днём белорусских женщин.
Днём в Минске был впервые замечен стрелок внутренних войск с автоматом АК-74, который не предназначен для стрельбы резиновыми пулями. Вновь были замечены силовики, управляющие автомобилями, похожими на скорую помощь. В Минске на проспекте Дзержинского возле станции метро «Грушевка» бойцы ОМОНа стреляли по людям, стоящим на балконах жилых домов. В Бресте милиция открыла огонь на поражение по протестующим, которые напали на них с арматурой, сообщила пресс-секретарь МВД. Один человек был ранен.
Когда в Минске силовики начали бить протестующих и применять светошумовые гранаты и резиновые пули для разгона толпы, несколько медиков надели белые халаты и вышли на улицы помогать раненым. Их задержали, уложили на землю и допрашивали, кто им платит. Потом суд дал почти всем по 10 суток ареста.
Народный артист СССР, скрипач и дирижёр Владимир Спиваков заявил, что после разгона силовиками акций протеста в Беларуси вынужден отказаться от белорусской государственной награды, ордена Франциска Скорины, вручённой ему в 2014 году президентом Александром Лукашенко. Герой Беларуси Дарья Домрачева обратилась через Инстаграм к руководителям отрядов ОМОН с призывом остановить насилие и не допустить продолжения ужаса на улицах.
Актёры и сотрудники Национального академического театра им. Янки Купалы записали коллективное видеообращение и потребовали прекратить применение силы против протестующих. Более 500 основателей, руководителей и сотрудников белорусских ІТ-компаний подписали открытое письмо с призывом остановить насилие в отношении мирных граждан и убрать атмосферу страха с улиц, освободить всех политзаключенных и задержанных, провести новые прозрачные выборы Президента Республики Беларусь и обеспечить граждан Республики Беларусь свободным доступом к информации.
12 августа сообщалось о первом случае подавления протестов в сельской местности — в деревне Лебедево Молодечненского района местных жителей, включая депутата сельсовета, избил и задержал отряд ОМОНа при попытке передать местным властям петицию.
Вечером в Минске на вход и выход были закрыты станции метро «Октябрьская», «Купаловская», «Площадь Ленина», «Площадь Победы», «Немига», «Фрунзенская», «Молодёжная».
На вечер 12 августа планировалась блокировка всех дорог в стране. Однако основным видом акций протеста стали цепи солидарности из женщин с плакатами, цветами и флагами, стихийно начавшиеся во многих городах. Вечером во многих районах Минска люди выстраивались в цепи солидарности (Пушкинская, Каменная Горка, Малиновка, Лошица, Серебрянка, Уручье, Петровщина, Зелёный Луг, Лебяжий, Шабаны, Чижовка, Восток, Сеница, район ул. Матусевича, Грушевка, метро «Партизанская», районы ул. Ангарская, Казинца). Кроме того, у медуниверситета в Минске вечером собралось около 130 медиков из разных больниц столицы, призывающих власти остановить насилие, их требования выслушал министр здравоохранения Владимир Караник. Эта акция закончилась мирно, однако один из присутствовавших там врачей был арестован после окончания акции, избит, лишён жизненно необходимых инъекций инсулина, доставлен в изолятор и на следующий помещён в реанимацию в тяжёлом состоянии. В Гомеле силовики задержали журналиста телеканала Belsat Евгения Меркиса, освещавшего акцию протеста, и на следующий день его приговорили к 15 суткам ареста за участие в несанкционированном массовом мероприятии.
С 21:30 в связи с массовыми акциями протеста и перекрытием дорог протестующими возникли сбои в работе общественного транспорта в Минске. Транспорт был остановлен принудительно, водителям задолго до официального окончания работы поступило указание возвращаться в автопарки. Движение было возобновлено 13 августа в 1:00.
12 августа, после частичного восстановления в стране работы сети Интернет, стали появляться свидетельства жестокого обращения сотрудников ОМОНа с гражданами, не оказывающими сопротивления. В частности, есть видео, где прохожего поставили на колени, а ОМОНовец, разбежавшись, ударил его со спины, затем, схватив одной рукой за голову, стал бить второй рукой по голове. Появились первые свидетельства жестокостей силовиков в изоляторах временного содержания и бесчеловечного отношения к задержанным.
Во второй половине дня в сети появились многочисленные ролики, в которых бывшие и действующие сотрудники правоохранительных органов призывали своих коллег прекратить применение силы в отношении протестующих. В соцсетях, а позднее и среди СМИ, стали распространяться видеообращения, на которых бывшие и действующие белорусские работники силовых структур, в том числе спецназовцы, выбрасывают в мусорные баки форму и знаки отличия, протестуя таким образом против того, что белорусские силовики избивают и калечат людей. Видеоролик бывшего белорусского спецназовца Артема Белиновича, выкидывающего форму со словами «мне очень стыдно, что я служил в войсках, которые сейчас убивают и калечат людей» был опубликован каналом Медуза со ссылкой на телеграмм канал NEXTA. По информации сайта golfstriminform.ru, Артем Белинович сейчас работает в Deutsche Welle.

### 13 августа
В ночь на 13 августа в исправительной колонии № 2 в Бобруйске заключенные устроили бунт с криками «Уходи!».

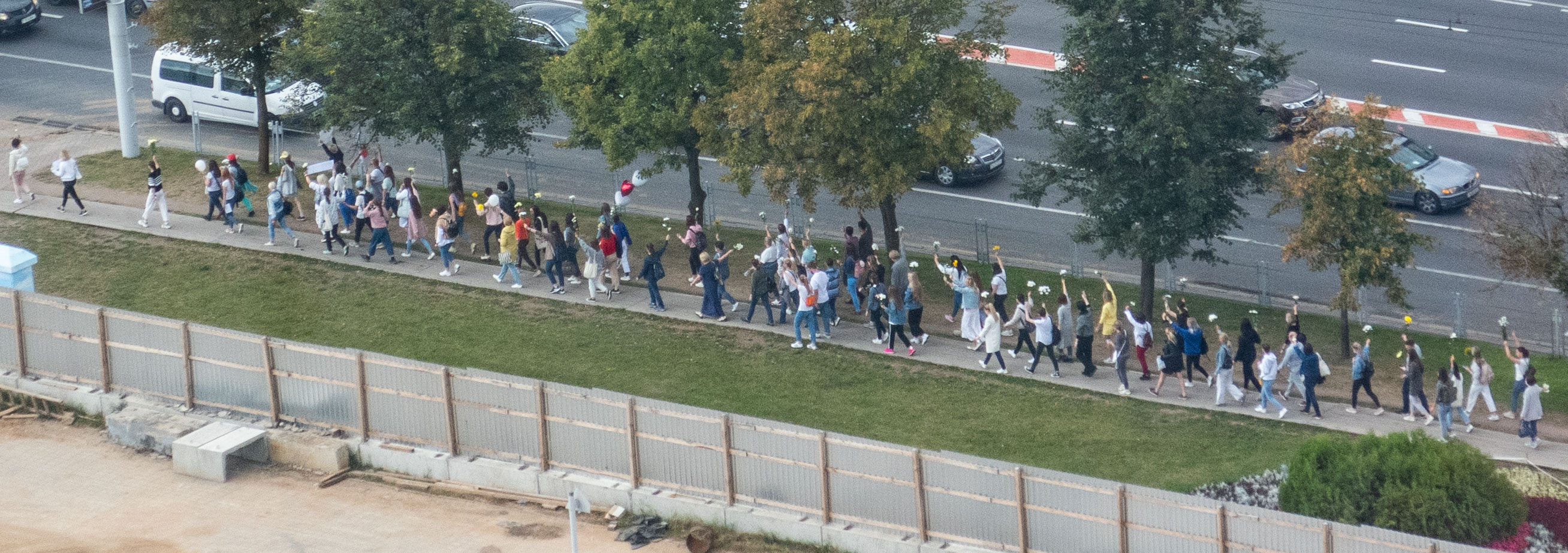
13 августа. Цепь солидарности. Минск, район ст. м. «Восток»

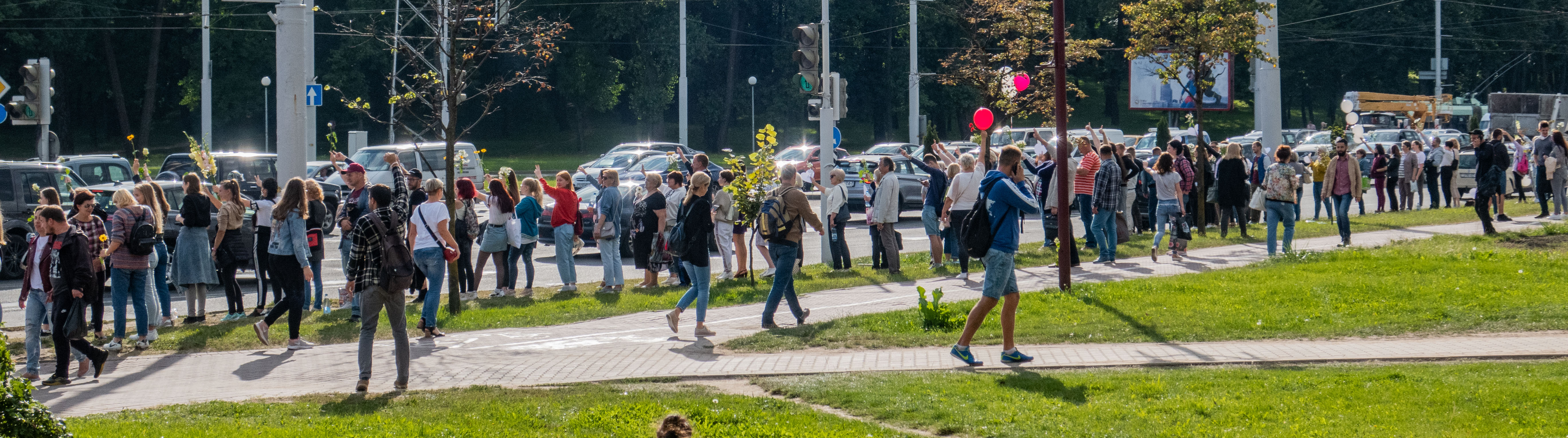
13 августа. Цепь солидарности. Минск, район ст. м. «Могилёвская»

В Минске в разных частях города с раннего утра стали выстраиваться в цепи солидарности, на акцию вышли в основном женщины, они несут с собой белые цветы и выстраиваются вдоль дорог. Машины сигналят в их поддержку. В знак протеста водители на улицах столицы начали замедлять движение до скорости 20−30 км/ч. Аналогичные акции проходили во многих других городах республики. Акции протеста в этот день отмечались также в некоторых посёлках и деревнях. Врачи по меньшей мере двух больниц в Минске вышли на пикеты перед зданиями своих учреждений.

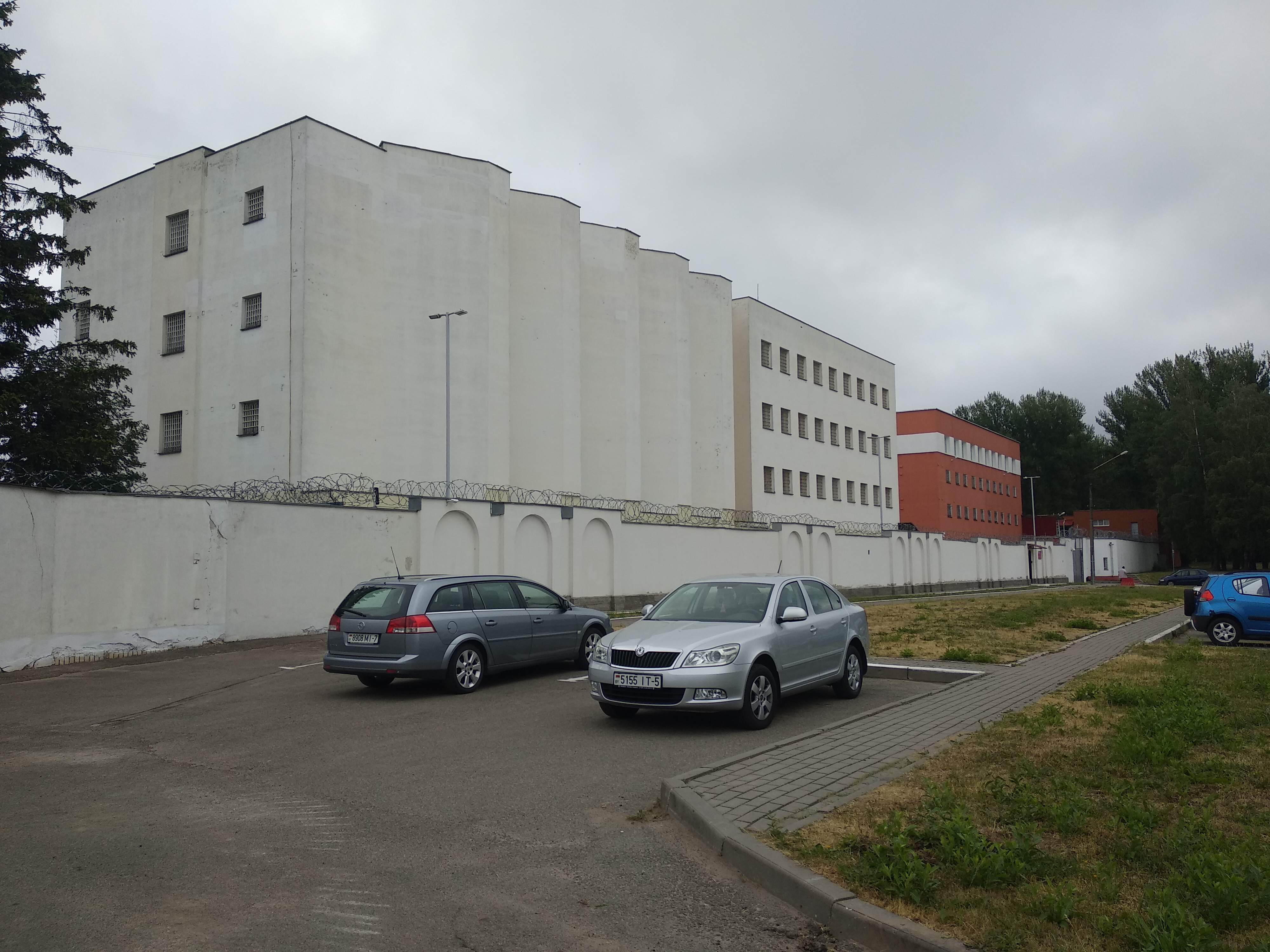
ЦИП на 1-м переулке Окрестина, 2018

СМИ продолжили выкладывать свидетельства травмирования граждан со стороны бойцов ОМОНа и силовиков. 13 августа в СМИ также появились свидетельства о жестоком обращении с задержанными в Центре изоляции правонарушителей в Минске на переулке Окрестина: в камеры, рассчитанные на 4 человек, помещали по 20-30 человек; людей принуждали оговаривать самих себя; необходимая медицинская помощь не оказывалась; задержанным долгое время не давали воду и еду, их беспричинно избивали дубинками. Появилась аудиозапись, на которой слышны стоны и крики людей предположительно из-за стен изолятора на Окрестина. Свидетели криков людей называли их ужасом и сравнивали происходящее со Средневековьем. В этот же день правозащитники обратились к главе МВД с требованием прекратить бесчеловечное обращение с задержанными. Возле тюрьмы в Жодино собралось множество людей, ожидающих освобождения друзей и родственников; волонтёры раздавали освобождённым еду и напитки и бесплатно отвозили их в Минск. Началось освобождение арестованных из крупной жодинской тюрьмы, что связывается с её крайней переполненностью. Глава МВД страны подтвердил, что травмы в ходе протестов могли получать «случайные люди, попавшие под раздачу», и сообщил, что на часть задержанных не составлялись административные дела. Стало известно, что нападающий национальной сборной по футболу и ФК БАТЭ Антон Сарока, переставший выходить на связь, был задержан и приговорён к 7 суткам ареста. Жители Беларуси продолжают искать родственников, пропавших во время протестов.
В СМИ стала появляться информация о том, что к общенациональной забастовке присоединились следующие предприятия — Гродно Азот, Гродножилстрой, БелАЗ, Терразит Плюс, Белгосфилармония, Белмедпрепараты, МАЗ, «Гроднопромстрой». Днём к бастующим работникам БелАЗ вышел мэр города Жодино Дмитрий Заблоцкий. Рабочие пожаловались ему на действия силовиков и пригласили его выйти на улицу вечером. Мэр согласился вывести ОМОН из города, если протестующие не будут захватывать административные здания. Сотрудницы минского завода «Керамин» в обеденный перерыв организовали акцию солидарности на улице.
Рабочие Минского автомобильного завода и предприятия «Гродно Азот», коллективы Национального академического театра имени Янки Купалы, Белорусского театра кукол и Гродненского областного драматического театра протестовали против предварительных итогов выборов на стихийных митингах и собраниях; в Минске перед профильным дворцом культуры собрались сотрудники Белорусской железной дороги. Сотрудники частной IT-компании Rozum Robotics, один из руководящих работников которой исчез, заявили о намерении начать забастовку; другая технологическая компания VIRPIL Controls объявила о начале забастовки. На Минском тракторном заводе сообщалось о политических требованиях рабочих, озвученных на встрече с руководством, на этом же предприятии большая группа рабочих выкрикивала лозунги, призывавшие к отставке Лукашенко. На минском «Интеграле» прошло собрание с обсуждением возможности забастовки, на гродненских заводах «Белкард» и «Химволокно» к недовольным рабочим приехали представители местной власти. Работники минского стройобъединения МАПИД вышли на акцию солидарности с арестованными. Сотрудники «Белэнергосетьпроекта» (Минск) передали политические требования Белорусскому профсоюзу работников энергетики (входит в Федерацию профсоюзов Беларуси, руководство которой поддерживало Лукашенко). В Могилёве руководство «Могилёвхимволокна» угрожало увольнением работникам, которые подписаны на протестные телеграм-каналы.
Артисты и сотрудники Белгосфилармонии провели акцию перед входом в здание Белгосфилармонии с плакатами «Стоп — насилие», «У нас украли город», «Мы, беларусы, мірныя людзі». Артисты несколько раз исполнили неофициальный гимн Беларуси «Магутны Божа».
12-13 августа 2020 года начал увольняться по собственному желанию в связи с жестоким подавлением массовых протестов ряд журналистов государственных телеканалов и радио, включая Дмитрия Семченко, возглавлявшего президентский пул журналистов телеканала ОНТ. 13 августа несколько десятков сотрудников государственных СМИ составили и распространили обращение в адрес министра информации с требованиями прекратить репрессии против журналистов и обеспечить надёжную интернет-связь; на 14 августа назначена встреча представителей ряда СМИ с министром.
Послы стран ЕС, руководитель представительства Евросоюза, представители посольства США и других стран возложили цветы к стихийному мемориалу на Пушкинской на месте, где погиб участник протестов.
Днём несколько православных, католических и протестантских священнослужителей и верующих организовали крестный ход и совместную молитву против насилия в центре Минска на площади Свободы, где находятся православный и римско-католический кафедральные соборы.
Международная теннисная федерация отменила проведение в августе 2020 года в Минске двух профессиональных мужских турниров с призовым фондом 15 000 $ каждый — «Belglobal Cup» и «Belagroprombank Cup» — по соображениям безопасности.
12-13 августа в СМИ появились многочисленные свидетельства издевательств над задержанными в ходе массовых протестов. Вечером 13 августа заместитель министра внутренних дел Александр Барсуков заявил, что никаких издевательств не было. В свою очередь министр внутренних дел Юрий Караев заявил, что за историю независимой Беларуси силовики ни разу не применяли ни водометы, ни слезоточивый газ, ни другие нелетальные средства, и сказал, что он должен взять на себя ответственность за травмы случайных людей на протестах и извиниться перед этими людьми. Он также подчеркнул, что травля и угрозы провоцируют ответное насилие.

### 14 августа

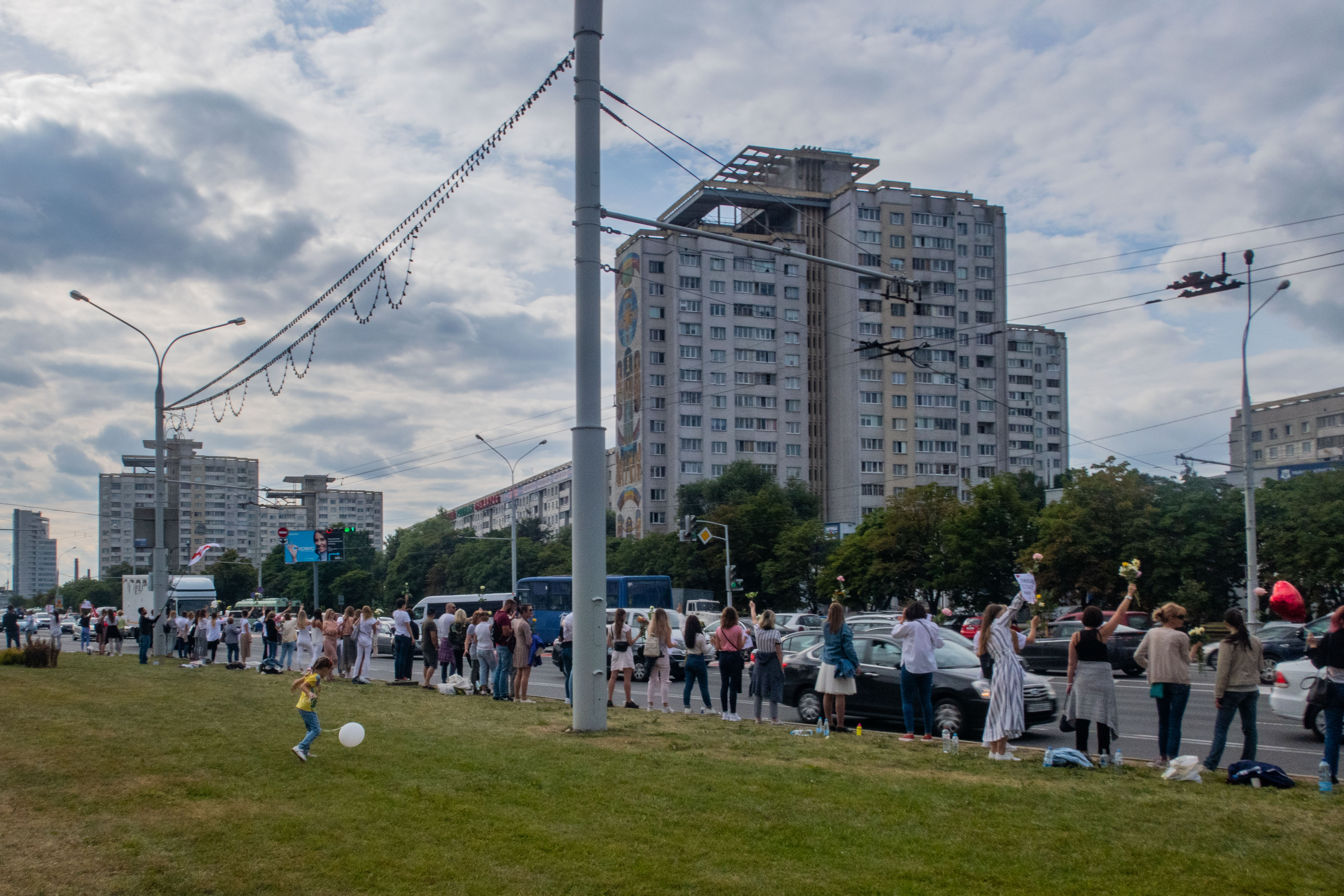
14 августа. Одна из цепей солидарности. Минск, проспект Независимости, район ст. м. «Восток»

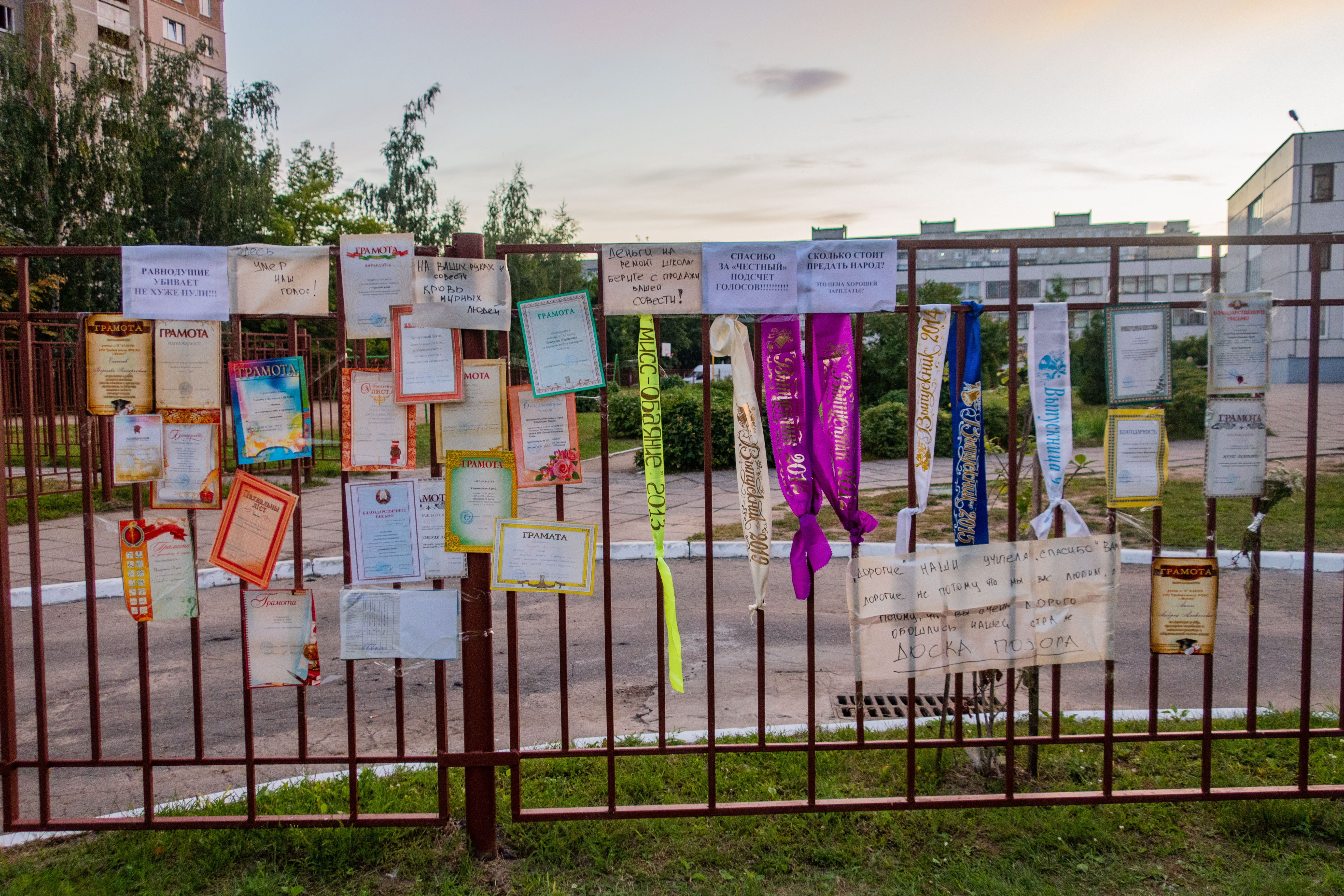
Одна из «досок позора» в Минске: выпускники и родители вывешивают на школьные заборы ленты выпускников и выданные школой грамоты в знак протеста против предполагаемых массовых фальсификаций голосов на избирательных участках в школах с участием учителей

Многих людей, задержанных в предыдущие дни протестов, выпустили. Некоторых увозили на скорой, десятки человек показывали раны и травмы от избиений. Задержания в Минске временно прекратились.
В Минске в разных частях города с раннего утра люди вновь стали выстраиваться в цепи солидарности, проезжающие автомобилисты сигналили им в поддержку.
В разных частях страны рабочие и служащие выходят на массовые акции протеста. Протестуют работники БелАЗа в городе Жодино. Минский электротехнический завод имени Козлова, Белорусский металлургический завод, ОАО «Гродно Азот», Минский тракторный завод и другие предприятия.

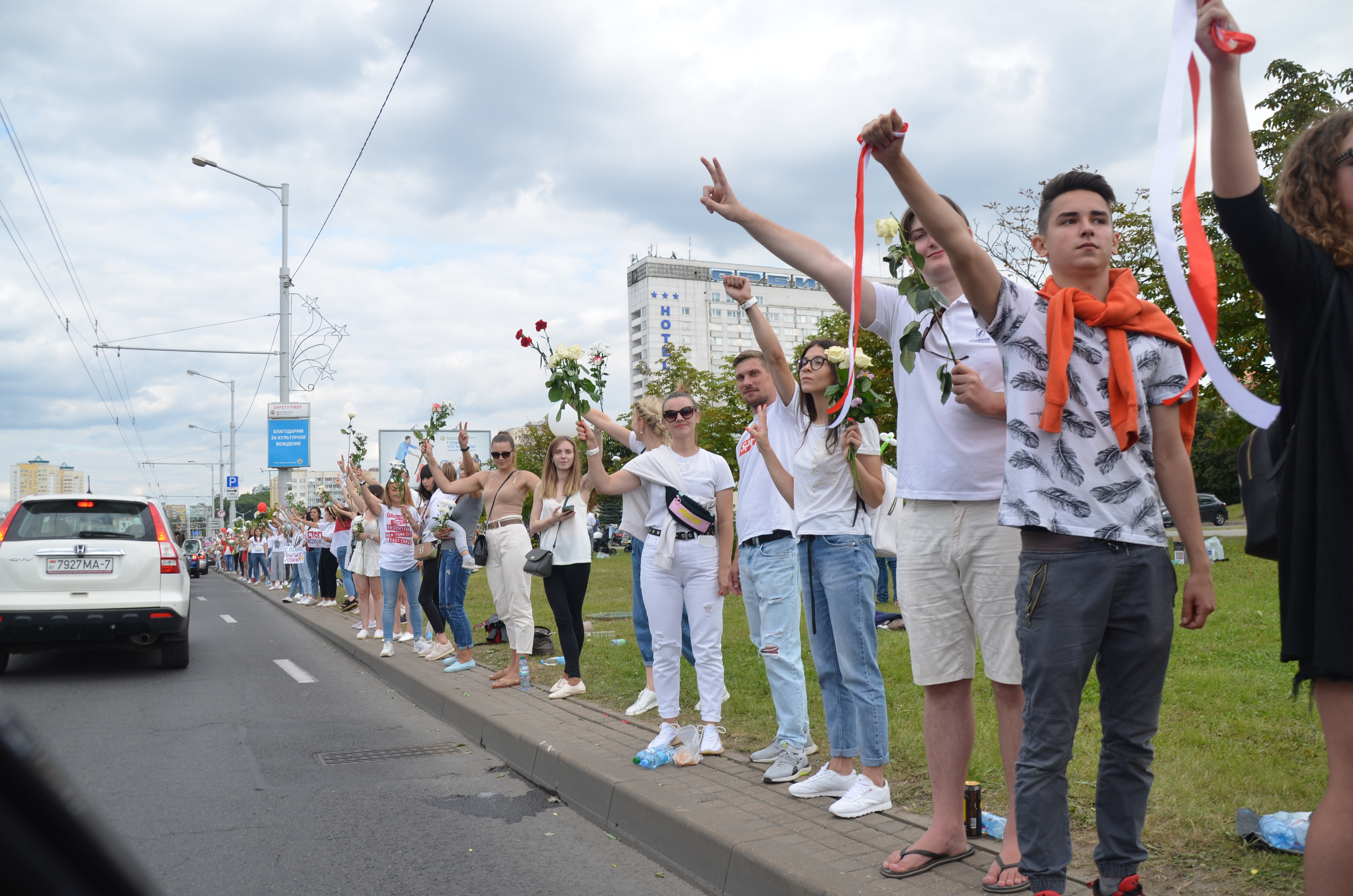
14 августа. Одна из цепей солидарности. Минск

Многие трудовые коллективы и профессиональные объединения выступили с открытыми письмами и обращениями, в которых призвали к прекращению насилия со стороны силовиков, соблюдению базовых прав человека, а также проведению новых, честных и прозрачных выборов.
Светлана Тихановская инициировала создание «Координационного совета» для обеспечения трансфера власти в Беларуси.
Сто стипендиатов, лауреатов, премиантов и дипломантов Специального фонда Президента Республики Беларусь по поддержке талантливой молодежи и одаренных студентов и учащихся отказались от звания и всех привилегий. Генеральный директор футбольного клуба БАТЭ Михаил Залевский раскритиковал жестокость силовиков по отношению к протестующим и записал видео, где он выбрасывает в мусорный контейнер форму с офицерскими погонами.
Появились свидетельства жестокого отношения к протестующим во Фрунзенском РУВД Минска: силовики избивали задержанных в подвале, а сотрудница РУВД по имени Карина раздвигала мужчинам ноги и прицельно била дубинкой в пах по яичкам.
Тысячи рабочих МТЗ прошли маршем от завода до площади Независимости, где состоялся митинг. Они скандировали «Уходи», «Считай голоса», «Жыве Беларусь!» (с бел. — «Да здравствует Белоруссия!»). К протестующим присоединились директор Национального академического театра им. Янки Купалы Павел Латушко и белорусский поэт, бывший кандидат на президентских выборах в Беларуси 2010 года Владимир Некляев. Павел Латушко призвал отправить в отставку Министра внутренних дел, его заместителя, ответственного за общественный порядок, начальника департамента исполнения наказаний МВД.

### 15 августа

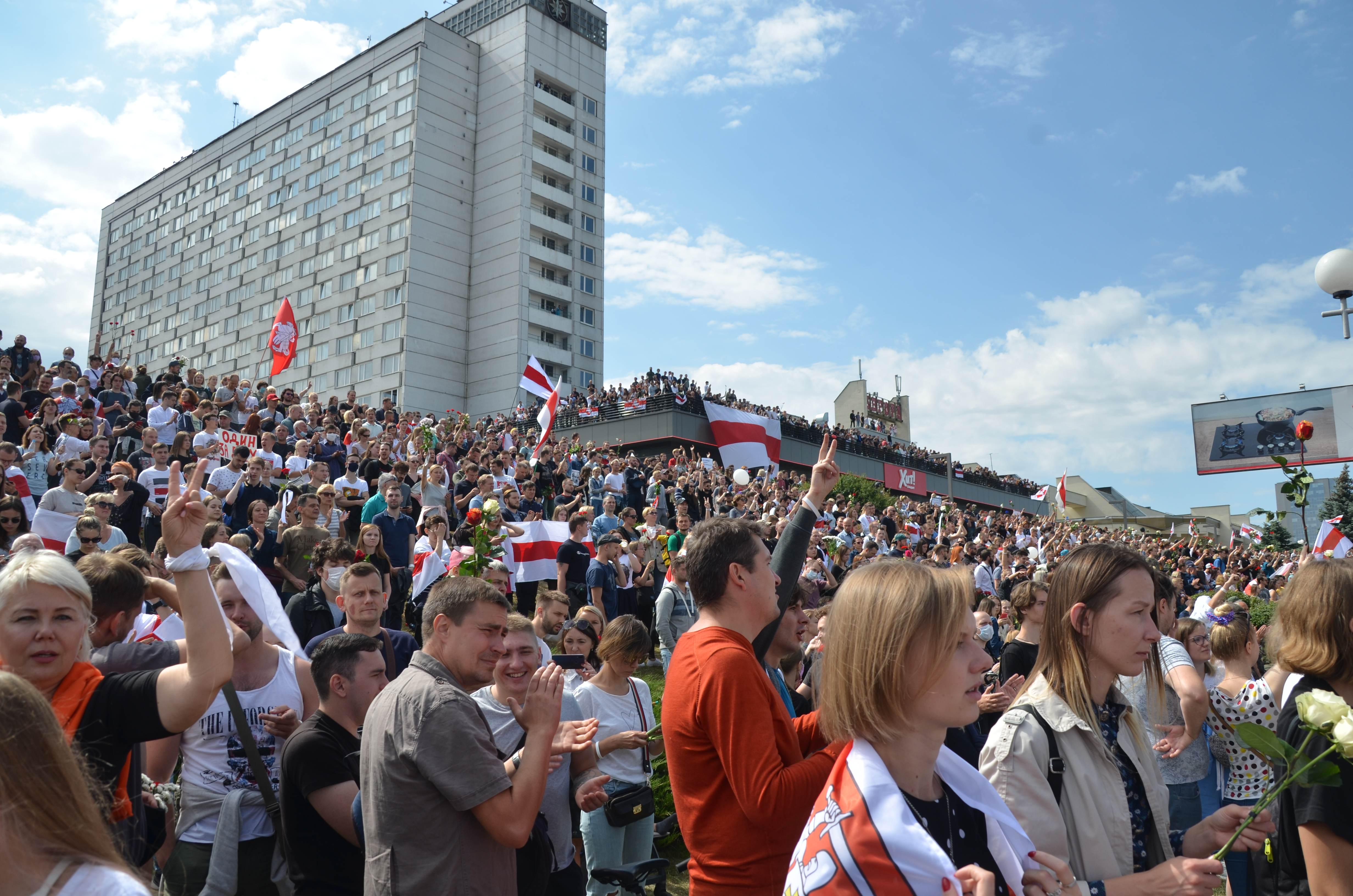
15 августа. Митинг памяти Александра Тарайковского, метро Пушкинская, Минск

Днём в Минске, рядом со станцией метро «Пушкинская», собрались тысячи белорусов, чтобы попрощаться с погибшим 10 августа 34-летним демонстрантом Александром Тарайковским. Собравшиеся скандировали «Трибунал!», их поддерживали автомобилисты звуком клаксонов. Почтить память погибшего «народного героя Беларуси» пришли известный певец Макс Корж и Мария Колесникова, представитель штаба бывшего претендента на президентский пост Виктора Бабарико. У ритуального зала, куда просили приходить только родственников и знакомых, с Тарайковским прощались сотни людей с цветами и флагами. Когда из зала вынесли гроб, люди встали на колени. Александра провожали со словами «Слава герою» и «Жыве Беларусь!» (с бел. — «Да здравствует Белоруссия!»), а затем исполнили гимн «Магутны Божа» (с бел. — «Могущественный Бог»). В тот же день Associated Press опубликовало отдельный кадр из сделанной 10 августа видеозаписи, на которой виден мужчина, похожий на Тарайковского, а на белой майке видно пятно крови (предположительно). Позже в тот же день было опубликовано видео гибели Тарайковского. На нём видно, что в руках Тарайковского ничего не было, и виден выстрел со стороны ОМОНа, после которого он упал.

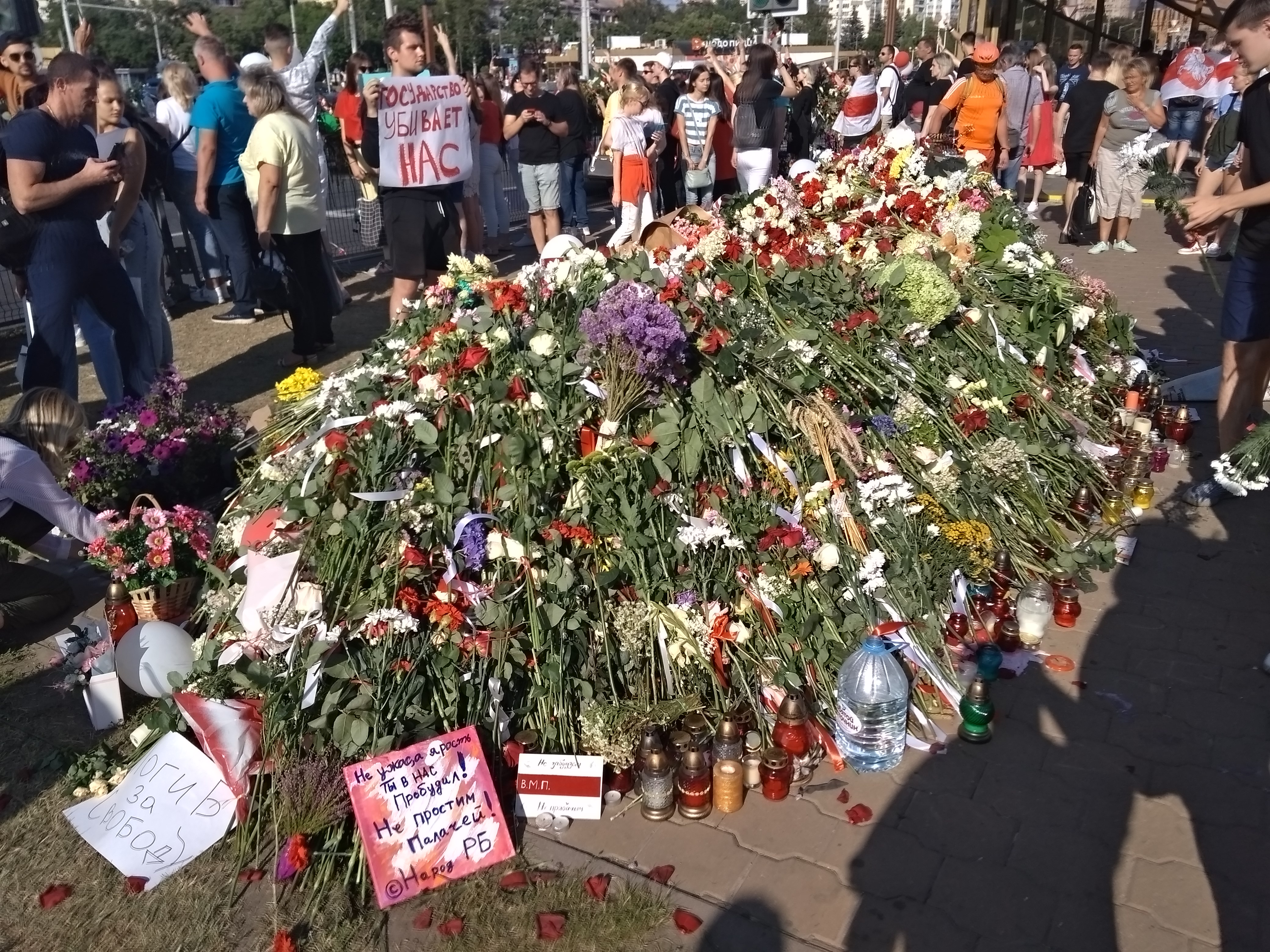
Цветы, возложенные на месте убийства Александра Тарайковского. Метро Пушкинская, Минск

СМИ продолжили выкладывать истории избиений со стороны силовиков протестующих и случайных людей, в том числе истории избитого в автозаке и в Центральном РУВД Минска 14-летнего школьника и находящегося в реанимации избитого в автозаке и в Партизанском РУВД Минска 16-летнего школьника.
В Гродно на митинге 10 тыс. человек передали властям призыв к «немедленной» отставке Лукашенко, руководителей МВД и ОМОН, отставке и аресту председателя Центризбиркома, освобождению политзаключенных. В Бресте около 20 тыс. человек прошли колонной прошли через весь город.
Штаб Тихановской объявил о начале формирования совета для передачи власти.
У посольства Беларуси в Москве прошла акция солидарности с протестующими. Девушки в белом выстроились с цветами в руках в цепочку солидарности вдоль улицы Маросейка. К ним присоединяются и мужчины. Участники акции держат одну белую ленту.
Директор Минского завода колесных тягачей на собрании с рабочими признал, что Лукашенко проиграл выборы.
15 августа сетевое издание lenta.ru сообщило, что окружение президента Беларуси Александра Лукашенко интересовалось у представителей Кремля о возможности бегства в Россию. Кроме того, сообщалось, что российская сторона также допускает, что уход Лукашенко с поста главы государства вероятен.
Сотрудники государственных телеканалов присоединились к забастовке. У здания Белтелерадиокомпании состоялся митинг, в котором приняли участие бывший кандидат в президенты Андрей Дмитриев и Мария Колесникова. Ведущая и режиссёр белорусских телеканалов «Беларусь-1» и «Беларусь-3» Наталья Бибикова заявила, что работники Белтелерадиокомпании планировали провести забастовку в понедельник, но из-за стремительно развивающихся событий она не исключает, что всё может произойти и раньше. Вечером для встречи с коллективом в Белтелерадиокомпанию приехали председатель Совета Республики Наталья Кочанова и пресс-секретарь Лукашенко Наталья Эйсмонт (её муж Иван Эйсмонт — председатель Белтелерадиокомпании).
Вечером, во время посещения министерства обороны, Александр Лукашенко заявил, что Россия пообещала при первом запросе оказать военную помощь «по обеспечению безопасности Республики Беларусь». Об этом он договорился с президентом России Владимиром Путиным.
Посол Беларуси в Словакии, старейший по опыту работы послом руководитель белорусского загранучреждения, Игорь Лещеня выступил с видеообращением, в котором первым из глав дипломатических миссий страны заявил, что поддерживает тех, кто вышел на мирные акции протеста в республике.
В ночь с 15 на 16 августа белорусский философ Владимир Мацкевич записал обращение к народу и элитам страны, в котором подчеркнул нелегитимность Лукашенко, называя его узурпатором, и обрисовал ближайшие и отдалённые перспективы развития протестного движения в Беларуси.

### 16 августа («Марш Свободы»)

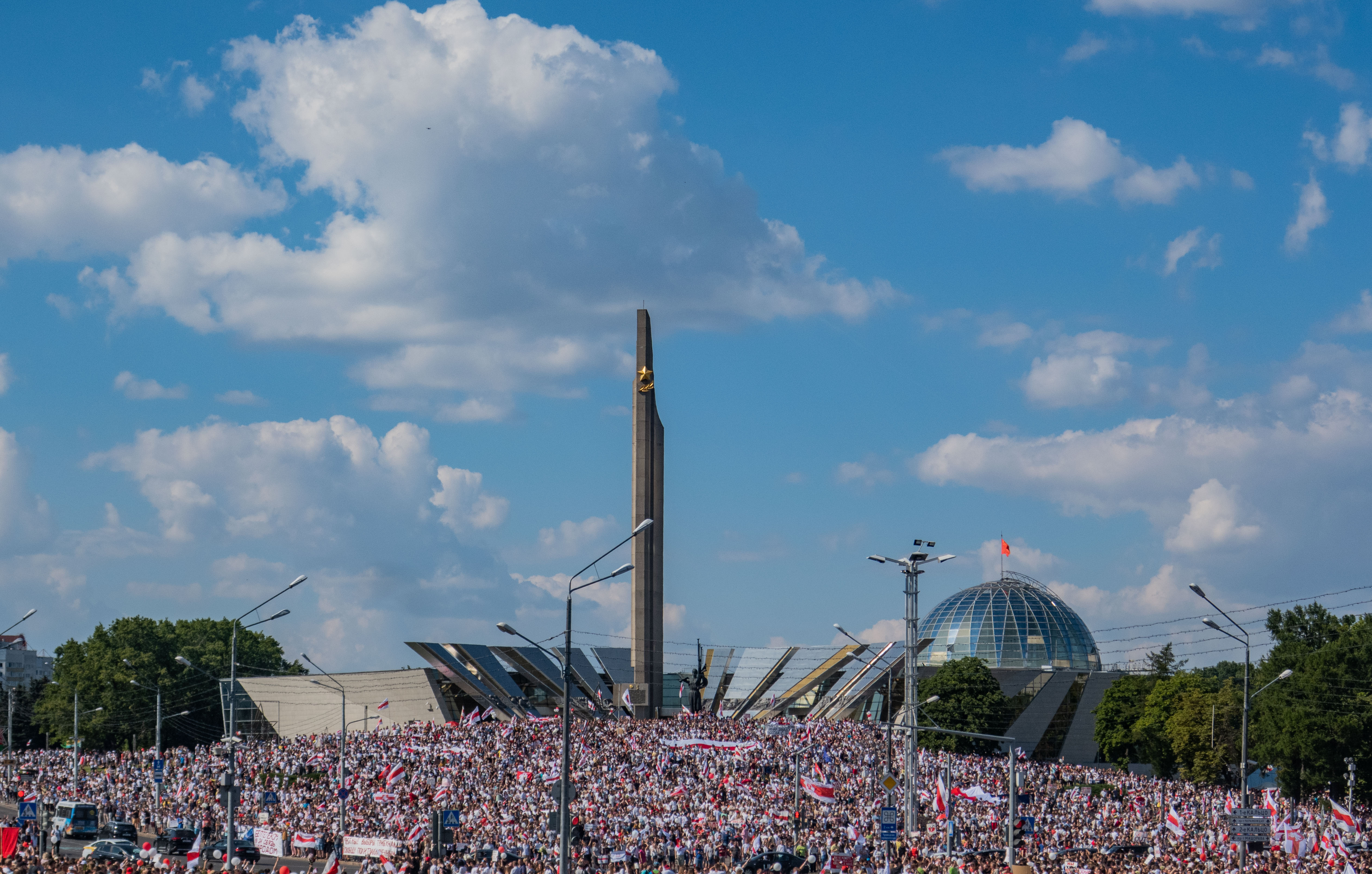
Митинг против Лукашенко и насилия в Минске 16 августа

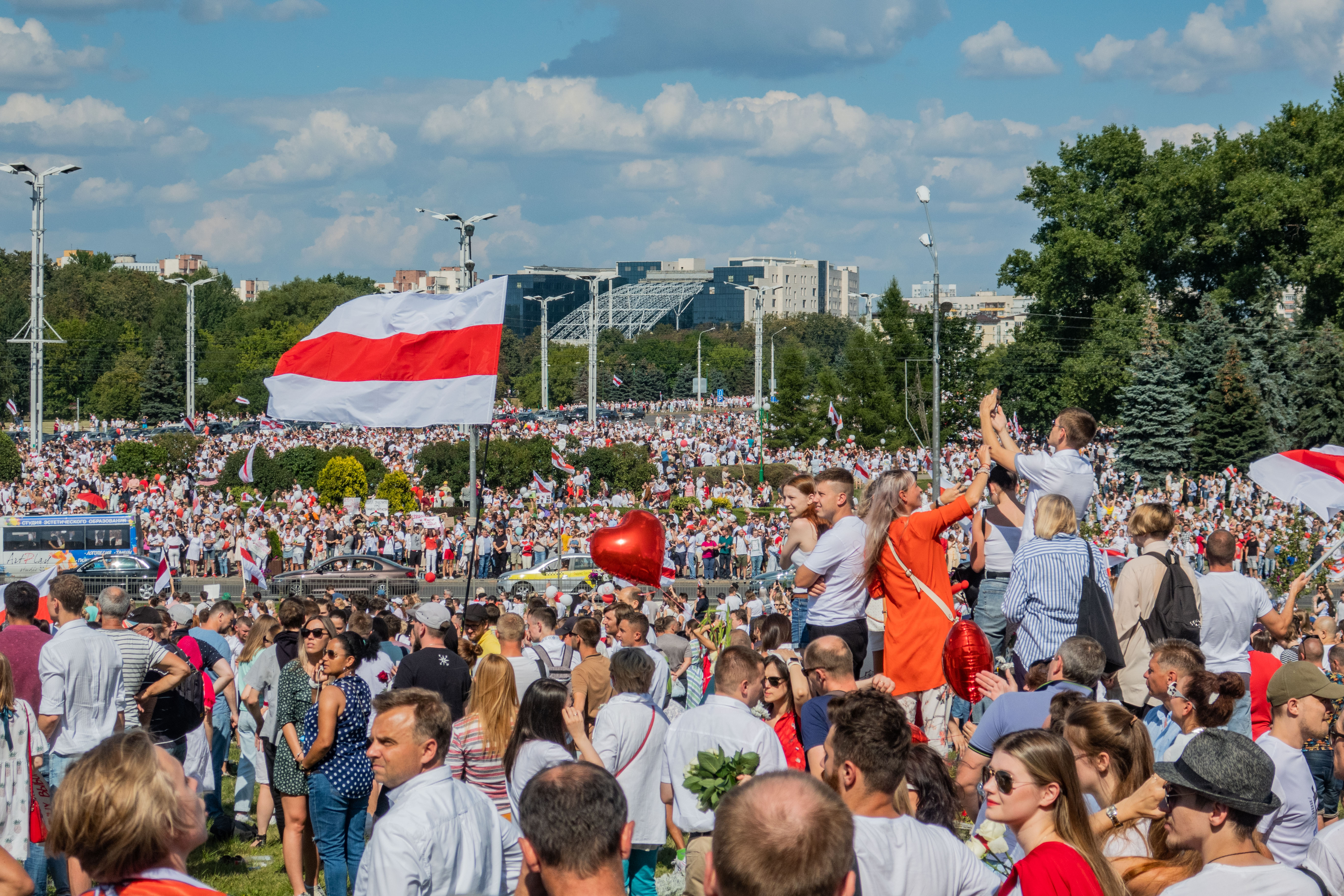
Митинг против Лукашенко и насилия в Минске 16 августа

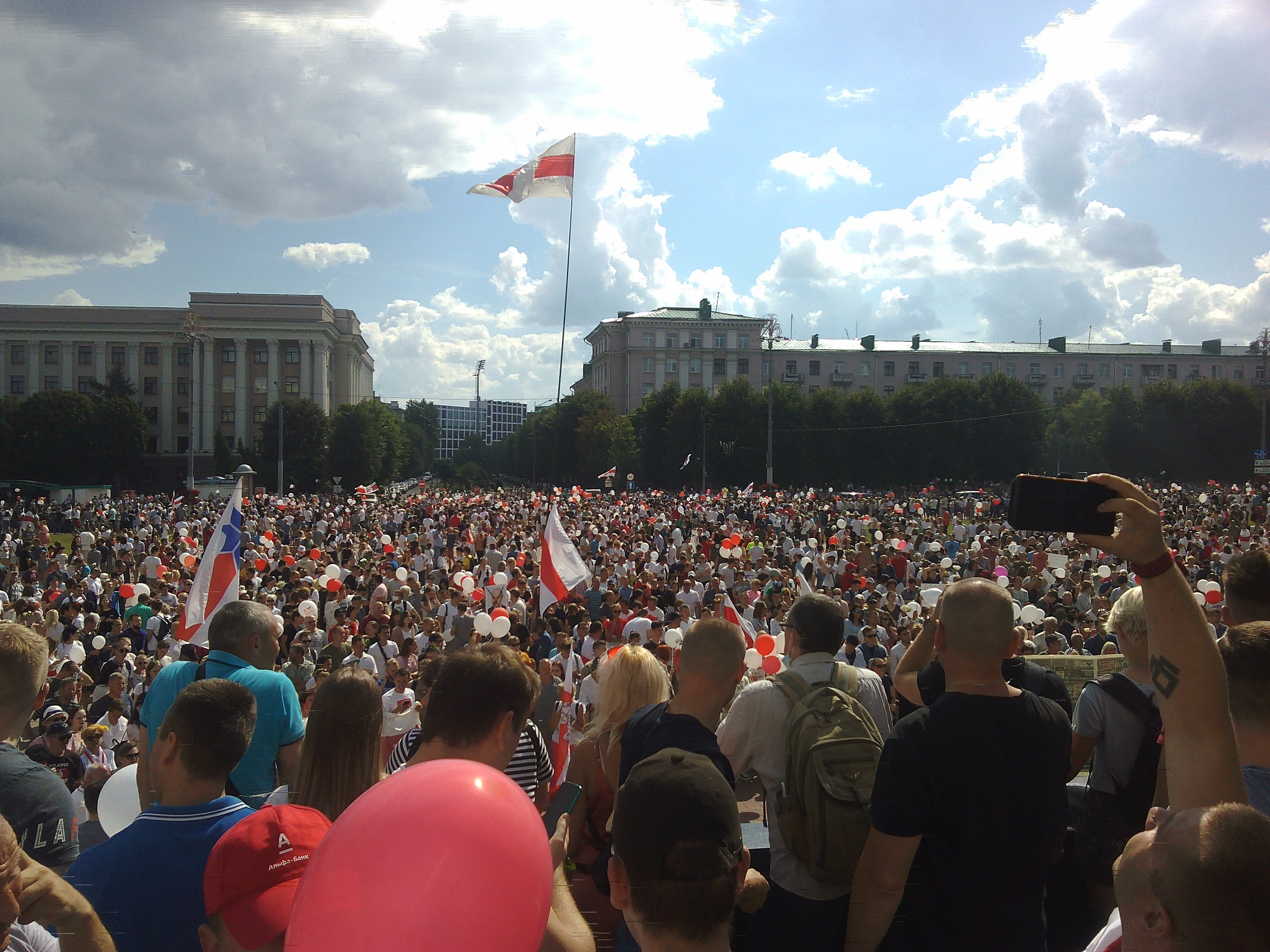
Митинг против Лукашенко и насилия в Могилёве 16 августа

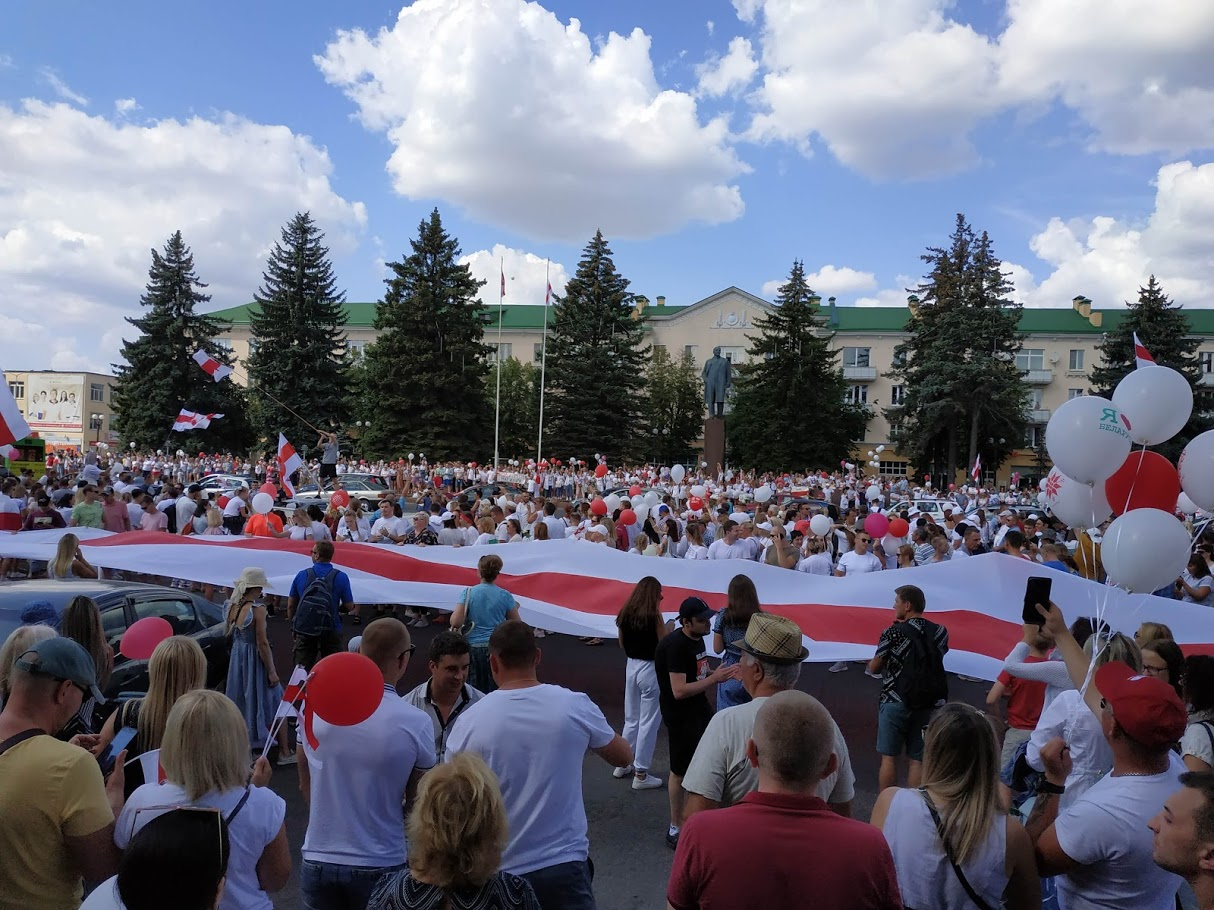
Митинг против Лукашенко и насилия в Барановичах 16 августа

В Костюковке прошло прощание с Александром Вихором, умершим после задержания во время протестов в Гомеле.
В 12 часов на площади Независимости в Минске началась акция в поддержку Лукашенко. Митингующие держат плакаты и государственные флаги Беларуси и России. На площади собралось около 2 тыс. человек, по другим данным — от 11 до 15 тыс.. На трибуну перед собравшимися вышел Александр Лукашенко, чьё выступление продолжалось полчаса. С трибуны провластного митинга Лукашенко заявил: «Я стою перед вами на коленях впервые в жизни, вы это заслужили!», но на колени так и не встал. После этого собравшиеся стали расходиться. В день митинга на подъезде к Минску замечена длинная колонна автобусов, работников бюджетных организаций под угрозами увольнений принуждают участвовать в провластном митинге.
К 14 часам к стеле «Минск — город-герой» из разных районов Минска стали двигаться колонны протестующих для участия в Марше за свободу, проводимом во многих городах Беларуси. Участники шествия несли бело-красно-белые флаги, иногда представляющие собой многометровые полотнища.
Путин и Лукашенко провели второй телефонный разговор за два дня. Российский лидер подтвердил готовность оказать содействие в разрешении возникших проблем по линии ОДКБ.
У стелы «Минск — город-герой» собралось, по разным оценкам, от 400 тыс. человек (Еврорадио) до 500 тыс. человек, с учётом движения людей по улицам — около 500 тыс. человек. Митингующие скандировали: «Уходи!», «Верым, можам, переможам!», «Лукашенко в автозак!». На акции протеста член объединённого штаба Светланы Тихановской и координатор штаба незарегистрированного кандидата Виктора Бабарико Мария Колесникова заявила, что «Бывший президент должен подать в отставку. Он утопил страну в насилии». Вечером протестующие направились по проспектам Победителей и Независимости в направлении площади Независимости, где часть из них собралась на самой площади, в том числе рядом с Домом Правительства. Всего в Марше за свободу приняло участие около миллиона человек по всей стране.
Многотысячные акции протеста прошли в Барановичах, Белоозёрске, Бобруйске, Борисове, Бресте, Витебске, Волковыске, Гомеле, Гродно, Дрогичине, Жабинке, Жодино, Заславле, Клецке, Костюковичах, Кричеве, Лиде, Логойске, Марьиной Горке, Могилёве, Мозыре, Мостах, Новополоцке, Пинске, Полоцке, Пружанах, Речице, Смолевичах, Сморгони и других городах и населенных пунктах страны.
В Москве у здания посольства Беларуси вновь собрались люди в поддержку протестующих против Александра Лукашенко. Митингующие встали в цепочку солидарности. Многие люди пришли в белой одежде и с цветами в руках в память о погибшем во время протестов в Минске Александре Тарайковском.
Жители Санкт-Петербурга, которые хотели поддержать белорусов, собрались у отделения посольства Беларуси на улице Бонч-Бруевича. Около 250 человек с 14 часов стояли на тротуаре, пели песни и держали плакаты. Расходиться начали к 18:00. В толпе можно было увидеть девушек с красно-белыми букетами, шариками, флагами, в нарядах в таких же цветах. Некоторые мужчины надели вышиванки.
На дороге Санкт-Петербург — Псков заметили грузовики Росгвардии без номеров и маркировок, движущиеся в сторону границы с Беларусью.
Ветераны антитеррористического подразделения КГБ Беларуси «Альфа» выступили с заявлением, в котором осудили противоправные насильственные действия и произвол в отношении мирных граждан страны, призвали привлечь виновных к ответственности, а также обратились к руководителям и сотрудникам органов безопасности и правопорядка, командирам спецподразделений следовать принципу законности в своих действиях, помнить об ответственности за его нарушение.

### 17 августа

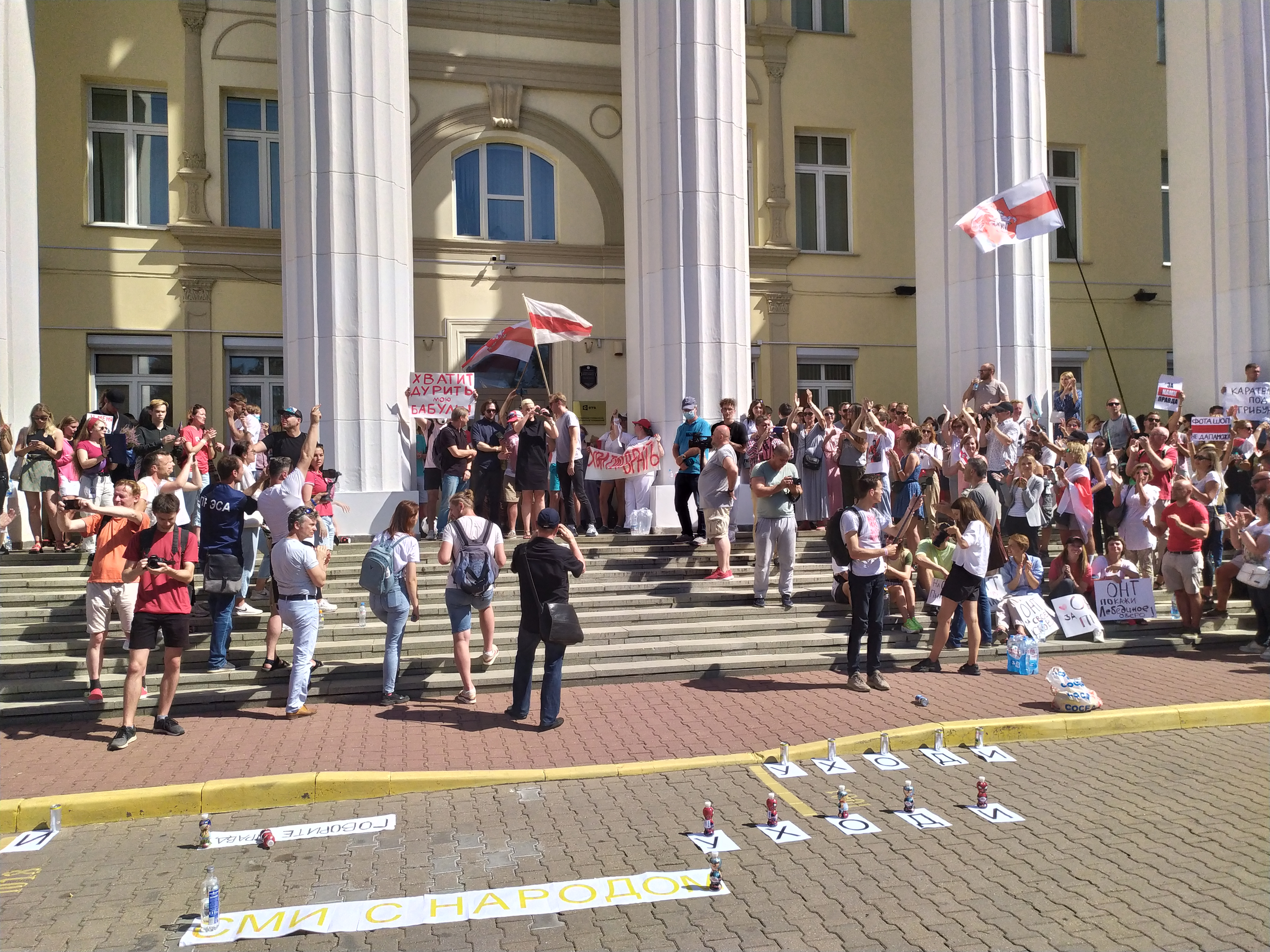
Митинг в поддержку журналистов государственных телеканалов, присоединившихся к протестам (Минск, 17 августа)

В Беларуси продолжились забастовки — с утра на акции протеста вышли гиганты белорусской промышленности: БелАЗ, Минский тракторный завод и «Беларуськалий». К ним присоединился Минский завод колёсных тягачей (МЗКТ), на который на президентском вертолёте прилетал Лукашенко на специально организованную встречу с его работниками. В какой-то момент собравшиеся рабочие начали освистывать Лукашенко и кричать ему «Уходи!». Во время встречи Лукашенко с работниками МЗКТ, где его освистали, в Беларуси наблюдалось полное отсутствие доступа к сети интернет, не работала мобильная связь.
Светлана Тихановская обратилась к гражданам Республики Беларусь через видео-запись опубликованную на ютюб канале «Страна для жизни», в через запись она поблагодарила тех, кто вышел на акции протеста, и поддерживает её. Тихановская заявила, что готова принять на себя ответственность и выступить в этот период в качестве национального лидера с тем, чтобы страна успокоилась, вошла в нормальный ритм, чтобы были освобождены все политзаключенные и в кратчайшие сроки подготовили законодательную базу и условия для организации новых президентских выборов.
По информации Генпрокуратуры страны, более 600 граждан заявили об избиениях и пытках, 122 задержанных до сих пор находятся в изоляторах, при этом Следственный комитет Республики Беларусь до сих пор не возбудил ни одного дела.
Около 500 человек медицинских работников и их сторонников собралось перед входом в Министерство здравоохранения с требованием обеспечить доступ врачей на территории центра изоляции правонарушителей на пер. Окрестина и изолятора временного содержания на ул. Володарского в Минске для осмотра пациентов и решения вопроса о госпитализации. Вышедшему к собравшимся министру здравоохранения Владимиру Каранику люди кричали «Позор!» и «В отставку!».
Вечером стало известно об увольнении директора театра имени Янки Купалы и бывшего министра культуры Павла Латушко за осторожную поддержку протестов. Сообщалось, что многие сотрудники театра готовятся уволиться в знак протеста.
После 19:00 от 5 до 7 тыс. протестующих собралось у СИЗО № 1 Минска на улице Володарского, где звучали требования освобождения всех политических заключенных. Позднее многотысячная толпа проследовала по проспекту Дзержинского до центра изоляции правонарушителей на пер. Окрестина, где также состоялся митинг.
Доверенное лицо Тихановской Ольга Ковалькова опубликовала список белорусов, включенных в состав «Координационного совета по организации процесса преодоления политического кризиса», о создании которого ранее объявила Светлана Тихановская.
Бело-красно-белые флаги вывешены над Национальным академическим театром имени Янки Купалы напротив Администрации президента и над Несвижским замком.
Правозащитное объединение «Звено» заявило о по меньшей мере пяти неучтённых погибших в ходе подавления массовых протестов. Следственный комитет опроверг данную информацию.
Акции протеста прошли в Гродно, Бресте, Гомеле, Могилеве, Витебске, Новополоцке, Полоцке, Борисове, Жодино, Волковыске, Солигорске, Бобруйске, Светлогорске, Калинковичах, Слуцке, Пружанах, Белыничах, Новогрудке, Кобрине, Ошмянах, Орше, Свислочи, Поставах, Докшицах, на Дзержинской горе, иных городах и населенных пунктах страны. Телеканал «Гродно Плюс» провёл прямую трансляцию с площади Ленина, на которой гродненские власти держали ответ перед горожанами.
В минском дворе между улицей Червякова и Сморговским трактом впервые появился мурал с «диджеями перемен», отсылающий к событиям 6 августа в Киевском сквере. В дальнейшем мурал несколько раз зарисовывался по распоряжению властей и восстанавливался жителями окрестных домов, став символом культурного сопротивления. В начале сентября 2020 года площадка перед муралом получила неформальное название «Площадь Перемен», а на здании с муралом была установлена табличка с соответствующей надписью (убрана властями несколько дней спустя). На въезде с ул. Червякова появился также самодельный знак, «запрещающий» присутствие во дворе силовиков.

### 18 августа
Пошёл десятый день протестов в Беларуси. СМИ распространили информацию, что Лукашенко ещё 13 августа наградил более 300 силовиков медалями «За безупречную службу» первой, второй и третьей степеней. Список руководителей и рядовых сотрудников из системы белорусского МВД занимает 25 листов.
Ряд сотрудников Белорусского радио и Белтелерадиокомпании продолжили забастовку с требованием честных выборов и объективного освещения событий в стране в СМИ.
После информации об увольнении главного редактора государственной республиканской газеты «Звязда» сотрудники редакции также заявили о своём увольнении в знак солидарности, в результате главного редактора восстановили в должности.
Днём 18 августа, в день рождения Сергея Тихановского, около 500 человек собралось около СИЗО на Володарского, где он находится в заключении. Собравшиеся выкрикивали ему поздравления и спели хором песню «Стены рухнут», которая стала одним из символов протеста. Машины, проезжающие мимо, активно сигналили.
После акции протеста нескольких работников белорусского МИДа, состоявшейся накануне, перед зданием внешнеполитического ведомства прошла акция «Макей — не робей!», в которой приняли участие бывшие работники МИД Республики Беларусь.
Забастовки и акции протеста продолжились на крупнейших предприятиях страны. Бастовали некоторые сотрудники «Беларуськалия», МТЗ, Жабинковского сахарного завода, иных предприятий. Акция протеста прошла у проходной минского завода холодильников «Атлант» в нескольких сотнях метров от Дворца Независимости, резиденции президента Беларуси.
Национальный забастовочный комитет собрал более 1,1 миллиона долларов США для работников бастующих предприятий (МТЗ, МЗКТ, «Гродно Азот» и других), которые могут финансово пострадать из-за невыхода на работу.
Вечером в Минске состоялась первая пресс-конференция представителей «Координационного совета», на которой рассказали о транзите власти и о том, почему пересчитать голоса избирателей уже невозможно.
В Минске на площади Независимости прошел многотысячный митинг. В Гродно на площади Ленина мирный митинг собрал около 20 тыс. человек. Митинги и акции протеста также состоялись в Гомеле, Бресте, Дзержинске, Полоцке, Орше, Костюковичах, Могилеве и других городах. В Могилеве автомобиль намеренно сбил участника оппозиционного митинга, который проходил возле исполкома, и скрылся с места ДТП. Участник не пострадал.

### 19 августа
17 иностранным журналистам отказали во въезде в страну.
Утром у проходной Минского тракторного завода собрался митинг, в котором приняли участие работники завода и другие неравнодушные люди. Собравшихся разогнал ОМОН, два человека были задержаны.
Национальный академический театр имени Янки Купалы заблокировали под предлогом санитарного дня, сотрудники и актёры не смогли войти в здание. Все попытки это сделать пресекались людьми в погонах, которые отказывались объяснять ситуацию сотрудникам и вытесняли их за двери. Сотрудники Брестского академического театра драмы потребовали вернуть в Купаловский театр уволенного директора Павла Латушко.
Светлана Тихановская выступила с обращением на английском языке к Европейскому совету, главам государств, лидерам ЕС, в котором призвала их не признавать сфальсифицированных выборов Лукашенко.
Более 200 спортсменов и работников спортивной отрасли подписались под открытым письмом с осуждением многочисленных фактов фальсификации результатов выборов президента Республики Беларусь и проявления грубого насилия со стороны силовых структур в отношении мирно протестующих граждан. В случае появления информации о попытках давления, угроз увольнения или нарушениях прав представителей спорта, спортсмены готовы отказаться от выступления за национальную сборную страны и от организации международных и национальных спортивных мероприятий.
Художественный руководитель Молодёжного театра эстрады, постановщик парадов на 3 июля, открытия чемпионата мира по хоккею в Минске Вячеслав Панин в знак протеста вернул звание «Заслуженный деятель искусств Республики Беларусь», медаль Франциска Скорины и другие награды. Группа «Стары Ольса» вернула Министерству культуры награду Национальной музыкальной премии.
В Минске проведено заседание «Координационного комитета», избран Президиум, сформированы рабочие группы. После 18:00 на площади Независимости состоялся митинг протеста, собравший от 2 до 3 тыс. человек.

### 20 августа

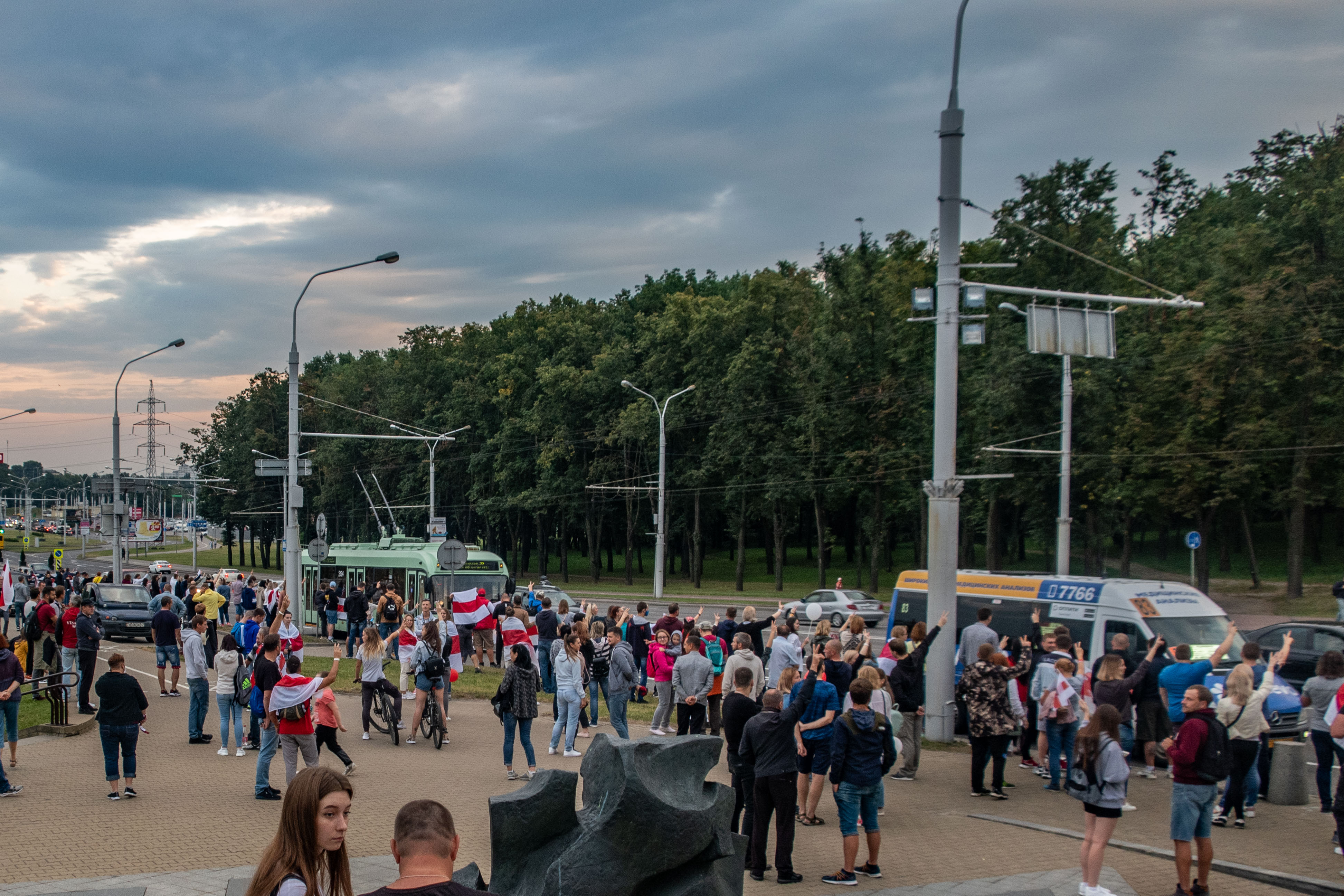
Цепь солидарности возле ст. м. Могилёвская, 20 августа

Уволился главный редактор газеты «Звязда» Павел Сухоруков, открыто выступивший за честное освещение событий в стране.
Член Президиума «Координационного совета» Мария Колесникова заявила, что белорусское гражданское общество будет добиваться повторных президентских выборов в кратчайшие сроки в строгом соответствии с международными стандартами, приглашением международных наблюдателей и вместе с полным обновлением Центризбиркома.
В Бресте люди стали приносить цветы к месту смертельного ранения Геннадия Шутова.
В связи со сложившейся обстановкой Белорусская федерация футбола приняла решение о проведении Чемпионата без зрителей, такого не было даже в пик коронавирусной эпидемии.
Председатель Белорусской федерации шахмат, вице-президент ФИДЕ Анастасия Сорокина присоединилась к требованиям провести повторные выборы президента Беларуси и остановить насилие со стороны силовиков по отношению к жителям Беларуси.
Работники Гродненской строительной фирмы «Гродножилстрой» провели тайное голосование, по результатам которого (1950 против 638 человек) официально объявили о забастовке с 21 августа, о чём было уведомлено руководство предприятия. Рабочие акционерного общества «Гродно Азот» в обеденное время собрались на территории предприятия и проголосовали за начало забастовки.
Днём генеральный прокурор Александр Конюк заявил, что по деятельности «Координационного совета» возбуждено уголовное дело из-за попытки захвата государственной власти и причинения вреда национальной безопасности.
Вечером «Наша нива» опубликовала аудиозапись предположительно закрытой встречи руководящего состава Вооружённых Сил Республики Беларусь, якобы состоявшейся в Минске. Оратор, которого опознали как министра обороны Виктора Хренина, заявил об организованном извне вмешательстве во внутриполитическую ситуацию, о подготовке боевиков на территории Украины, а также убеждал офицеров не следовать призывам Тихановской не выполнять преступные приказы. По его словам, «Эта женщина нас призывает к измене, нарушению закона — не выполнять приказы. Преступный он, не преступный… — мы люди военные. <…> Да, это всё понятно, да, мы, возможно, войдем в гражданскую войну, цена человеческой жизни теряет цену с каждым днем. Это ужасно. Не исключено, что может быть и военный конфликт, на сегодня это уже реальность». Он также призвал сомневающихся офицеров уволиться из Вооружённых Сил.

### 21 августа

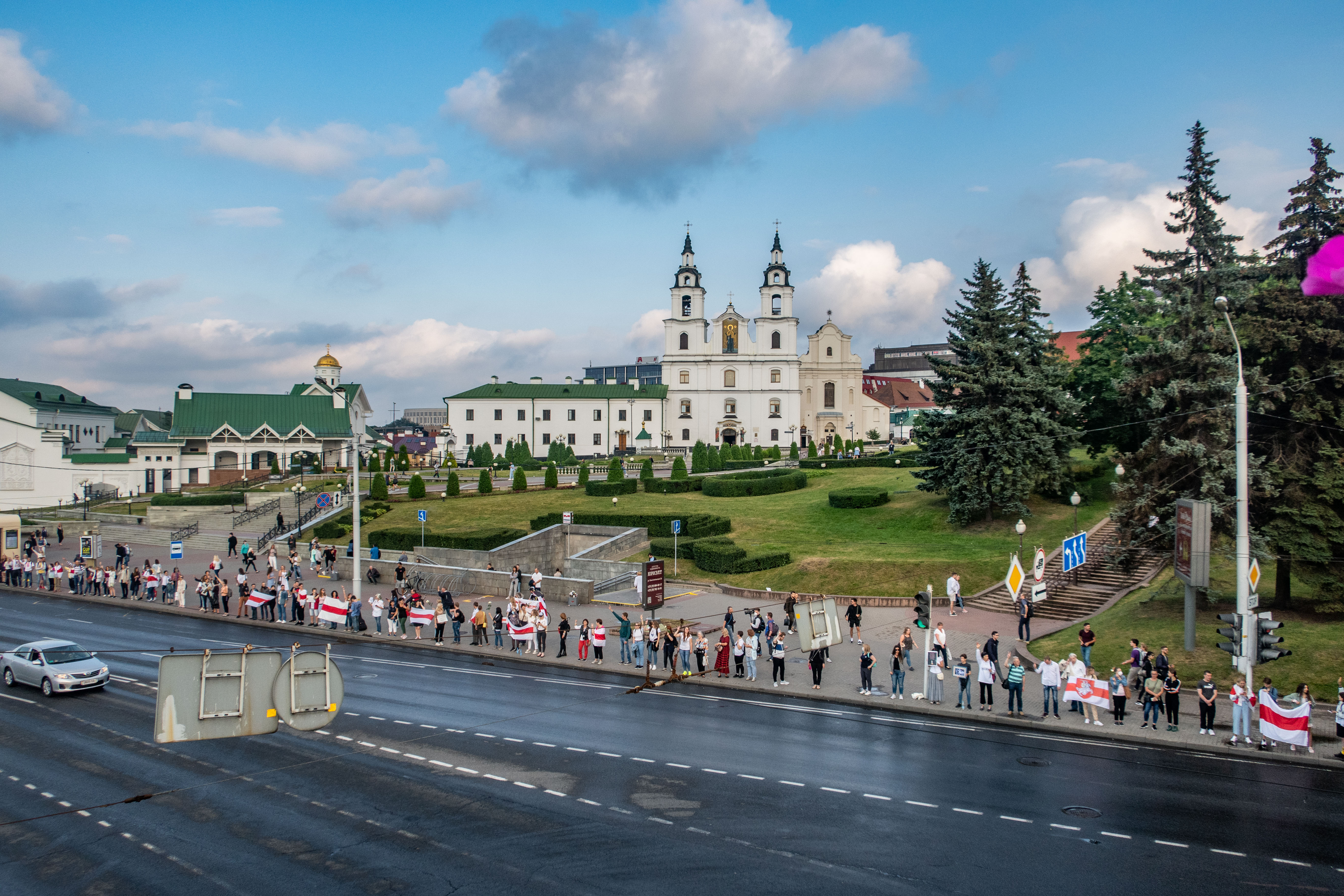
Минск, 21 августа. Общегородская цепь против насилия от Куропат до ЦИП на Окрестина

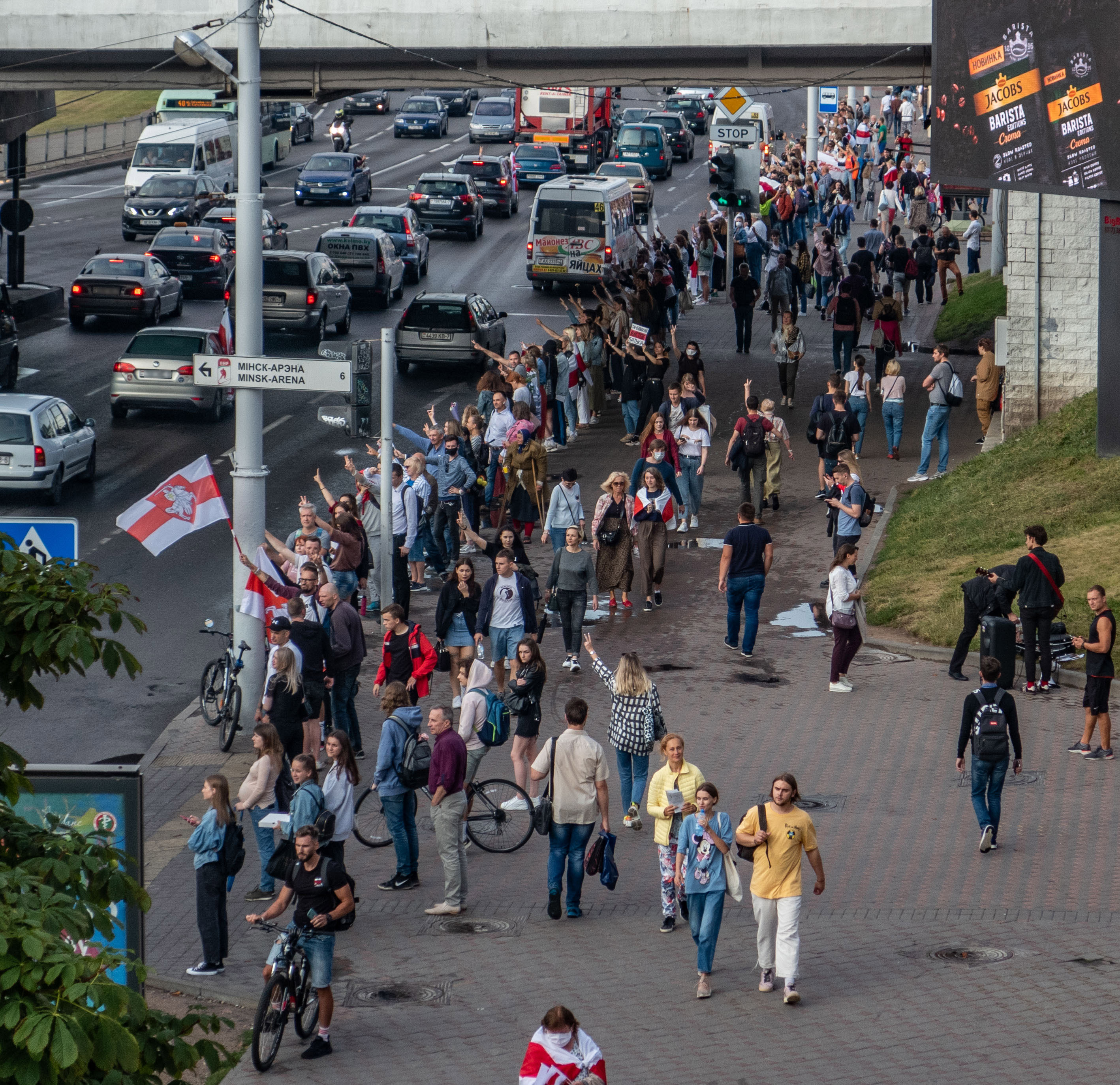
Минск, 21 августа

Светлана Тихановская записала новое видеообращение к работникам «Белaруськалия», «МТЗ», «Гродно Азота» и других предприятий, призывая их к объединению, продолжению и расширению забастовочного движения по всей стране. Она также снова потребовала от властей прекратить насилие, освободить политических заключённых, провести прозрачные, свободные и честные выборы. Мария Колесникова выпустила новое обращение 21 августа, призвав не сдаваться.
Более 3,2 тыс. работников «Нафтана» поставили свои подписи под открытым обращением к народу Беларуси. Одним из требований является отставка Александра Лукашенко
21 августа состоялась первая пресс-конференция Светланы Тихановской.
Власти ограничили доступ к 72 (по другим данным к 73) информационным интернет-ресурсам, в том числе к сайтам СМИ и новостным сайтам (российское информагентство «Регнум», «Радыё Свабода», «Белсат», «Трибуна», «Еврорадио», «Виртуальный Брест», «Про Гомель», «Витебский курьер», могилёвский «Машека»), общественных инициатив (правозащитный центр «Весна», платформы наблюдателей на выборах «Зубр» и по анализу результатов выборов «Голос»), политических партий и общественных движений (Белорусская христианская демократия, Белорусская социал-демократическая партия (Народная Грамада), Молодой фронт), сайтам участников президентской кампании Валерия Цепкало и Виктора Бабарико, сайту «База нарушений законодательства Республики Беларусь», сайтам VPN-сервисов и ряду других. Основаниями для блокировки были названы использование сайтов для координации деятельности по организации массового неповиновения представителям власти.
Белорусская федерация мотоциклетных видов спорта уведомила Министерство спорта и туризма Республики Беларусь, что отказывается от использования государственной символики после жестоких избиений байкеров, произошедших после президентских выборов.
Председатель Белорусской федерации лёгкой атлетики, бывший депутат Палаты представителей Вадим Девятовский заявил: «Лукашенко — не мой президент!».
Белорусский оппозиционный политик Дмитрий Дашкевич дал большое интервью на Еврорадио, в котором поднял тему Куропат, Окрестина, Лукашенко и протестов в Беларуси 2020 года, связав преступления действующего режима с преступлениями НКВД эпохи сталинизма, ставшими истоками нынешних репрессий.
В 18:00 в Минске началась массовая мирная акция «Цепь покаяния», когда её участники, призывавшие к прекращению насилия, стали выстраиваться вдоль дорог в живые цепочки — от места захоронений жертв массовых репрессий конца 1930-х годов в урочище Куропаты на северной окраине города до места жестоких избиений и пыток задержанных в ЦИП на переулке Окрестина, находящемся на его юго-западе.
В поддержку мирных перемен стали организовываться флешмобы, жители Минска стали использовать цифровые проекции бело-красно-белого флага.

### 22 августа

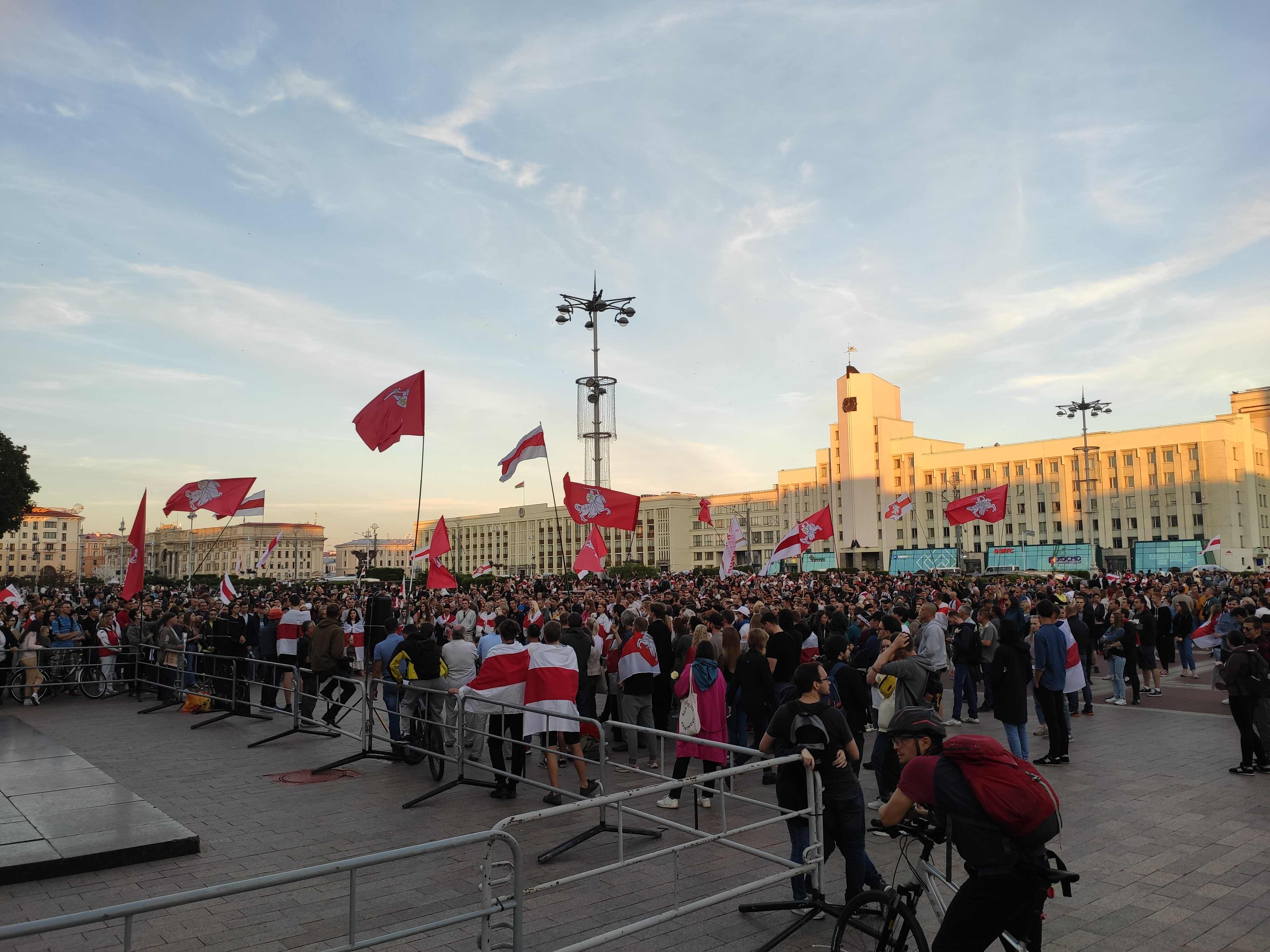
Митинг на пл. Независимости в Минске против А. Г. Лукашенко 22 августа 2020

Александр Лукашенко посетил военный полигон под Гродно, где встретился с военным руководством страны и поручил министру обороны и командующему Западным оперативным командованием предпринять все усилия, чтобы «защитить прежде всего западную жемчужину Беларуси с центром в Гродно», задействуя для этого «самые жёсткие меры».
Минский Комаровский рынок стал местом проведения мирной акции «Беларусь против насилия», на которую вышли девушки с цветами. После колонна людей двинулась в направлении площади Независимости. На площади Победы прошла акция «Моя камера», организованная родственниками и друзьями тех, кто стал узниками ЦИП на Окрестина. Участники нарисовали на асфальте контуры камеры, рассчитанной на шестерых человек, и встали туда вместе с целью показать, как это было. Экс-директор Купаловского театра, член «Координационного совета» Павел Латушко пришёл вечером на площадь Независимости в Минске для общения с участниками акции солидарности. В городе также десятки велосипедистов устроили велопробег солидарности.
Лукашенко заявил о возможности закрытия бастующих предприятий с 24 августа. Также он призвал граждан Беларуси «простить ошибки правоохранителей», утверждая при этом, что 60 % фото пострадавших от действий силовиков при разгоне протестов являются постановочными.
22 августа в центре города Гродно состоялся митинг за Александра Лукашенко, куда на заказных автобусах из Волковыска, Ошмян, Островца и других райцентров были свезены участники. Количество митингующих БелСат оценил в 3 тыс. человек, «Вечерний Гродно» — в несколько тысяч. Выступавший на этом митинге Лукашенко фактически призвал силовиков к усилению точечных репрессий против активистов протестного и забастовочного движения. На состоявшейся в этот же день встрече Лукашенко с депутатами областного Совета он предложил назначить губернатором Гродненской области приехавшего с ним Владимира Караника, что было единогласно поддержано присутствующими в зале.
В Беларуси по указу Министерства информации заблокировали доступ к более чем 70 сайтам, преимущественно оппозиционным, в том числе и ряда СМИ. Заблокированной оказалась интернет-платформа «Голос», которая вела альтернативный подсчёт голосов, поданных во время прошедших выборов президента республики, а также «Радио Свобода Беларусь».
На воскресенье 23 августа в Минске на площади Независимости запланирована массовая акции под названием «Марш Новой Беларуси» (начало в 14:00). Об этом рассказала один из координаторов протеста Мария Колесникова, призывающая силовиков перейти на сторону народа.

### 23 августа («Марш Новой Беларуси»)

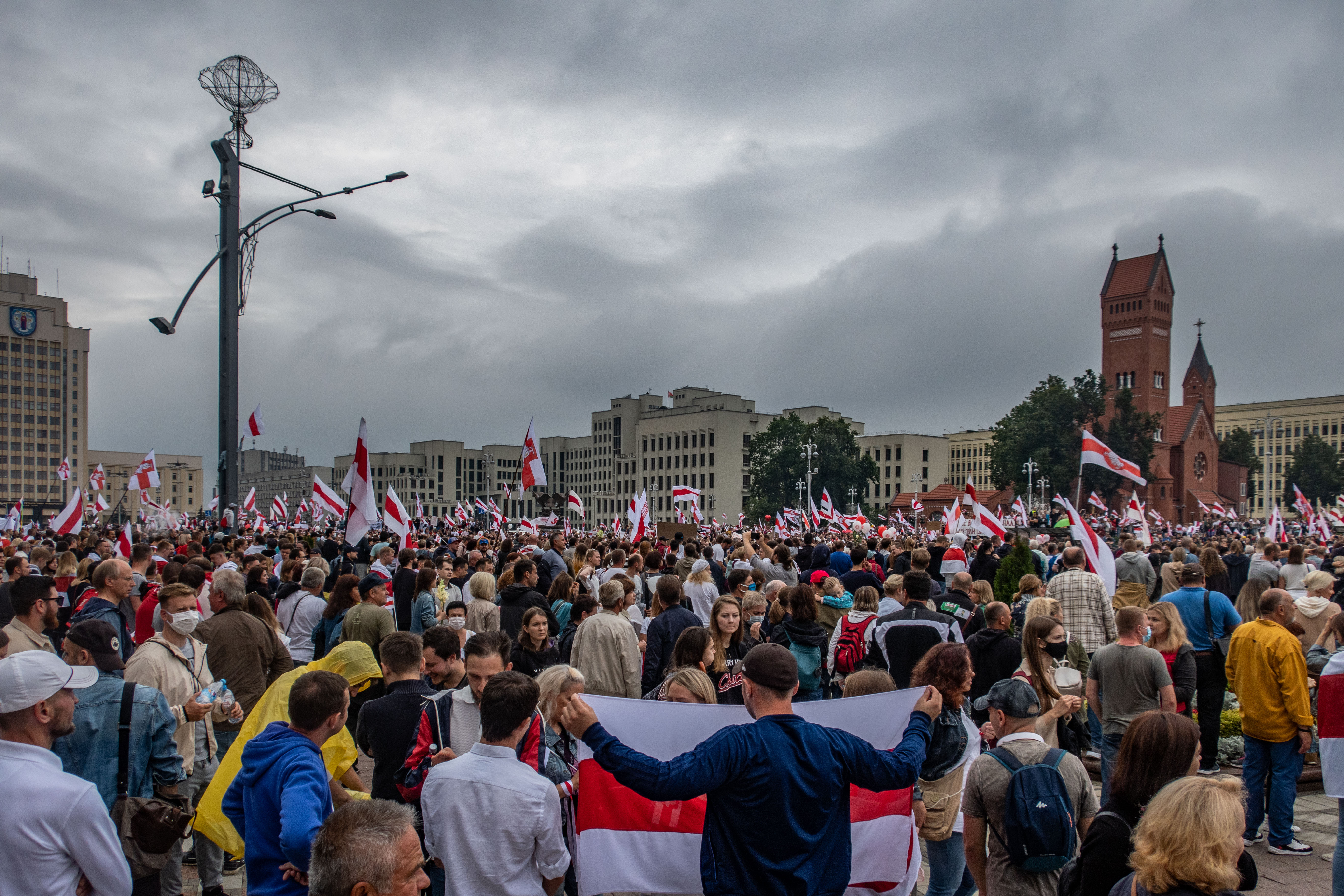
Митинг в Минске 23 августа. Площадь Независимости

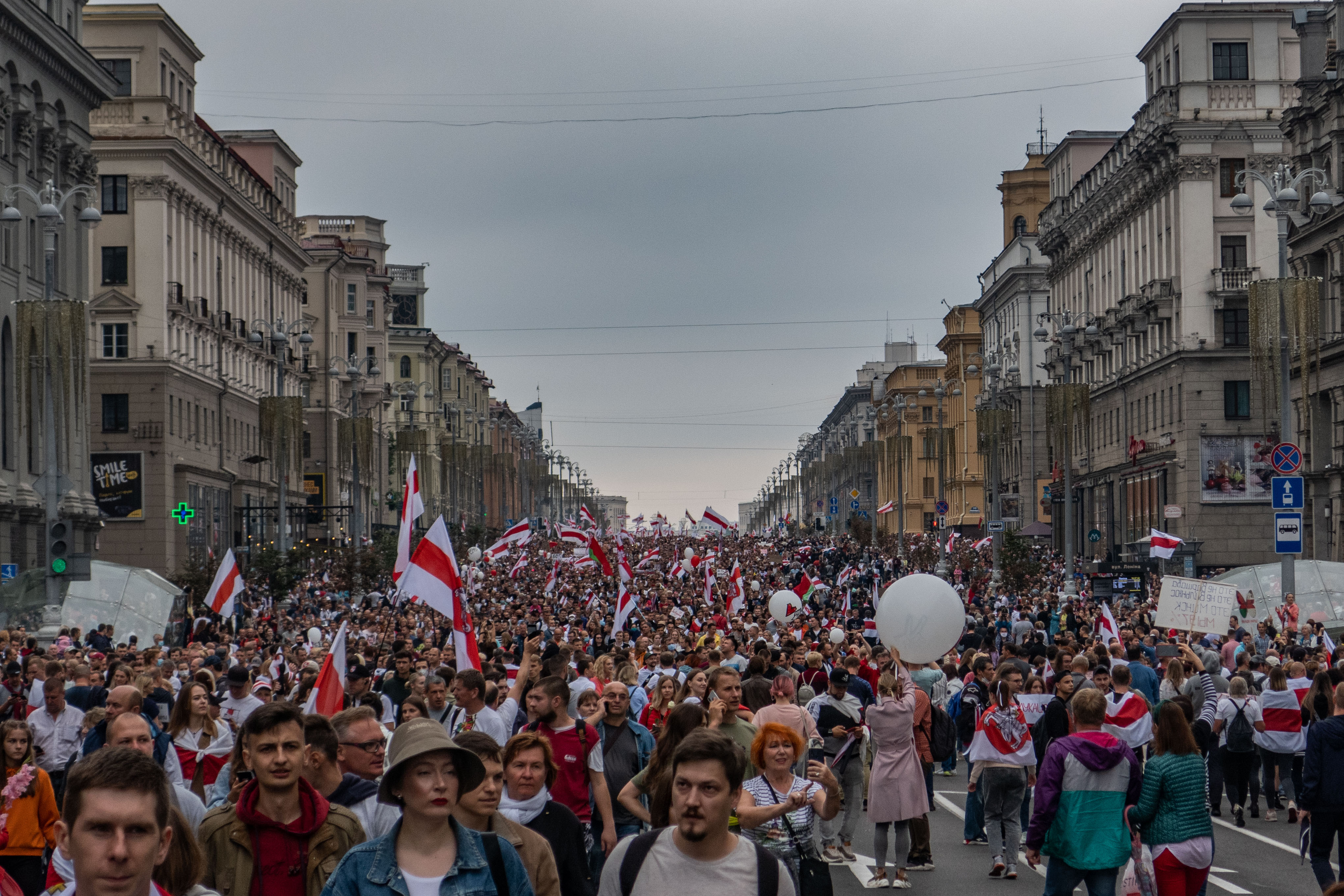
Митинг в Минске 23 августа. Проспект Независимости

15-й день протестов в Беларуси. К 12 часам в центре Минска стали стягиваться силовики для оцепления, подъезжать автозаки, специальные машины для установки проволочных заграждений. Из разных районов города на «Марш Новой Беларуси» стали собираться протестующие, работники бастующих предприятий.
Незадолго до начала протестного митинга, назначенного на 14 часов, в Минске закрыли на вход и выход станции метро «Площадь Ленина», «Октябрьская», «Купаловская» и «Площадь Победы», и поезда мимо них следуют без остановки. Как сообщил Минский метрополитен, станции закрыты «в целях обеспечения безопасности».
Число участников протестов в Минске, по разным данным, оценивается от 300 до 500 тыс. человек. Митингующие не поместились на площади Независимости и заняли начальный отрезок проспекта Независимости, который был перекрыт ГАИ. На перпендикулярных улицах были припаркованы колонны техники внутренних войск и ОМОНа. В 16-17 часов протестующие начали собираться у стелы «Минск — город-герой», где проходил митинг в прошлое воскресенье. На этом месте были установлены линии колючей проволоки, выставлено оцепление военных в полном обмундировании и милиции. В городе были замечены также БТРы, люди со снайперскими винтовками и гранатомётами. Часть протестующих прошла мимо стелы по проспекту Победителей в сторону Дворца Независимости — новой резиденции Александра Лукашенко. Возле дворца силовики выстроились в сплошную линию обороны; сообщалось о приземлении возле дворца вертолёта (предположительно президентского с бортовым EW 001DA). Через некоторое время почти все протестующие, подошедшие к Дворцу Независимости, развернулись обратно. Позднее было опубликовано видео, на котором Лукашенко выходит из вертолёта в бронежилете и с автоматом в руках, но автомат (вероятнее всего АКС-74У) был без магазина, и, следовательно, не был в состоянии боевой готовности. На протяжении видео Лукашенко сопровождает его младший сын Николай в специальной экипировке, каске и с автоматом, однако о наличии магазина в нём (с учётом низкого качества видео) судить сложно. Одновременно стали поступать сообщения о перебоях в работе мобильного интернета; провайдер А1 сообщил, что «по требованию государственных органов в связи с обеспечением национальной безопасности ограничена пропускная способность мобильной сети 3G на территории некоторых районов г. Минска».
В тот же день прошли многотысячные протестные митинги во всех областных центрах (Брест, Витебск, Гомель, Гродно, Могилёв).
Вечером 23 августа (в очередную годовщину «Балтийского пути») в Литве началась акция «Путь свободы», организованная в знак солидарности с белорусским народом, в ходе которой более 50 тыс. человек выстроились в живую цепь от Кафедральной площади Вильнюса до пропускного пункта Мядининкай на литовско-белорусской границе (35 км). Участники акции держали в руках белые гладиолусы и бело-красно-белые флаги. Около 19:30 вертолёты Ми-24 ВВС и ПВО РБ перехватили связку воздушных шаров, уносимую ветром со стороны литовской границы на восток. К связке шаров была подвешена, по утверждению Министерства обороны Республики Беларусь, «антигосударственная символика» (БЧБ). На следующий день министерства иностранных дел двух стран обменялись нотами протеста: в Литве заявили о нарушении белорусскими вертолётами воздушного пространства Литвы, а белорусский МИД заявил о спланированной провокации.

### 24—31 августа
24 августа в Жабинке (Брестская область) прошли похороны Геннадия Шутова, умершего от огнестрельного ранения в голову во время протестов в Бресте.
Президент Александр Лукашенко освободил от должности посла Беларуси в Словакии Игоря Лещеню.
Во многих городах страны прошли различные акции и демонстрации.
Так в Минске на пикет вышли студенты и преподаватели БГУ, была проведена акция-перфоманс «Белорусская живопись. Лето 2020», у станции метро «Пушкинская» прошла акция в память о погибших участниках протестов, а ближе к вечеру на площади Независимости собралось несколько сотен человек.
В Гродно властями были перекрыты площадь Ленина, а на площади Советской проходила акция «Запиши ребёнка в спортивную секцию», в связи с чем несколько сотен протестующих были вынуждены собраться в парке Жилибера. В какой-то момент к митингующим присоединились несколько мужчин с государственным флагом и женщина с флагом НОД. В городе Брест около 150 человек участвовали в акции солидарности, гуляя по улицам и проспектам города.
В течение дня были задержаны члены «Координационного совета» Ольга Ковалькова и Сергей Дылевский, сопредседатель стачкома «Беларуськалия» Анатолий Бокун (оштрафован и выпущен), работник Минского завода колёсных тягачей Александр Лавринович, священнослужитель Белорусской автокефальной православной церкви Леонид Акалович, а также активист «Европейской Беларуси» Максим Винярский. В нескольких городах также были задержаны местные жители.

### 25 августа

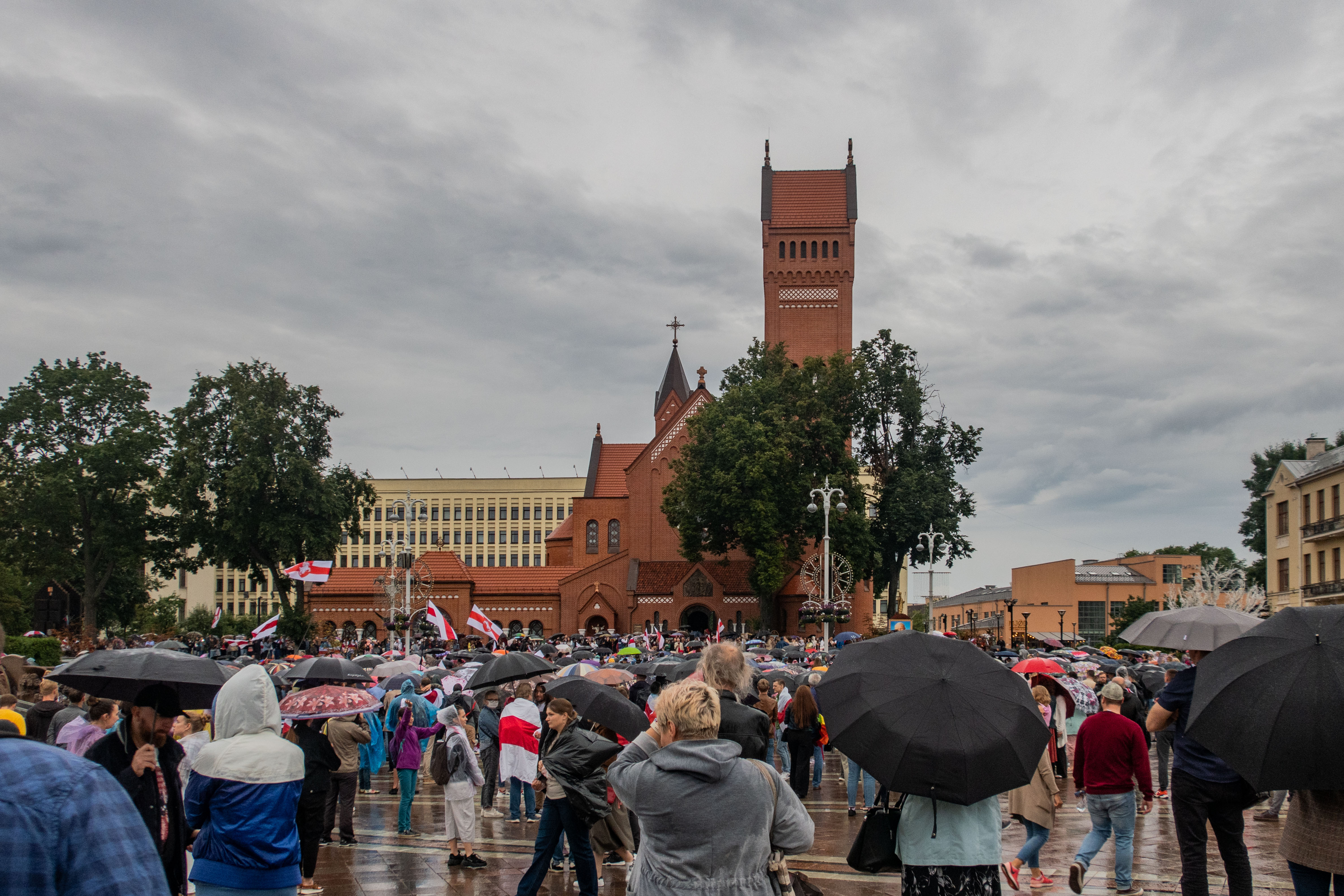
Митинг в Минске на площади Независимости 25 августа

Светлана Тихановская поздравила белорусов с Днём Независимости, празднование которого прошло на площади Независимости в Минске (белорусская оппозиция отмечает «День Независимости Беларуси» — не совпадающий с официальной датой 3 июля — 25 августа: в этот день в 1991 году, вскоре после августовского путча в Москве, на прошедшей в Минске под бело-красно-белым флагом внеочередной сессии Верховного Совета БССР была провозглашена независимость республики). Вечером на площади собралось большое количество митингующих граждан, требующих перемен в стране (по оценке МВД не более 4800), по оценке независимых СМИ от 7 000 до 10 000 человек. Одновременно на Комаровском рынке проходил митинг, организованный в поддержку Лукашенко
В Минске около Академии наук на проспекте Независимости прошла акция солидарности, в которой приняли участие учёные. Также в поддержку сотрудников Национального художественного музея состоялся пикет работников рекламной индустрии. На акцию солидарности против насилия вышли работники 6-й и 1-й городских клинических больниц.
В городе Молодечно (Минская область) прошло прощание с активным участником протестов 9 августа Никитой Кривцовым, который пропал без вести 11 августа и лишь 22 августа был найден повешенным в лесопарковой зоне на Парниковой улице в Минске, прямо на пешеходной тропинке. Его хоронили в закрытом гробу, и проводить его на старое кладбище Молодечно пришло не менее 700—800 человек. По свидетельству его родных, наиболее вероятной причиной смерти Никиты стали неоднократные жестокие избиения силовиками, инсценировавшими затем суицид.

### 26 августа
После состоявшегося 25 августа допроса в Следственном комитете Павел Латушко выступил с обращением к народу Беларуси.
Рабочие БелАЗа прошли маршем в Жодино в поддержку жертв протестов, забастовщиков и репрессированных заводчан. К ним присоединились жители города.
На допрос в Следственный комитет была вызвана Нобелевский лауреат Светлана Алексиевич, её сопровождал адвокат Максим Знак.
Из Национального академического театра имени Янки Купалы были уволены 58 актёров и сотрудников, в том числе народные артисты Белорусии Зоя Белохвостик, Арнольд Помазан, заслуженные артисты Алена Сидорова, Юлия Шпилевская, Игорь Денисов, Наталья Кочеткова, Георгий Малявский, артисты Павел Харланчук, Роман Подоляко, Михаил Зуй, Дмитрий Есеневич, Валентина Гарцуева, Светлана Аникей, художественный руководитель Николай Пинигин и все режиссёры театра.
Вечером более 1500 протестующих собралось в Минске, как и в предыдущие дни, на площади Независимости. В 20:40 в Минске начались массовые задержания участников акции протеста на площади Независимости. В Минске по требованию государственных органов ограничен доступ к сети Интернет. Часть протестующих смогла укрыться от ОМОНа в Красном костёле и была им там временно заблокирована. Как заявили силовики, акция была несогласована.

### 27 августа
Министерство здравоохранения уволило директора Республиканского научно-практического центра «Кардиология», академика Национальной академии наук Беларуси Александра Мрочека, чьи работники ранее выходили на пикеты и акции против насилия.
На допрос в Следственный комитет была вызвана член Президиума «Координационного совета» Мария Колесникова.
Министр иностранных дел Беларуси Владимир Макей пригласил глав посольств европейских стран на закрытую встречу, чтобы обсудить с ними ситуацию в республике и отношения Минска с Евросоюзом.
Началось давление на спортсменов национальной команды по лёгкой атлетике, подписавшихся под обращением против фальсификации выборов и насилия в отношении мирных граждан.
Появилась информация, что ещё 17 августа депутат Минского городского совета депутатов XXVIII созыва Тесакова О. Д. написала заявление о досрочном сложении полномочий в рамках сложившейся ситуации в Республике Беларусь.
В Минске было задержано около 50 журналистов, освещающих массовые акции протеста. На четырёх человек, отказавшихся давать свои смартфоны на проверку сотрудникам милиции, были составлены протоколы за участие в несанкционированной акции. Шведскому журналисту предписано в однодневный срок покинуть Беларусь и запрещен въезд в страну на 5 лет.
Президент России Владимир Путин в интервью на телеканале «Россия 1» заявил, что по просьбе Александра Лукашенко создал резерв из сотрудников правоохранительных органов для помощи Беларуси, если для этого возникнет необходимость: «Мы договорились также, что он не будет использован до тех пор, пока ситуация не будет выходить из-под контроля», — добавил Путин.

### 28 августа
Около Купаловского театра вновь собрались люди в знак солидарности с его актёрами и работниками. Артисты в знак протеста выставили около театрального кафе свои грамоты и благодарности.
Вечером протестующие собрались в Минске на площади Независимости, выстроились в цепь солидарности и стали петь «Купалинку». Цепи солидарности выстраивались в течение дня в разных районах Минска (проспект Дзержинского, Сухарево, улица Притыцкого, Партизанский проспект, улица Академика Купревича), а также в агрогородке Лесной.
На основании решения Министерства информации Беларуси на территории страны заблокирован доступ к информационным ресурсам naviny.by и NN.by (газета «Наша ніва»), широко освещавшим акции массового протеста. Белорусская ассоциация журналистов потребовала возбудить уголовное дело за помехи силовиков в работе журналистов.

### 29 августа

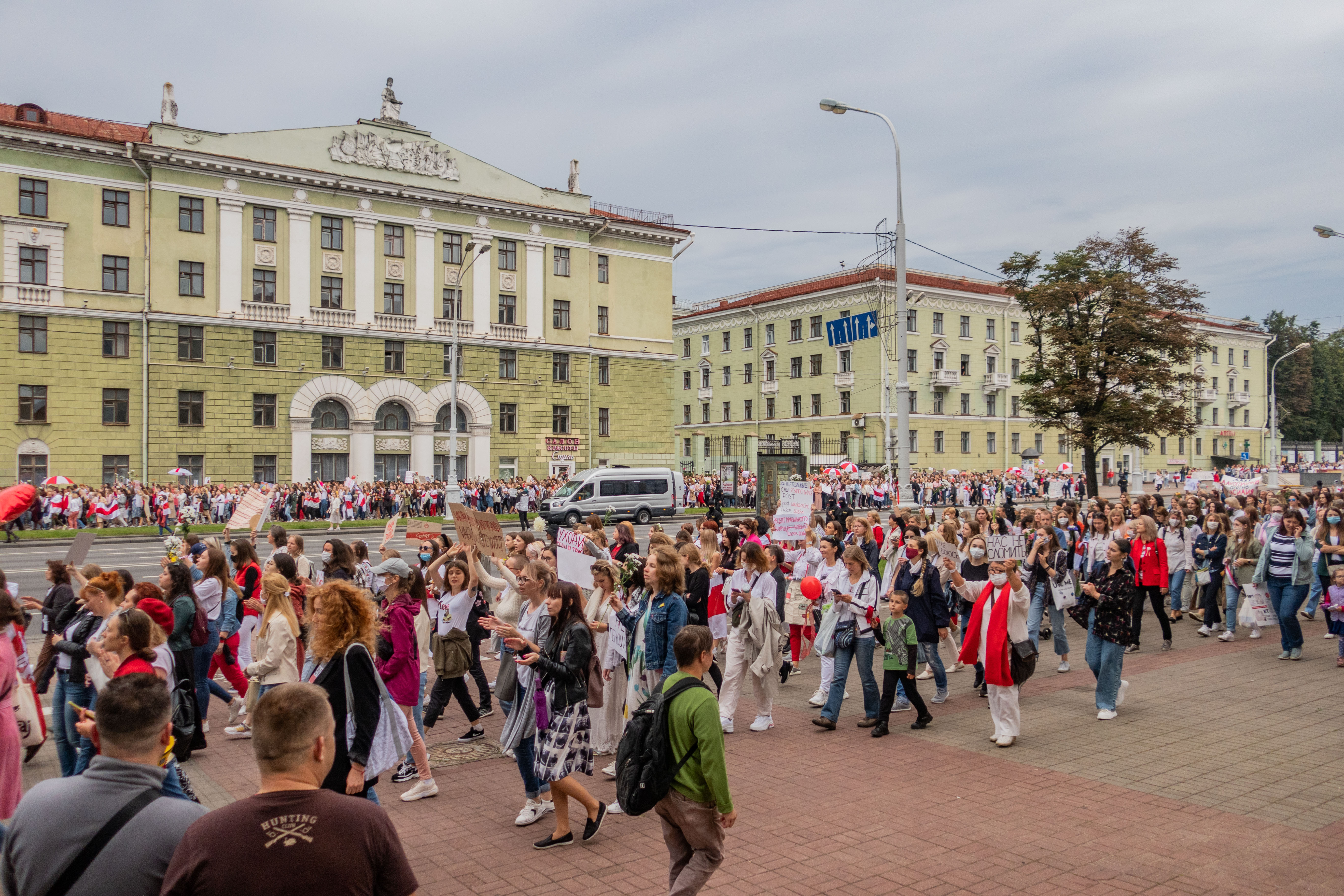
«Женский марш». Минск, 29 августа

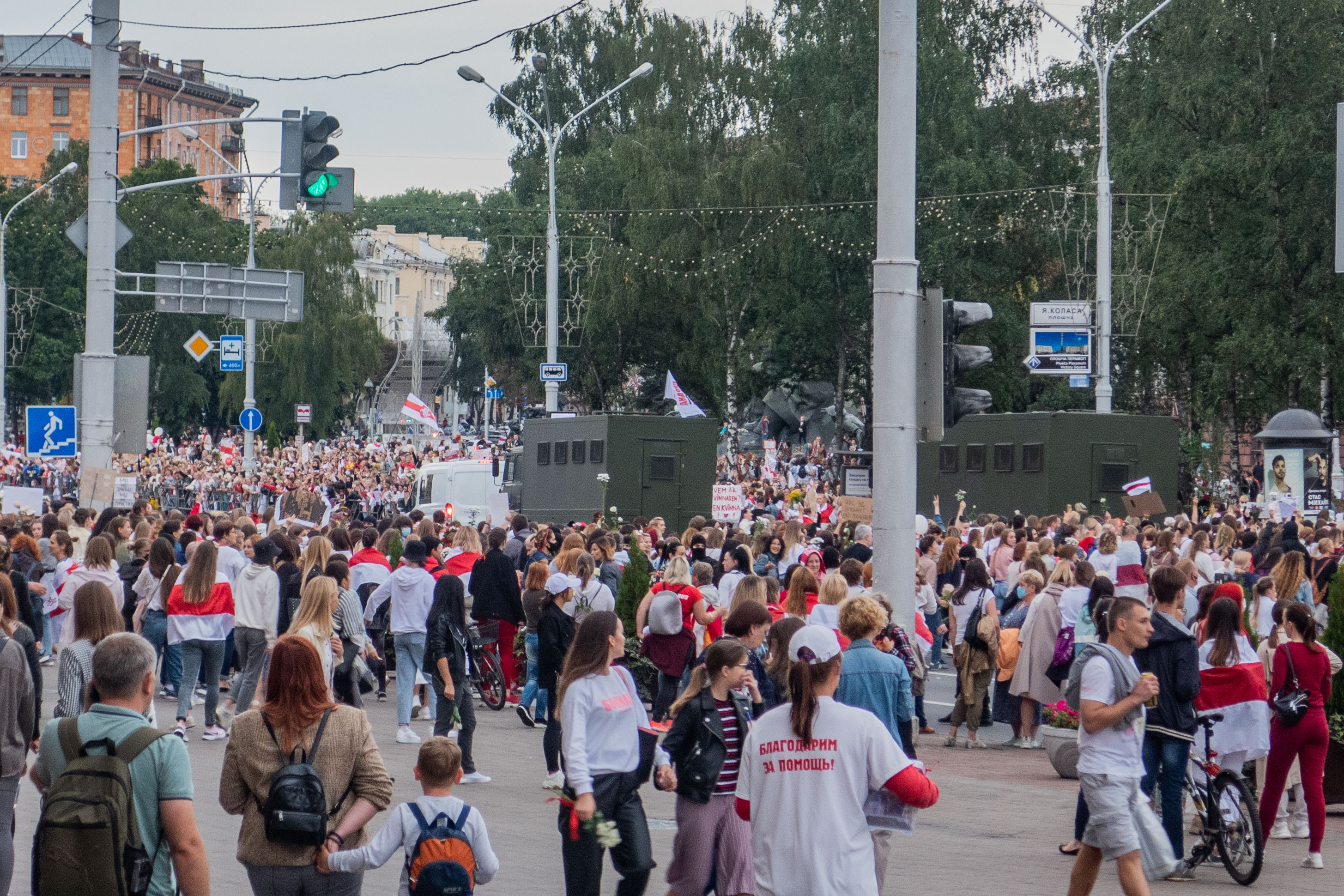
«Женский марш». Минск, 29 августа

Декан гуманитарного факультета Полоцкого государственного университета Денис Кондаков подал в отставку в знак протеста.
Министерство иностранных дел Республики Беларусь лишило аккредитации освещавших события в стране четырёх журналистов «Радио Свабода», двух журналистов BBC, двух журналистов Associated Press, двух журналистов немецкого канала ARD, а также журналистов AFP, Reuters, Deutsche Welle и RFI. Журналистов, не имеющих белорусское гражданство, высылают из страны.
Более 2000 студентов и выпускников Белорусского государственного университета информатики и радиоэлектроники подписали открытое обращение к белорусским властям с просьбами остановить насильственные действия против мирных протестующих, освободить задержанных и политзаключённых, признать результаты выборов президента Беларуси недействительными, наладить открытые переговоры со Светланой Тихановской и её штабом, а также выработать план по мирному разрешению политического кризиса в стране. Открытое обращение также подписало более 2200 студентов и выпускников Гродненского государственного университета. Музыкальная панк-рок группа Brutto Nostra и Сергей Михалок записали видеообращение, в котором присоединились к требованию провести новые демократические выборы в Республике Беларусь.
В Минске состоялся масштабный мотопробег с участием около сотни байкеров, которые проехались со стороны деревни Щомыслица по проспекту Дзержинского и до площади Победы. Чуть позже по обе стороны от площади Победы стартовала акция «Женский гранд-марш за свободу» в котором на пике приняло участие более 10 000 человек (по данным МВД не более 4 000). После 16:00 вдоль площади Победы выстроились цепочки из нескольких тысяч девушек и женщин с цветами и плакатами. Прибывшие на площадь милиционеры, сотрудники ГАИ и ОМОН информировали участниц акции о том, что мероприятие не санкционировано, и просили покинуть площадь. Спустя некоторое время колонна, скандируя «Я гуляю!», направилась в сторону Октябрьской площади, однако дорогу им преградили силовики. В результате сопровождаемые спецтехникой демонстранты развернулись и двинулись в сторону площади Якуба Коласа. В районе площади Якуба Коласа к колонне также присоединилась Мария Колесникова. После того, как голова колонны достигла площадки возле Национальной академии наук Беларуси, где разместилось большое количество сотрудников силовых структур, которые перекрыли дорогу, колонна развернулась и снова двинулись к центру города. Когда голова колонны достигла площади Якуба Коласа, силовики попытались рассечь протестующих. Лишь небольшой части протестующих удалось пройти заградительные кордоны силовиков и собраться на пл. Якуба Коласа. Две колонны, одна — возле ЦУМа, а вторая — на противоположной стороне от него, были заблокированы сотрудниками ОМОНа. Сначала основная масса протестующих перебежала через пр. Независимости и объединилась с протестующими возле ЦУМа. В скором времени заблокированные протестующие, которые находились возле ЦУМа, перебежали пр. Независимости и объединились с группой протестующих, которые находись на пл. Якуба Коласа. Объединённая колонна двинулась по улице В. Хоружей в направлении Комаровского рынка. Колонна дошла до пересечения ул. В. Хоружей и ул. М. Богдановича. В связи с полной блокировкой улиц силовыми структурами в этой местности, возникла неразбериха. Часть протестующих пошла маршем по ул. М. Богдановича в направлении площади Бангалор, а вторая часть попыталась прорвать оцепление на ул. М. Богдановича в месте пересечения с 1-м Кольцом. Первая колонна, пройдя примерно полкилометра, решила всё же вернуться ко второй и попытаться общими усилиями прорвать оцепление. Примерно после 30 минут стояния объединённой колонны возле оцепления, протестующие развернулись и пошли маршем по ул. М. Богдановича в направлении площади Бангалор. Когда голова колонны достигла площади Бангалор, сотрудники ОМОНа попытались рассечь колонну. Голова колонны разбежалась и сосредоточилась возле McDonald’s. Когда ОМОНовцы встали в сцепку и полностью перекрыли ул. М. Богдановича, то основная часть протестующих пошла на прорыв. Протестующие, которые были возле McDonald’s, увидев это, бросились на подмогу и окружили ОМОНовцев. В итоге ОМОНовцы ретировались, а колонна вновь объедалась и двинулась вдоль ул. Сурганова в направлении станции метро «Академия наук». На пересечении ул. Я. Коласа и ул. Сурганова силовики вновь попытались рассечь толпу, но все их сцепки были вновь прорваны. В районе станции метро Академия наук протестующие разошлись. В общей сложности акция длилась с 15:00 до 20:30. Во время акции были задержаны несколько человек. По информации издания «Наша Ніва», такая же женская акция проходила в Бресте, Гомеле, Заславле, Речице и других городах Беларуси. Во время проведения гранд-марша солидарности в Минске возле Дворца спорта также начался велопробег, на который выехали десятки велосипедистов, многие из которых имели при себе бело-красно-белую символику.

### 30 августа («Марш Мира и Независимости»)

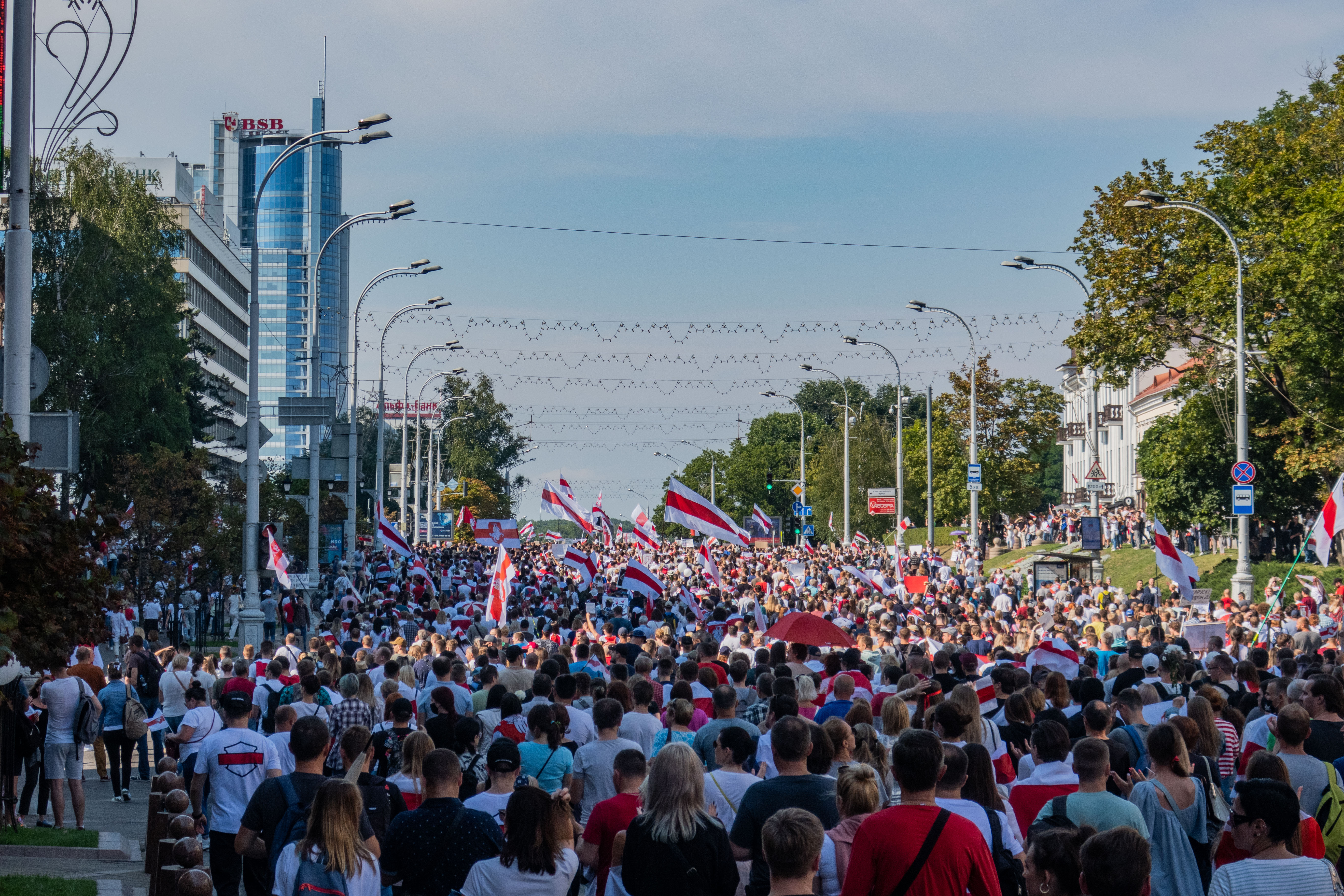
Акция протеста. Минск, 30 августа

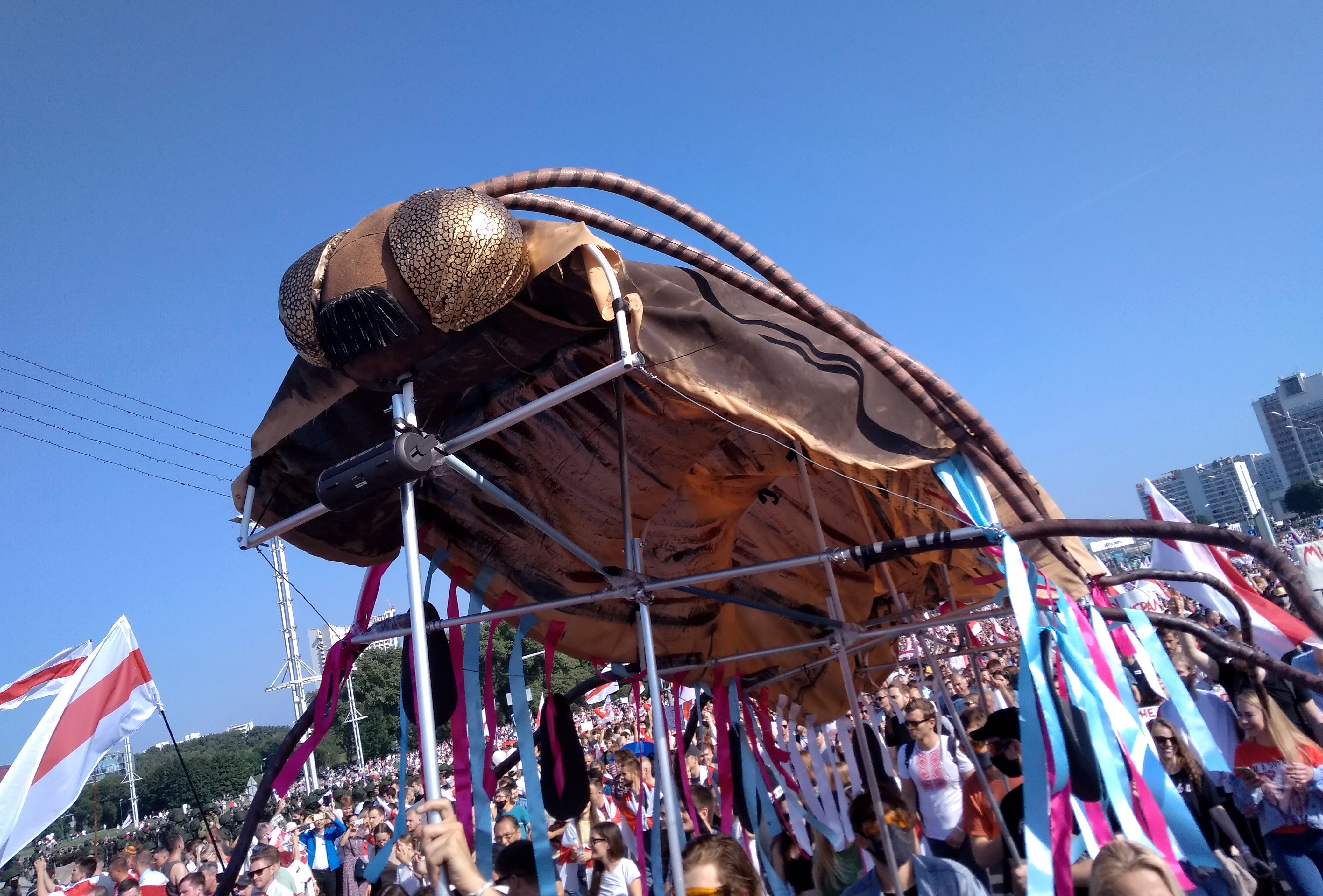
Подарок в виде таракана от участников марша

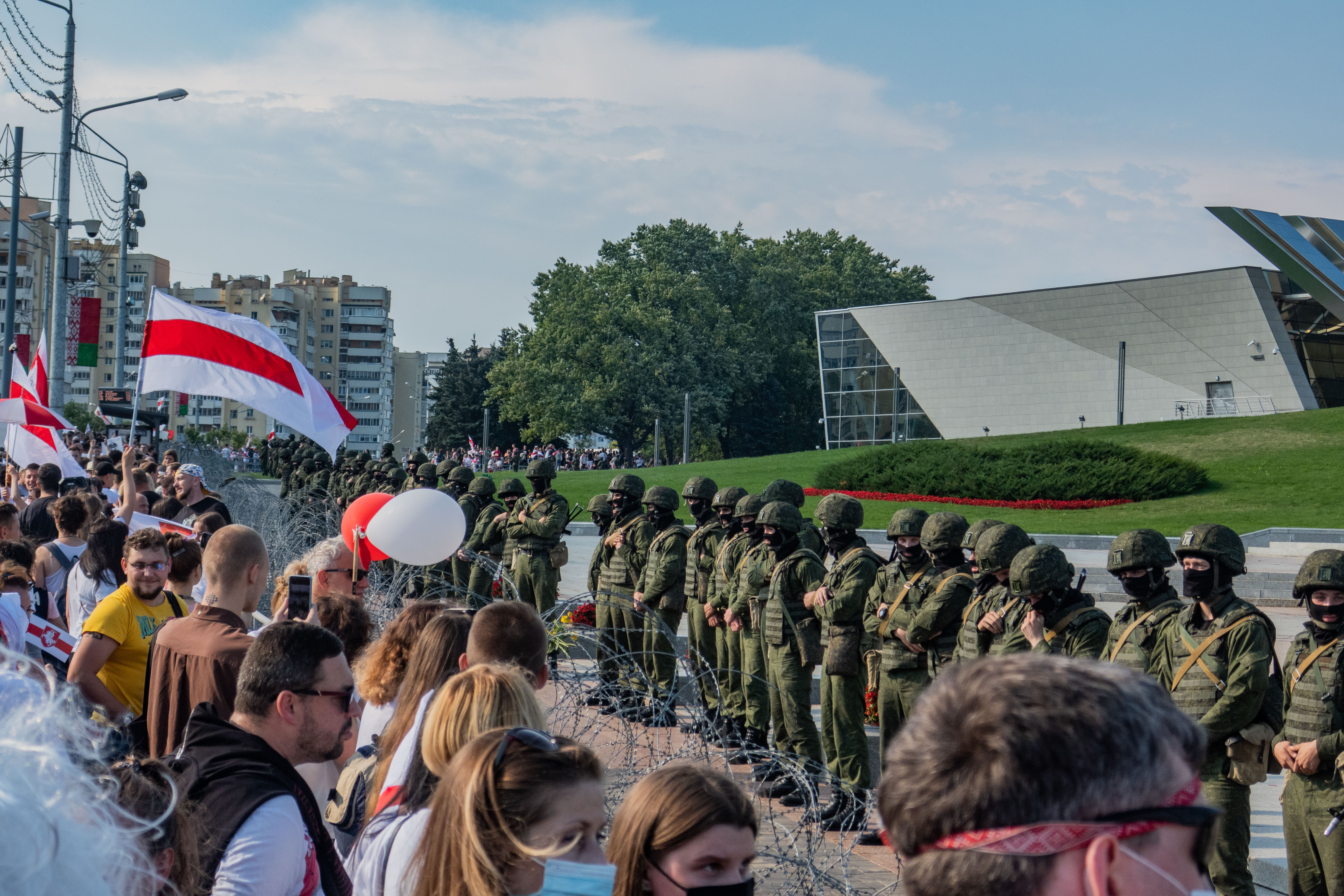
Оцепление военных возле стелы «Минск — город-герой»

30 августа, в день рождения Александра Лукашенко, в Беларуси вновь прошли акции протеста. Самая крупная акция прошла в Минске — «Марш мира и независимости». Заблаговременно силовиками были перекрыты ограждениями площади Независимости, Октябрьская и Победы, а территория рядом со стелой «Минск — город-герой» была обнесена металлическими заграждениями и колючей проволокой. Демонстранты прошли по проспекту Независимости через проспект Победителей до Дворца Независимости, при этом колонна участников растянулась от начала проспекта Победителей до Дворца Независимости, то есть не менее чем на 3 км, заняв тротуары и проезжую часть всего проспекта. По оценкам наблюдателей, данный марш стал самым массовым в истории Беларуси. По некоторым оценкам, в столице в демонстрациях приняло участие более 100 000 человек (более 200 тыс. по версии издания «Наша Нiва» и др.). Ко Дворцу было стянуто не менее десяти БТР-80.
Во время марша некоторые участники принесли ко Дню рождения А. Лукашенко тематические подарки: игрушечные автозаки и вертолёты, тапки, шарики с надписями, плакаты, цветы. Наиболее знаковыми из подарков стали огромный таракан (в соответствии с прозвищем, данным А. Лукашенко на волне протестов), а также гроб с датами «1994 — 2020» и надписью «Здесь покоится диктатура». Все подарки были принесены к ограждению перед резиденцией президента Беларуси. При этом участники марша скандировали: «Саша выходи, будем поздравлять!» «Выйди, мы поздравим!», «Таракан!».
Также в Минске впервые были замечены БМП с закрашенными бортовыми номерами, которые многие приняли за танки. На площади Победы была установлена звуковещательная станция ЗС-82 на базе разведывательно-дозорной машины БРДМ-2 с мощным громкоговорителем, через который воспроизводились советские песни. У здания КГБ произошли стычки протестующих с сотрудниками КГБ и правоохранительных органов, в результате которых последним пришлось отпустить задержанных и уехать на автомобилях. К протестующим демонстрантам присоединились члены «Координационного совета оппозиции» Мария Колесникова, Максим Знак и Лилия Власова. Когда из-за начавшегося ливня в районе Дворца Независимости осталось несколько десятков людей, помощник Александра Лукашенко по общим вопросам Николай Латышонок вышел к участникам акции протеста. Он поговорил с протестующими и заявил, что жёсткий разгон протестов после выборов связан со «строительством протестующими баррикад» и что переговоров властей с оппозицией не будет и диалог будет вестись только с инициативными группами, добавив, что верит в честность проведённых выборов. Пресс-секретарь президента Наталья Эйсмонт на вопрос агентства РИА Новости о том, где сегодня находился Александр Лукашенко, прислала в ответ его фото с автоматом на фоне Дворца Независимости (фото было опубликовано в телеграм-канале «Пул Первого»).

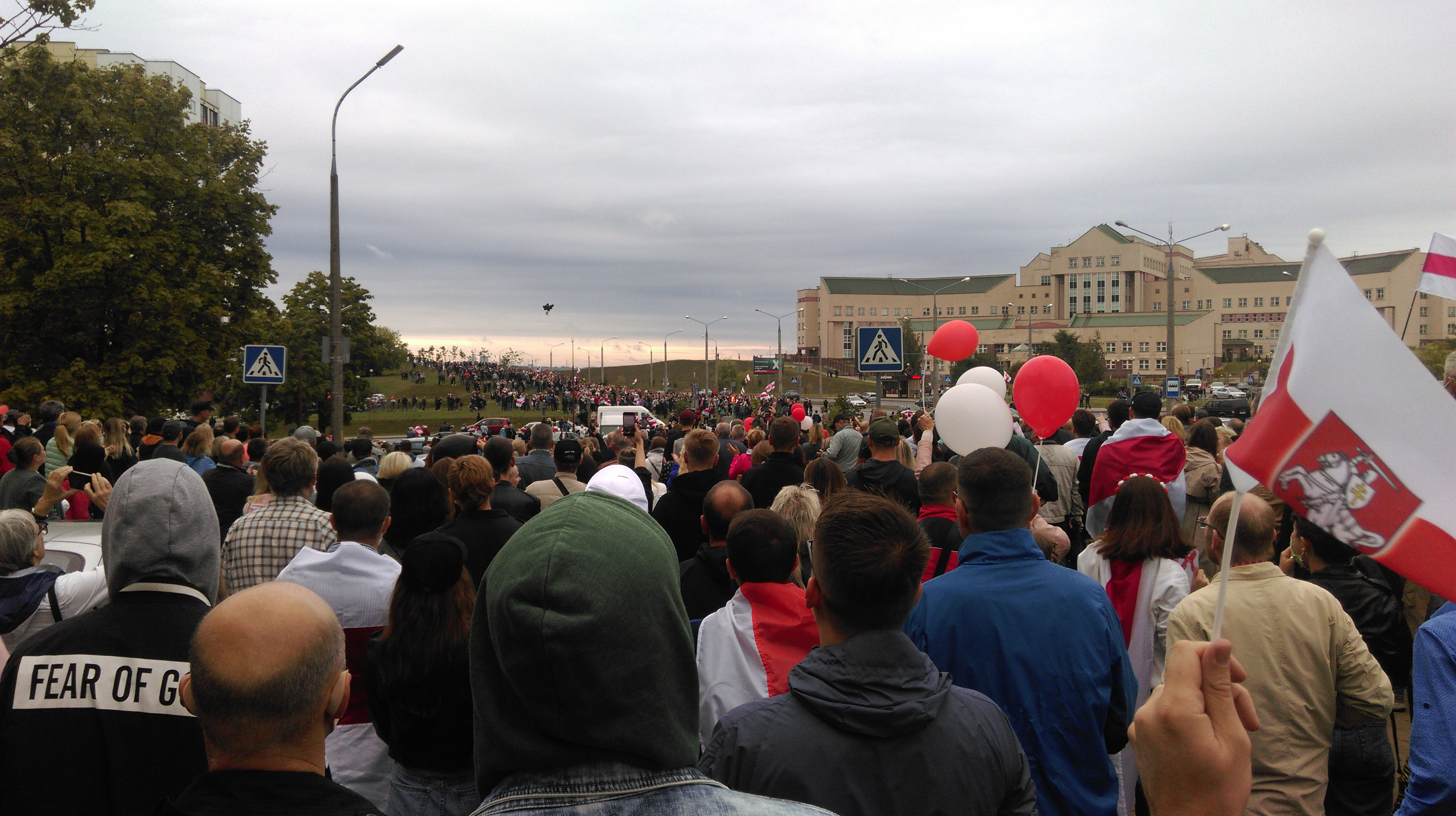
Акция протеста. Гродно, 30 августа

Более 300 белорусских спортсменов, в том числе несколько призёров Олимпийских игр, обратились к Лукашенко с открытым письмом, в котором потребовали провести новые выборы.
На протяжении всего марша в Минске был отключён мобильный интернет. Как заявили в компаниях — мобильных операторах, пропускная способность была снижена «в соответствии с распоряжением уполномоченных государственных органов».
По благословению епископа Вениамина Тупеко (25 августа 2020 года решением Священного синода РПЦ назначен митрополитом Минским и Заславским, Патриаршим экзархом всея Беларуси, — вместо митрополита Павла Пономарёва), 30 августа в 17:00 во всех храмах и монастырях Белорусской православной церкви (Московский патриархат) прошёл молебен с акафистом Успению и молитвой за белорусский народ.
Мирные шествия также прошли в таких городах как Барановичи, Белоозёрск, Бобруйск, Брест, Витебск, Волковыск, Глубокое, Гомель, Горки, Гродно (около 10 тыс. человек), Жлобин, Жодино, Ивье, Кобрин, Лида, Могилёв, Мозырь, Молодечно, Новополоцк, Орша, Пинск, Полоцк, Пружаны, Речица, Солигорск и другие. Поддержку протестующим также выразили белорусские эмигранты из Варшавы, Вены, Вроцлава, Калгари, Лодзи, Москвы, Остина, Парижа, Торонто, Сан-Франциско и др. По данным МВД, на 18:00 30 августа в Минске были задержаны 140 человек. В Гродно была задержана Лиза Мерляк, международный секретарь Белорусского независимого профсоюза. Агентство ТАСС сообщило о задержании в Минске их корреспондента Ивана Колыганова, который позже, после проверки документов, был отпущен. В Могилёве был задержан журналист 6tv.by Алесь Соболевский. Задерживались протестующие также в Жодино, Могилёве, Орше и Пинске.
МВД сообщило о задержании трёх человек за повреждение служебного автомобиля правоохоронительных органов во время акции в Минске. Позже стало известно, что среди задержанных — игроки столичного клуба «Крумкачы» Павел Рассолько и Сергей Козека. На видео, которое было опубликовано в социальных сетях, видно, что футболисты стоят в арке во время нападения на милицейский микроавтобус без номерных и опознавательных знаков. Оба футболиста лишь наблюдали за дракой, так как возвращались с тренировки и планировали встретиться со своим тренером на пр. Независимости. После того как микроавтобус уехал, они пошли дальше, где их ждал один из тренеров клуба. В скором времени они подверглись атаке со стороны неизвестных лиц, были захвачены и избиты. Павел Рассолько и Сергей Козека были доставлены в Ленинский РОВД. Несмотря на то, что они не участвовали в нападении на милицейский автомобиль, им всё равно были предъявлены обвинения в нападении на милицейский автомобиль. Позже Сергей Козека был госпитализирован из-за перелома третьего позвонка и травмированной почки в 4-ю городскую клиническую больницу. Когда его видели выходящим к машине скорой помощи в наручниках под конвоем, он шёл с трудом. У Павла Рассолько гематомы на ягодицах и ногах, он пострадал меньше. 31 августа, во второй половине дня, оба задержанных футболиста были отпущены. Сначала было сообщено, что уголовное дело в отношении спортсменов возбуждено не будет. В дальнейшем в ГУВД сообщили, что оба спортсмена продолжают являться подозреваемыми по уголовному делу. При этом в СК и ГУВД не сообщили статью Уголовного кодекса, по которой дело возбудили.
Авторы песни «Мама Беларусь» Svist и Бадя прокомментировали использование их композиции на провластных митингах, сказав, что они категорически против этого и не поддерживают «нынешний режим».

### 31 августа
Лишён дипломатического ранга и уволен посол Беларуси в Испании Павел Пустовой, осудивший жестокость и насилие, происходящие в Беларуси, и призвавший соотечественников к диалогу.
Белорусские пограничники без объяснения причин отказали во въезде в страну архиепископу Минско-Могилёвскому Тадеушу Кондрусевичу, главе католической церкви Беларуси, резко осудившему действия силовиков у Красного костёла и выразившему протест против незаконных действий правоохранительных органов. В ответ на это в некоторых городах Беларуси католики собрались у главных костёлов для того, чтобы помолиться за Тадеуша Кондрусевича.
Президент Александр Лукашенко заявил, что Кондрусевич неожиданно выехал для консультаций в Польшу, где «получил определённые задачи», что стало причиной отказа для его въезда в Беларусь. Кондрусевич получил официальный ответ от Госпогранкомитета республики, согласно которому органы внутренних дел приняли решение о признании его паспорта недействительным. В МВД заявили, что проводят проверку принадлежности Кондрусевича к гражданству Беларуси и представленных им документов при прохождении процедуры натурализации.
В Витебске уволился заместитель начальника изолятора временного содержания УВД облисполкома, майор милиции Сергей Ковриго, заявив, что не может больше служить в органах внутренних дел «из-за событий в стране» после выборов президента и «не может смотреть на то, как попираются нормы права».

## Сентябрь 2020

### 1—6 сентября
В течение недели в Минске проходили акции солидарности студентов и профессорско-преподавательского состава вузов, производственных коллективов, научных работников, медиков, представителей бизнес-сообщества, журналистов, обычных горожан (видеообращения, коллективные письма, пикеты, митинги, «цепочки солидарности», перформансы, демонстрация оппозиционной символики, граффити и надписи политического содержания, концерты и выступления артистов во дворах).
Городские власти и коммунальные службы продолжили попытки ликвидировать стихийный мемориал, возникший на месте гибели Александра Тарайковского в районе станции метро «Пушкинская»: каждую ночь они вывозили отсюда цветы, и каждый день люди приносили сюда новые цветы и лампадки.
Ежедневно МВД Беларуси сообщало о десятках задержанных «за участие в несанкционированных массовых мероприятиях».
1 сентября Управление Верховного комиссара ООН по правам человека опубликовало доклад о задокументированных случаях пыток и жестокого обращения с людьми во время акций протеста в Беларуси.
2 сентября член президиума «Координационного совета» Павел Латушко сообщил, что покинул пределы Беларуси и находится в Польше. 5 сентября пресс-служба «Координационного совета» сообщила об отъезде в Польшу Ольги Ковальковой.
3 сентября в правительстве Республики Беларусь прошли перестановки: председатель КГБ Валерий Вакульчик был назначен госсекретарём Совета безопасности. КГБ возглавил Иван Тертель. Вячеслав Россолай был назначен заместителем председателя Государственного военно-промышленного комитета. Анатолий Сивак, который возглавлял Мингорисполком, стал вице-премьером, а Владимир Кухарев, ранее занимавший пост вице-премьера, был назначен председателем Мингорисполкома.

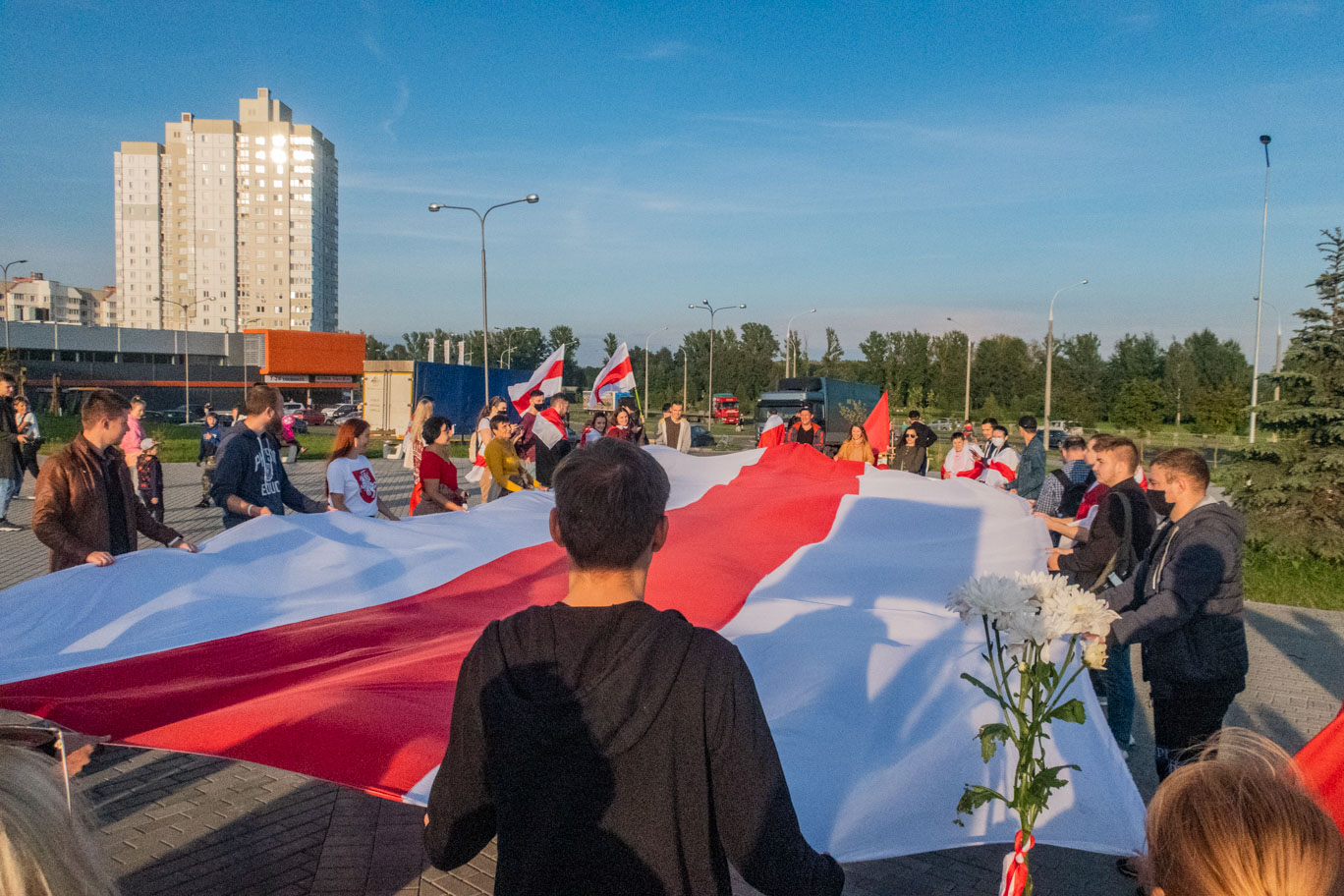
Одна из местных акций протеста в Минске 5 сентября

5 сентября в Минске прошёл «Женский марш мира». По оценкам белорусских журналистов, в акции приняло участие около 10 тыс. человек.

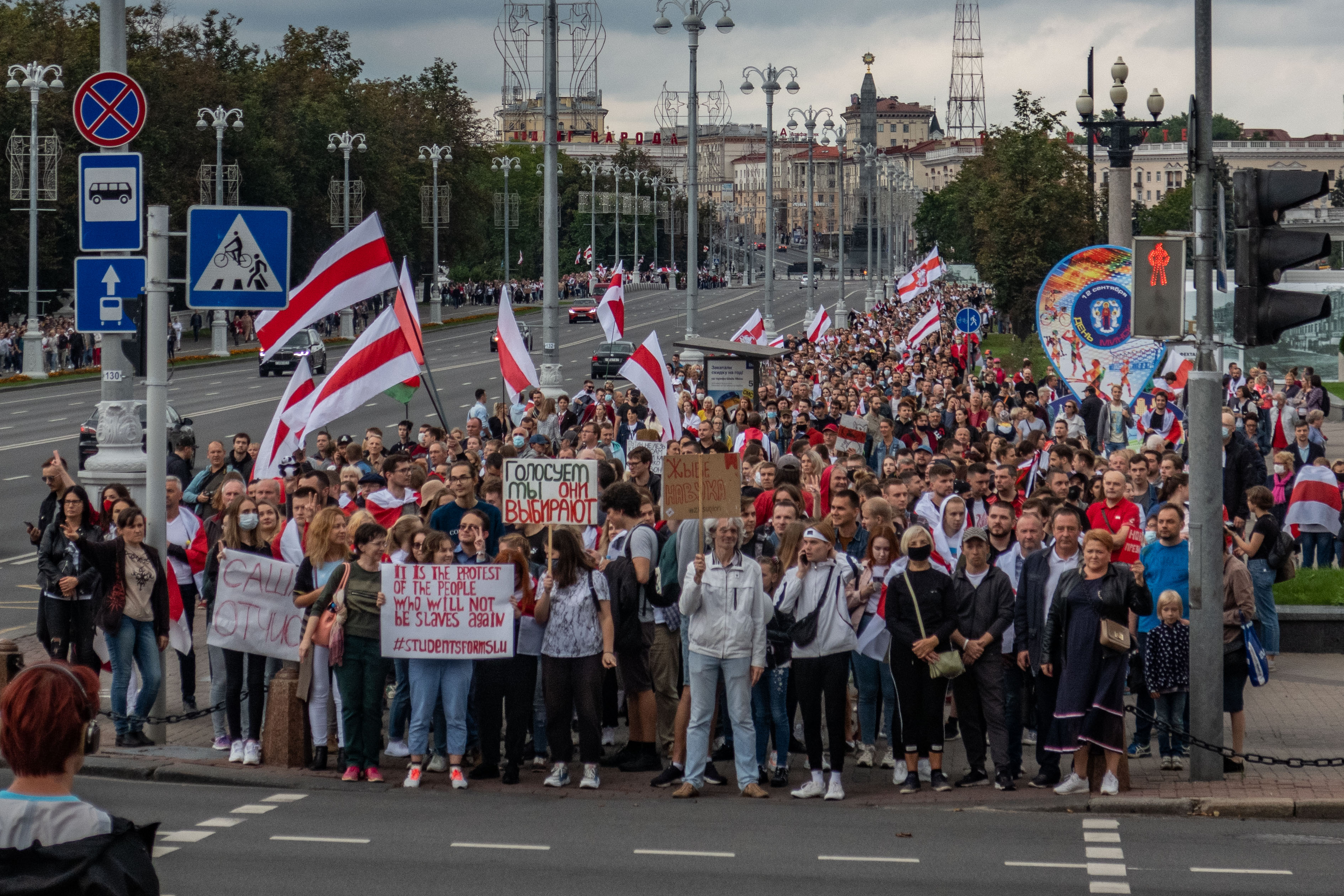
«Марш единства» в Минске 6 сентября, проспект Независимости

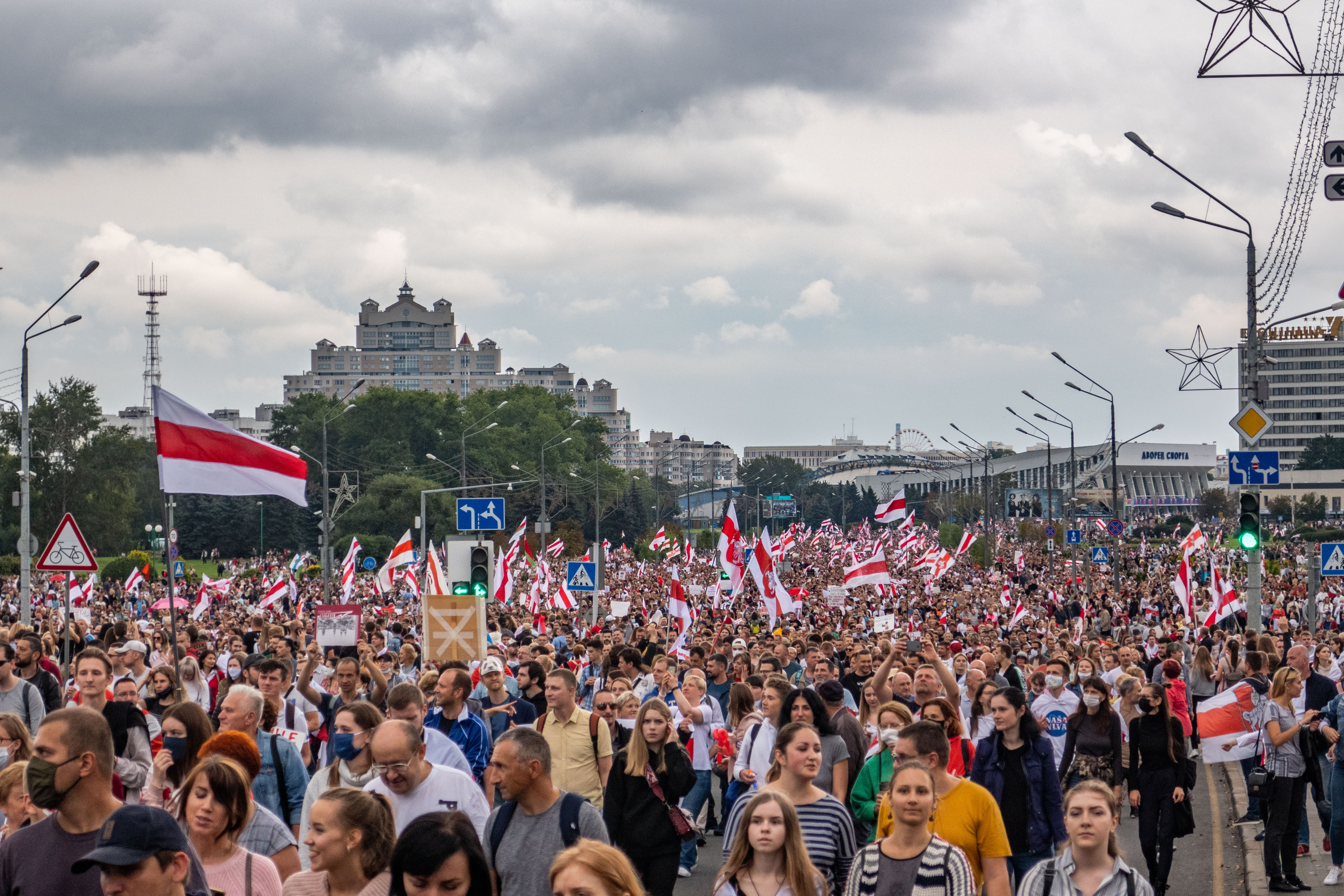
«Марш единства» в Минске 6 сентября, проспект Победителей у стелы «Минск — город-герой»

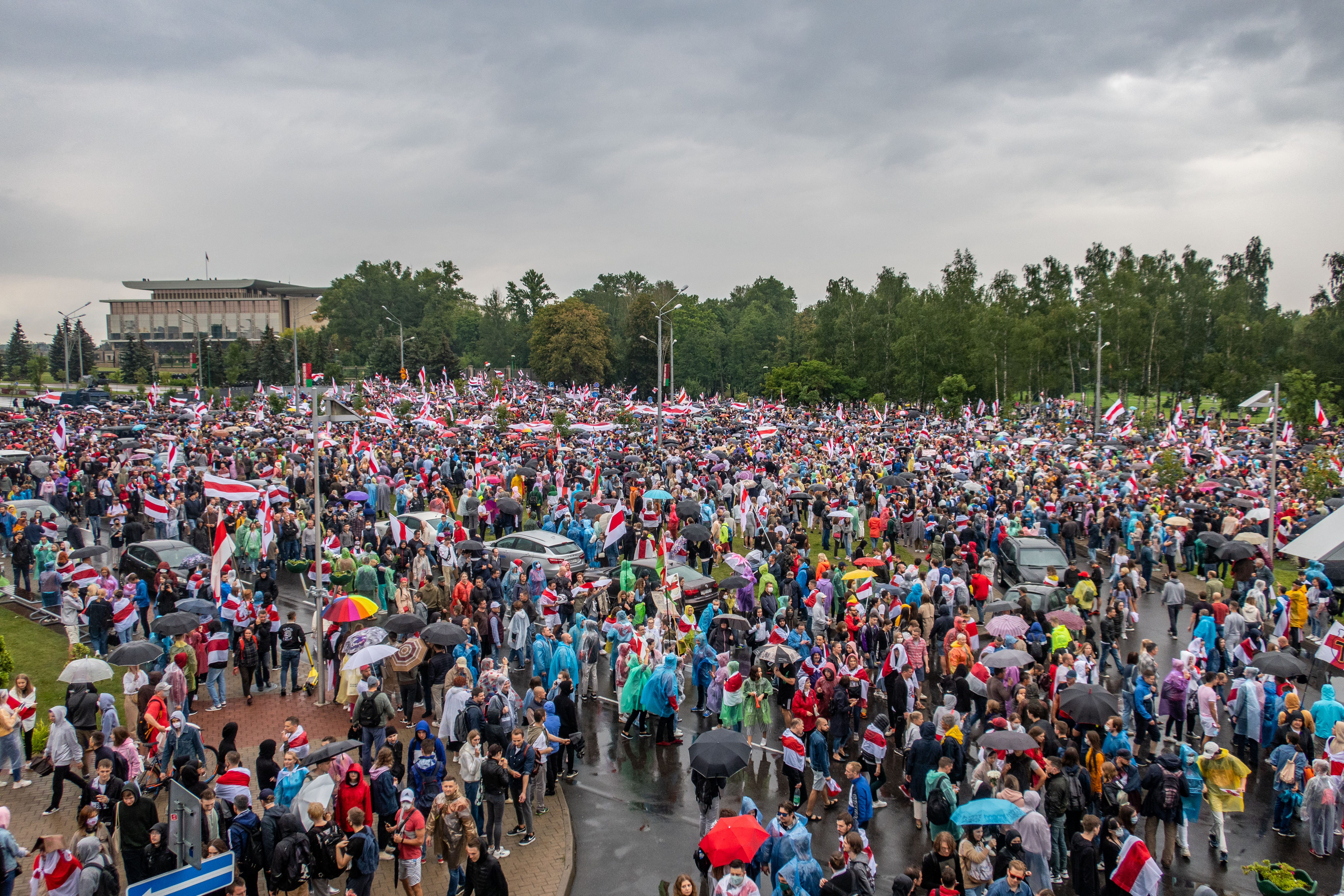
«Марш единства» в Минске 6 сентября, проспект Победителей у Дворца независимости (виден слева)

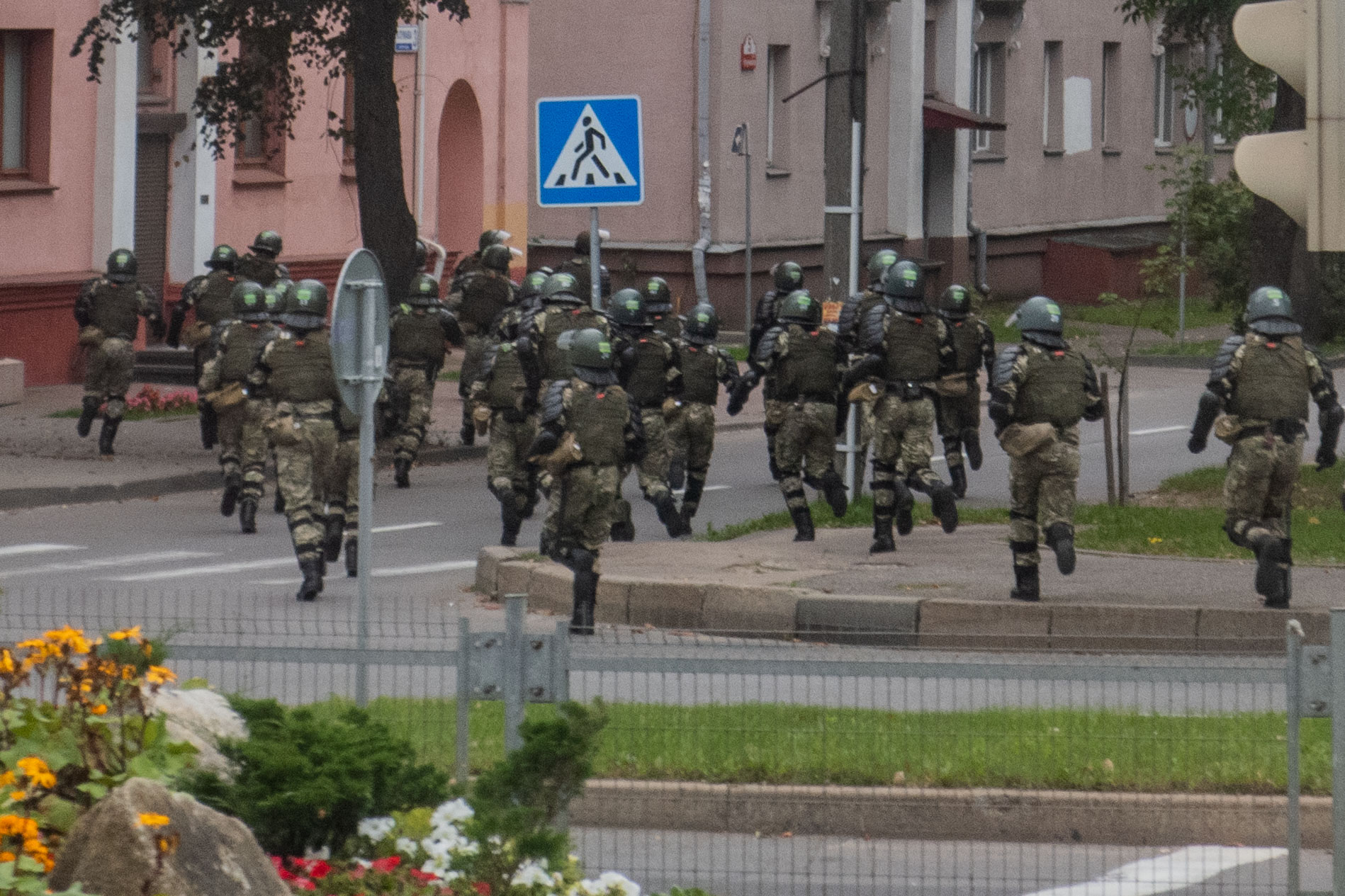
Один из отрядов внутренних войск, окруживших квартал в Тракторозаводском посёлке Минска

6 сентября по всей Беларуси прошёл «Марш единства». По оценкам журналистов и наблюдателей, демонстрация в центре столицы была столь же многочисленной, как и в предыдущие воскресенья — от 170 до 200 тыс. человек.
Как и в предыдущие выходные дни, ситуация не выходила из-под контроля и не внесла существенных изменений в характер противостояния протестующих с властью. Однако, по сообщениям СМИ, характер действий правоохранительных органов заметно изменился: они стали более активно действовать, перекрывая все возможные маршруты манифестантов и проводя достаточно жёсткие задержания участников акций после того, как основная часть успеет разойтись.
Для разгона протестующих, собравшихся у стелы «Минск — город-герой» и Дворца независимости, сотрудники ОМОН распыляли перцовый газ. В районе Комсомольского озера массовым задержаниям и избиениям подвергались в основном молодые мужчины. Многие во избежание задержания прыгали в воду. В стычках с протестующими принимали участие люди в штатском, но в бронежилетах и с дубинками. Они действовали с применением грубой силы и часто в присутствии сотрудников милиции в форме, которые не вмешивались в происходящее. В Минске несколько человек укрылись в кофейне O’Petit на улице Немига, но сотрудники правоохранительных органов в гражданской одежде и масках разбили стеклянные двери и задержали их с применением физической силы.
По данным МВД Беларуси за 6 сентября, «за участие в несанкционированных массовых мероприятиях» были задержаны 633 человека. До рассмотрения в суде дел по административным правонарушениям водворены в места содержания 363 задержанных. По их же данным, всего в различных населённых пунктах страны были зафиксированы 42 протестные акции.

### 7—13 сентября
В течение недели в Минске проходили акции солидарности студентов и профессорско-преподавательского состава вузов, научных работников, юристов, медиков, спортсменов, представителей бизнес-сообщества, журналистов, обычных горожан (видеообращения, коллективные письма, пикеты, митинги, «цепочки солидарности», перформансы, демонстрация оппозиционной символики, граффити и надписи политического содержания, концерты и выступления артистов во дворах).
Городские власти и коммунальные службы продолжили попытки ликвидировать стихийный мемориал, возникший на месте гибели Александра Тарайковского в районе станции метро «Пушкинская»: каждую ночь они вывозили отсюда цветы, и каждый день люди приносили сюда новые цветы и лампадки.
7 сентября в СМИ появилась информация о похищении неизвестными члена «Координационного совета» Марии Колесниковой. По сообщению очевидца, люди в гражданской одежде и в масках посадили Колесникову в тёмный микроавтобус и увезли в неизвестном направлении. В тот же день прекратили выходить на связь пресс-секретарь КС Антон Родненков и исполнительный секретарь КС Иван Кравцов. «Координационный совет» в своём обращении потребовал освободить задержанных. В Варшаве прошла пресс-конференция членов КС Павла Латушко и Ольги Ковальковой, на которой Латушко объяснил свой отъезд из страны давлением спецслужб.
8 сентября Госпогранкомитет Беларуси заявил, что Мария Колесникова была задержана ранним утром на белорусско-украинской границе, тогда как Антону Родченкову и Ивану Кравцову, ехавшим с ней в одной машине, «удалось сбежать» из Беларуси на Украину. По другой версии, Колесникова, которую белорусские силовики пытались насильственно депортировать, порвала свой паспорт, и украинские пограничники не пропустили её на территорию своей страны. В Минске прошёл стихийный митинг в поддержку Марии Колесниковой, после которого колонна численностью до тысячи человек попыталась устроить шествие, но была разогнана силовиками. По данным МВД Беларуси за 8 сентября, «за участие в несанкционированных массовых мероприятиях» был задержан 121 человек.
9 сентября был задержан один из двух остававшихся на свободе членов президиума «Координационного совета» юрист Максим Знак. Позже появилась информация о задержании Ильи Салея, адвоката и исполнительного секретаря КС.
10 сентября Александр Лукашенко, представляя нового генерального прокурора Беларуси Андрея Шведа, заявил сотрудникам прокуратуры: «Когда осуществляется практически наглая интервенция, как я называю, извне и она подогревается изнутри и руководится извне, иногда не до законов, надо принять жесткие меры, чтобы остановить всякую дрянь».
В тот же день представители десяти из пятнадцати официально зарегистрированных в Беларуси партий провели круглый стол, подписав в итоге совместную резолюцию, в которой потребовали от государственных органов и должностных лиц «принять исчерпывающие меры по прекращению насилия в отношении граждан, реализующих свое конституционное право на мирные протесты, и незамедлительно освободить всех задержанных, возбудить уголовные дела по фактам убийств, пыток, избиений, произвольных задержаний для последующего привлечения к ответственности виновных». В резолюции предложено «органам государственной власти организовать диалог с представителями всего спектра общественно-политических сил Беларуси по вопросу проведения в течение ближайших 6 месяцев новых выборов президента Республики Беларусь». Среди подписавших резолюцию шесть оппозиционных партий (Белорусская социал-демократическая партия (Грамада), Объединённая гражданская партия, Белорусская партия левых «Справедливый мир», Партия БНФ, Белорусская партия «Зелёные» и Партия «Белорусская социал-демократическая Грамада»), а также партии, имеющие репутацию «провластных»: Белорусская социально-спортивная партия, Республиканская партия, Республиканская партия труда и справедливости, а также Социал-демократическая партия народного согласия.
Посол Беларуси в Нидерландах Андрей Евдоченко осудил насилие со стороны силовых органов и заявил, что готов принять выбор белорусских граждан, если большинство не поддержит Александра Лукашенко.
12 сентября в Минске и других городах прошли традиционные женские марши («Самый громкий марш. Подруга идёт за подругу»). В начале акции на площади Свободы произошла стычка между участниками акции и силовиками, пытавшимися задержать Нину Багинскую и других активисток. В результате было задержано несколько десятков человек. Оставшиеся тем не менее провели шествие по городу, в котором приняло участие более 10 тыс. человек.

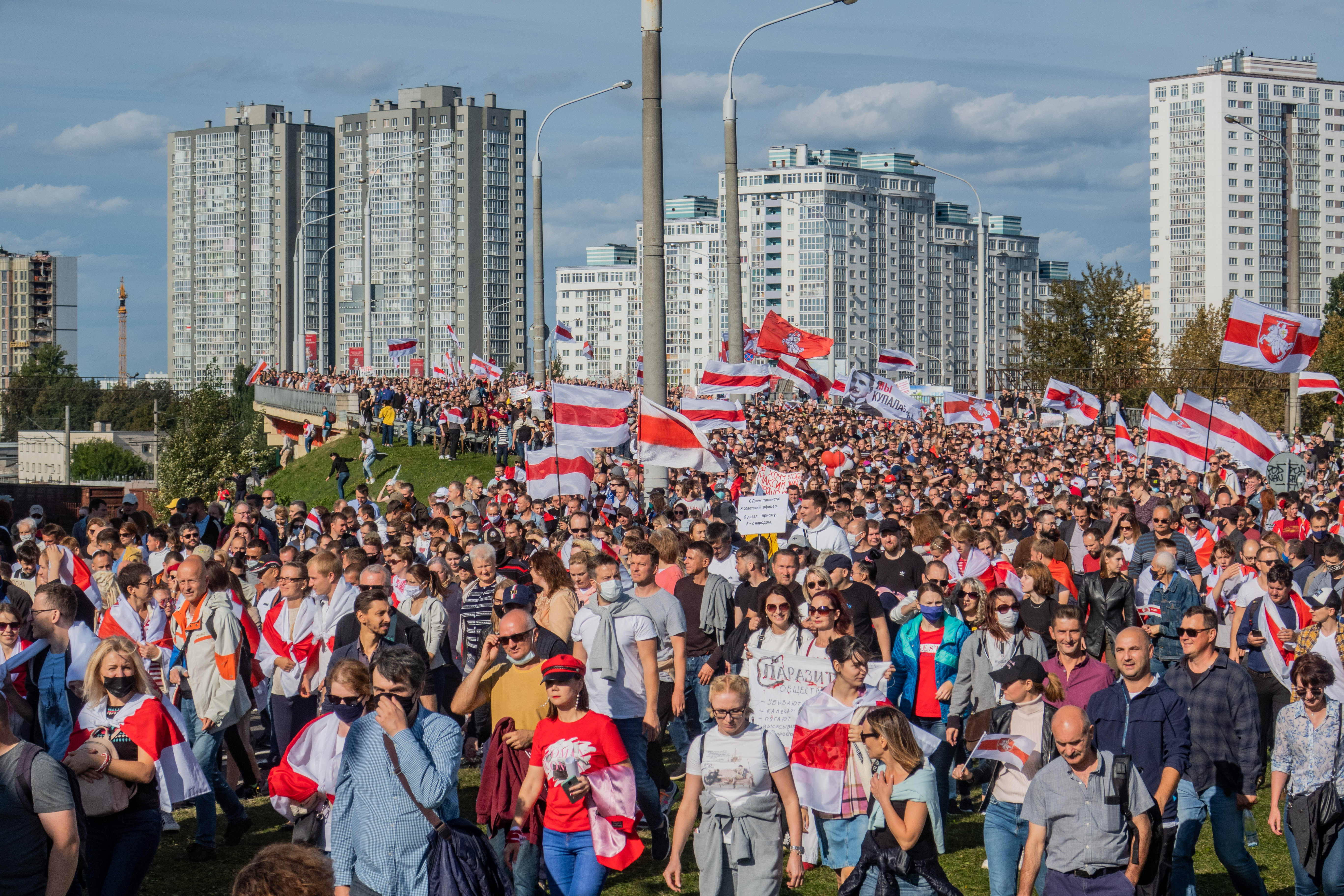
Митинг в Минске 13 сентября

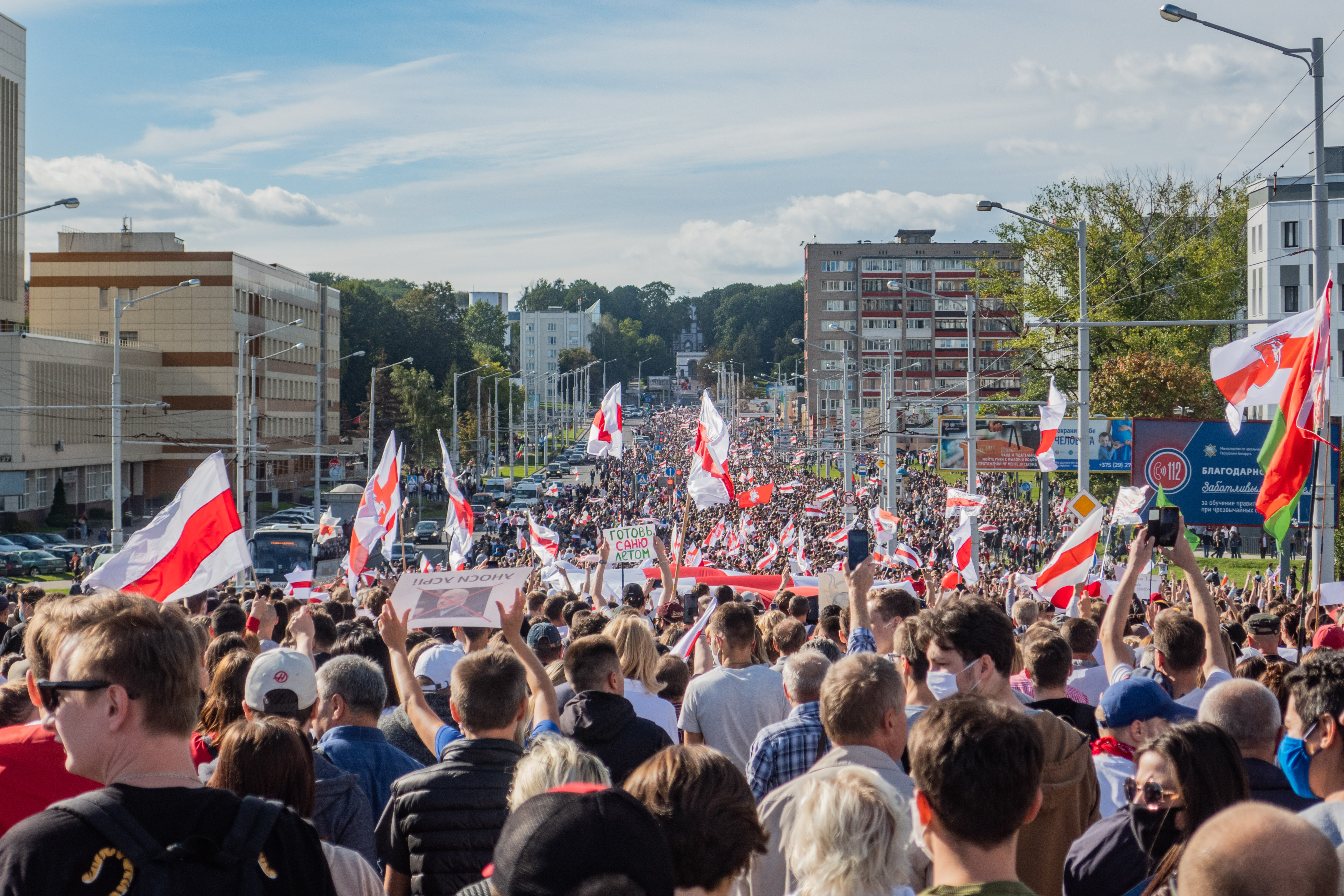
Митинг в Минске 13 сентября, Кальварийская улица

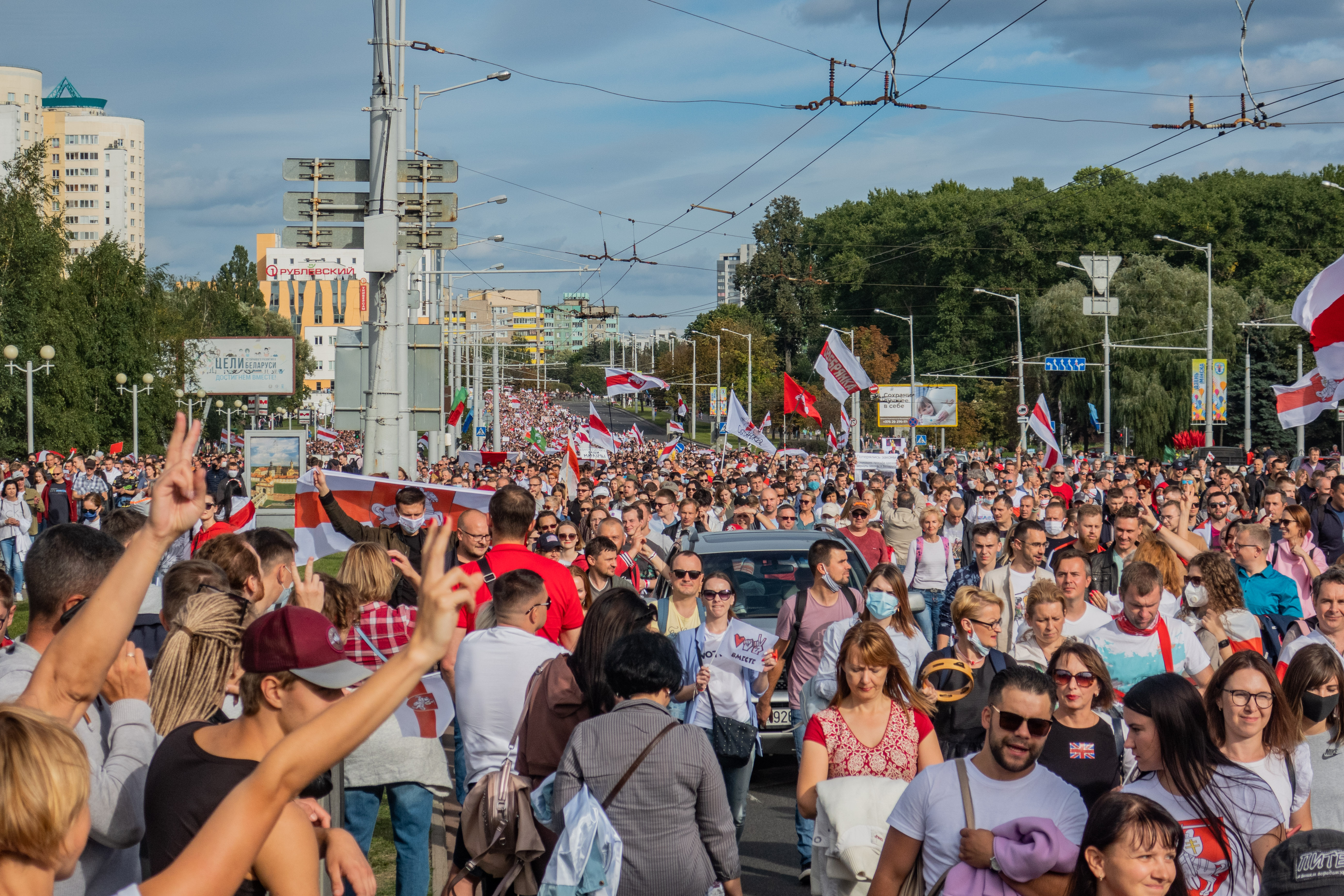
Митинг в Минске 13 сентября, улица Притыцкого

В воскресенье в столице и других городах прошло шествие «Марш героев». В Минске силовые структуры предприняли привычные для таких акций меры безопасности. Одна из колонн протестующих, сформированная из жителей Фрунзенского и Центрального районов, первой двинулась в сторону элитного коттеджного посёлка Дрозды, где проживает руководство страны, но была рассеяна ОМОНом, около 40 человек было задержано. Силовики блокировали продвижение колонн, выдвигавшихся из спальных районов, производя массовые задержания. Тем временем протестующие, добиравшиеся до центра города на общественном транспорте, сформировали на улице Немига объединённую колонну из нескольких тысяч человек. По мере продвижения колонны силовики пытались в нескольких местах остановить её, но потерпели неудачу. Колонна всё же была блокирована в районе ТЦ «ARENA City» заблаговременно организованным кордоном силовиков. Часть протестующих отсюда направилась к дому главы ЦИК Беларуси Лидии Ермошиной. Одна из колонн протестующих, численностью до 1000 человек, вошла в Дрозды со стороны улицы Нововиленской. У дома Ермошиной прибывшие силовые подразделения начали задержания, применив при этом светошумовые гранаты. От ТЦ «ARENA City» объединённая колонна вернулась к станции метро «Пушкинская», к месту гибели Александра Тарайковского.
По данным очевидцев, только в центре Минска днём собралось около 200 тыс. протестующих.
По данным МВД Республики Беларусь за 13 сентября, «за участие в несанкционированных массовых мероприятиях» было задержано 774 человека, из них более 500 в Минске.

### 14—20 сентября
В течение недели в Минске проходили акции солидарности студентов и профессорско-преподавательского состава вузов, научных работников, юристов, медиков, спортсменов, представителей бизнес-сообщества, журналистов, обычных горожан (видеообращения, коллективные письма, пикеты, митинги, «цепочки солидарности», перформансы, демонстрация оппозиционной символики, граффити и надписи политического содержания, концерты и выступления артистов во дворах).
Коммунальные службы в присутствии сотрудников милиции и сотрудников правоохранительных органов в штатском по ночам уничтожали стихийный мемориал в память о Александре Тарайковском у станции метро «Пушкинская», но наутро люди вновь приносили сюда цветы и лампадки. Конфликты между жителями, силовиками и работниками коммунальных служб также имели место по поводу мурала на так называемой «площади Перемен» во дворе на ул. Червякова.
16 сентября Александр Лукашенко провёл во Дворце Независимости «встречу с политическим активом страны» — высшими должностными лицами, членами Совета республики и депутатами Палаты представителей, а также с руководителями госорганов и организаций, представителями местной власти, руководителями СМИ. Лукашенко охарактеризовал массовые гражданские протесты в Беларуси как инспирированные извне. По словам Лукашенко, сценарий «уничтожения Беларуси» готовился на протяжении последних десяти лет: «Тактика организаторов строилась по классическому американскому учебнику „цветных революций“ Джина Шарпа. Теперь мы можем оглянуться назад и детально разобрать все этапы сценария по уничтожению нашей страны, которому мы ... не позволили реализоваться и не позволим».
Следственный комитет Республики Беларусь сообщил, что члену Президиума «Координационного совета белорусской оппозиции» Марии Колесниковой предъявили обвинение в публичных призывах, угрожающих национальной безопасности страны.
17 сентября в Минске прошёл женский форум «За Беларусь» — как своего рода ответ на протестные марши женщин, проводимые по субботам.
17 сентября ОБСЕ ввела в действие Московский механизм человеческого измерения, то есть создала миссию для расследования нарушений в области прав человека и демократии в Беларуси. Докладчик ОБСЕ Вольфганг Бенедек обратился в постоянное представительство Беларуси с просьбой об оказании содействия в осуществлении визита в страну, но получил отказ. В этой связи сведения о нарушениях собирались в онлайн-режиме.
19 сентября в Минске и других городах прошла женская протестная акция (так называемый «Блестящий марш»), участницы которой должны были надеть на себя яркую одежду с блёстками. В ходе акции было задержано около 400 человек. В тот же день была проведена акция «День флага, марш районов», приуроченная к принятию Верховным Советом Республики Беларусь 19 сентября 1991 года бело-красно-белого флага и герба «Погоня» в качестве государственных символов независимой Беларуси.
По данным МВД Республики Беларусь за 19 сентября, «за участие в несанкционированных массовых мероприятиях» было задержано 430 человек, из них 415 — в Минске. 45 человек по всей стране помещены в изоляторы временного содержания.
Оппозиционный Telegram-канал Nexta обнародовал личные данные более тысячи сотрудников правоохранительных органов Беларуси, якобы полученные благодаря «киберпартизанам».

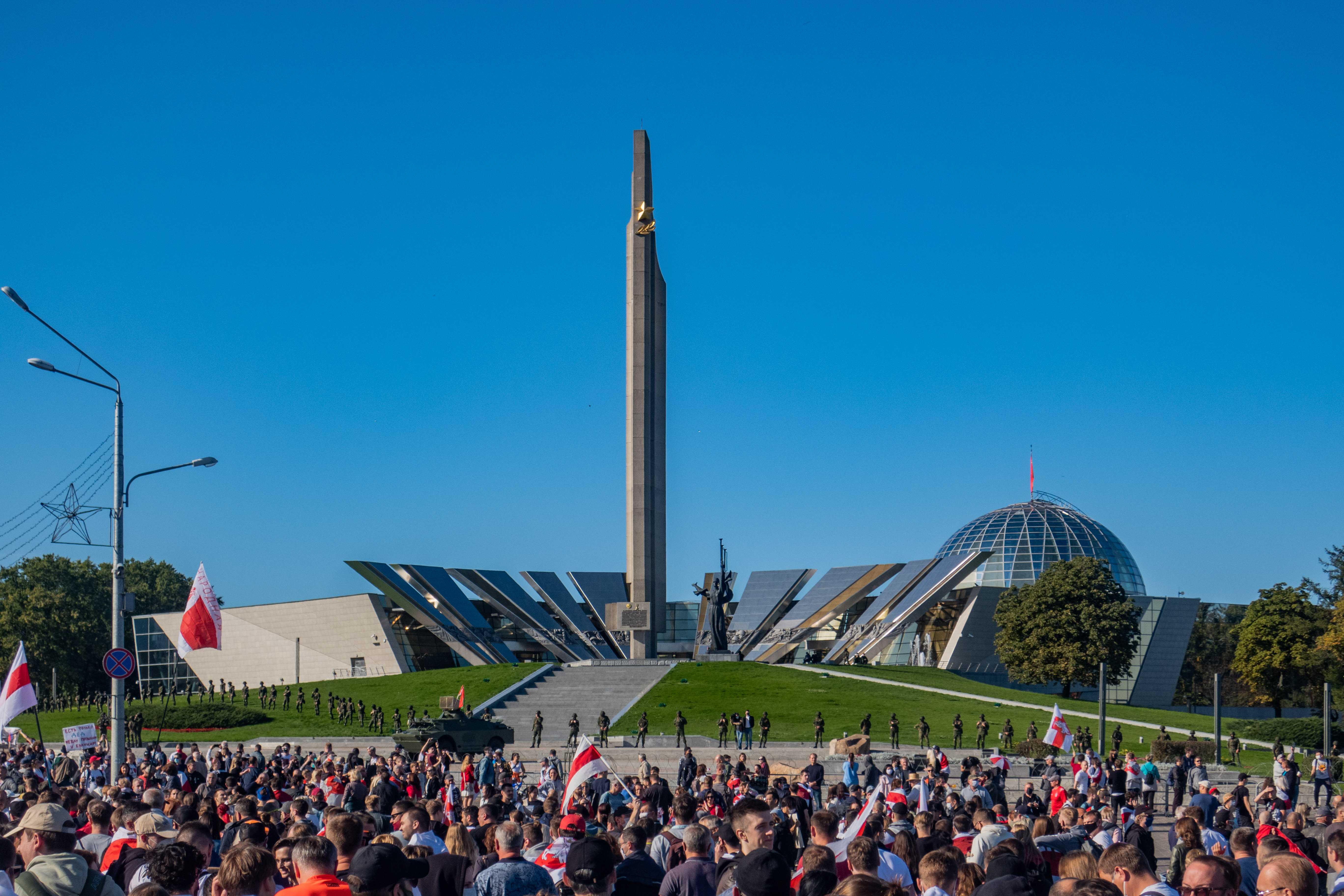
Марш справедливости 20 сентября. Минск, проспект Победителей

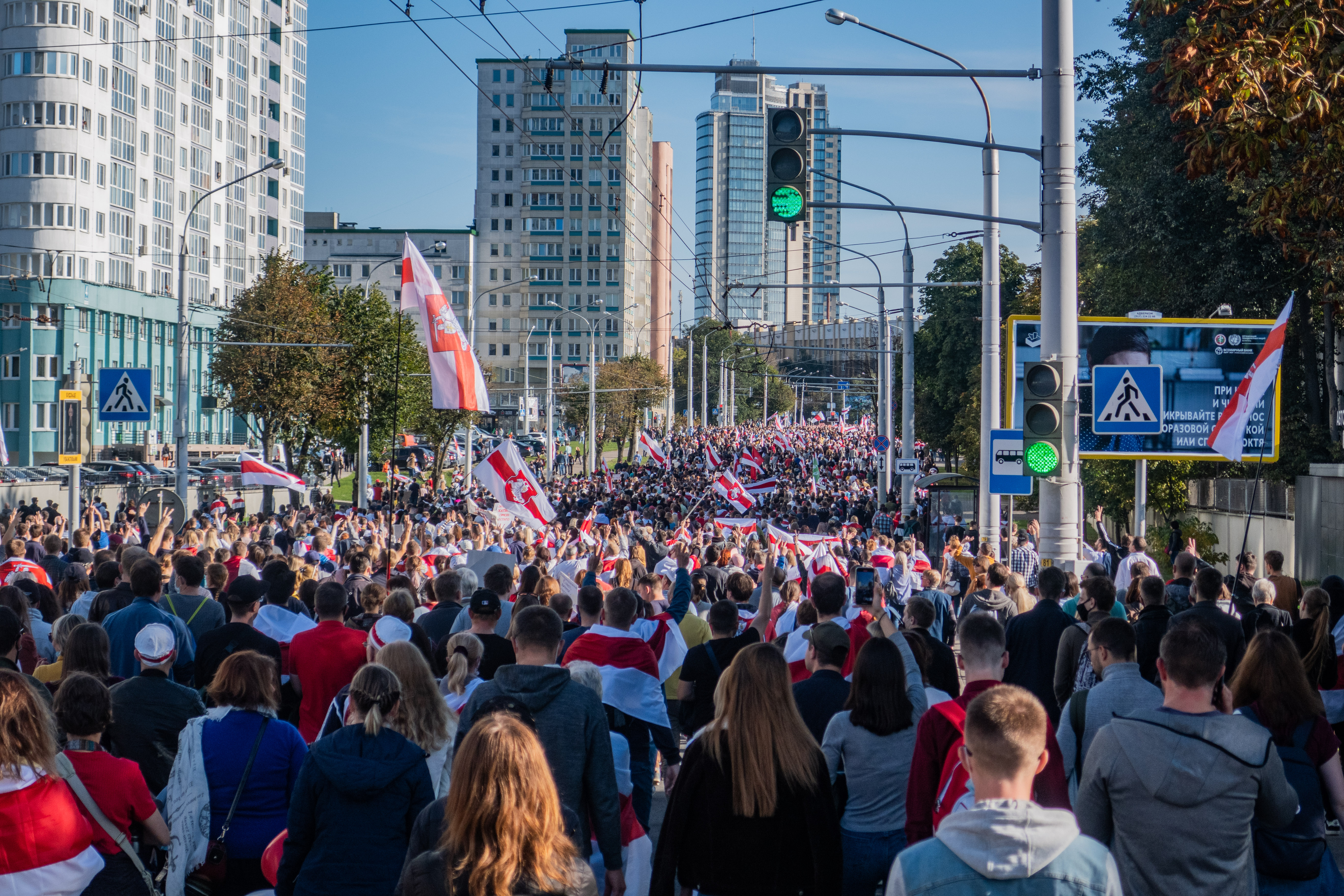
Марш справедливости 20 сентября. Минск, улица Тимирязева

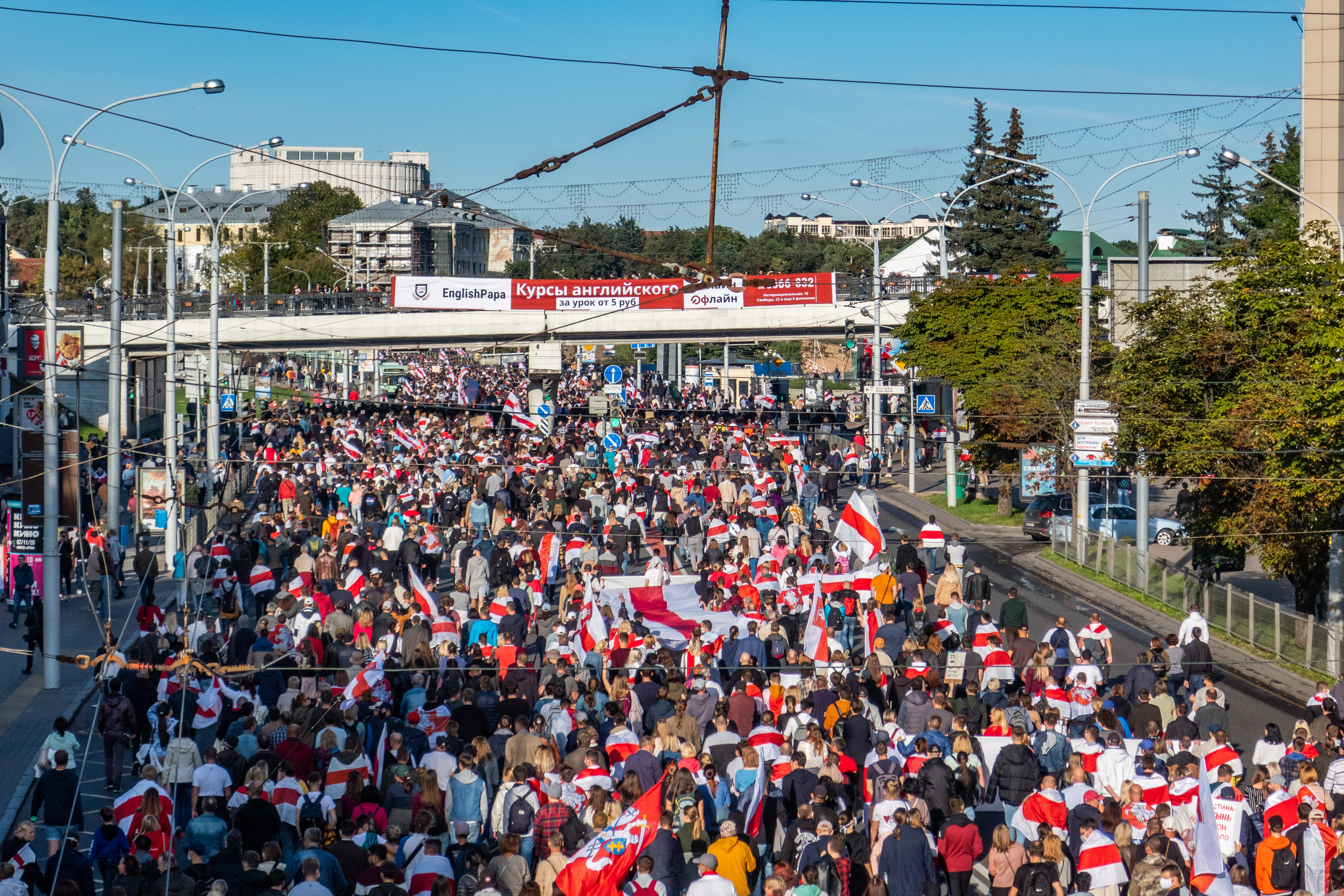
Марш справедливости 20 сентября. Минск, улица Немига

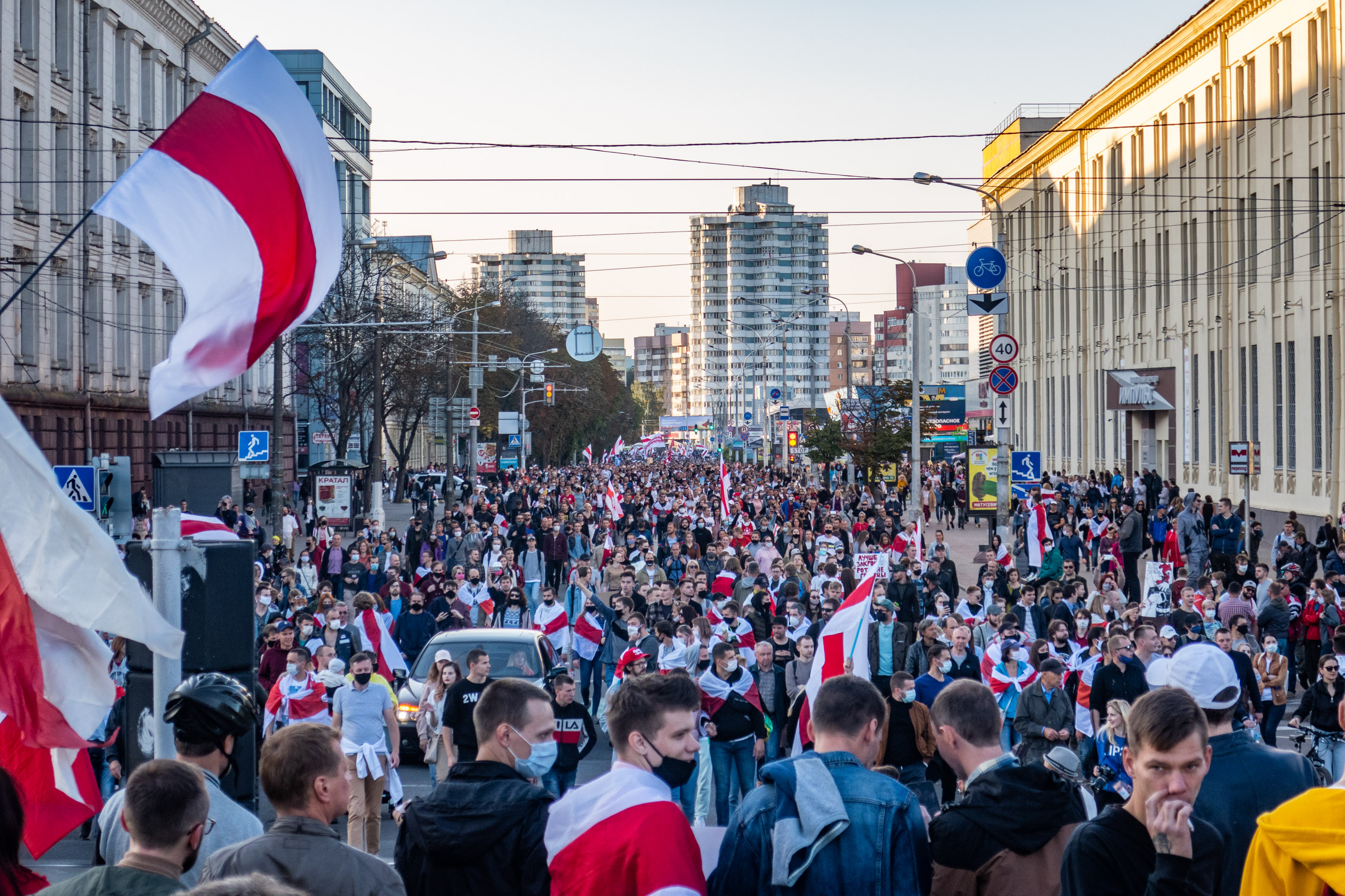
Марш справедливости 20 сентября. Минск, улица Веры Хоружей

В воскресенье в городах Беларуси прошли традиционные шествия («Марш справедливости»). В Минске правоохранительные органы начали готовиться к ним заблаговременно. Большое количество военной техники и автозаков было сконцентрировано возле бизнес-центра «Rubin Plaza». Главные площади, проспекты и улицы были заранее перекрыты, площади Независимости и Октябрьская по всему периметру огорожены металлическими ограждениями, как и подходы к Александровскому скверу. Подступы к Дворцу независимости, площади Государственного флага и зданию Верховного суда были заблокированы. Станции метро в центре столицы были закрыты, было перекрыто движение по проспекту Пушкина, в районе площади Бангалор, а также по проспекту Победителей. Был отключён мобильный интернет.
Несмотря на усилия сотрудников правоохранительных органов, проводивших задержания, протестующие сформировали колонну и прошли более 8 км от проспекта Победителей до пл. Победы" (≈8,3 км), где были остановлены усиленным кордоном силовиков с водомётами и заградительными комплексами «Рубеж». Здесь начались массовые задержания и избиения протестующих.
По данным сайта Deutsche Welle, только в Минске на акцию «Марш справедливости» вышло около 100 тыс. человек.
По данным правозащитного центра «Весна», на акциях протеста по всей стране задержали более 270 человек.
По данным МВД Беларуси за 20 сентября, «за участие в несанкционированных массовых мероприятиях» было задержано 442 человека, из них 266 — в Минске. 330 человек по всей стране помещены в изоляторы временного содержания.

### 21—30 сентября
22 сентября Светлана Тихановская заявила о новой инициативе своего штаба — разработке поправок к Конституции и Избирательному кодексу страны. Координировать работу экспертных групп будет Анатолий Лебедько, лидер Объединённой гражданской партии. К разработке новой конституции и Избирательного кодекса оппозиционный штаб пригласил «все демократические партии»: ОГП, «Белорусский народный фронт», «Белорусскую христианскую демократию», Белорусскую социал-демократическую партию («Грамада»), движение «За свободу», белорусскую партию «Зелёные», оргкомитет Партии свободы и прогресса, Профсоюз радиоэлектронной промышленности и Белорусский конгресс демократических профсоюзов. При этом оппозиция отказывается сотрудничать с Республиканской партией труда и справедливости, призывающей к более тесной и быстрой интеграции с Россией.
Наиболее знаковым событием недели стала инаугурация президента Александра Лукашенко, прошедшая 23 сентября (по закону она должна была состояться в срок до 9 октября). Дата проведения мероприятия до последнего момента сохранялась в тайне. Церемонию инаугурации не транслировали даже государственные телеканалы, и полностью она была показана только вечером. Одиннадцать государств (в том числе США, Германия и Украина) отказались признавать Лукашенко легитимным президентом.
Неожиданная инаугурация вызвала новый виток протестов, а силовые органы вернулись к тактике жёстких избиений и задержаний. Сразу же после окончания церемонии инаугурации, в качестве подготовки к акциям протеста, в центр Минска начала стягиваться спецтехника. Металлическими заграждениями была обнесена площадь Победы. В это же время вдоль дорог начали выстраиваться стихийные цепи солидарности. На акции протеста вышли студенты. В разных точках города прошли задержания. Вечером в районе стелы «Минск — город-герой» начали собираться протестующие. По словам очевидцев, власти вернулись к тем же жёстким мерам, что и в первые дни после выборов. Для разгона собравшихся сотрудники правоохранительных органов применили дубинки. В ряде мест были использованы водомёты, слезоточивый газ. Одновременно с действиями в центре города наблюдалась протестная активность в других районах, что привело к частичному и полному блокированию автомобильного движения на ряде улиц. Протестные акции также прошли в других белорусских городах, в том числе в Бресте, Гомеле, Витебске и Могилеве.
Светлана Тихановская назвала инаугурацию Лукашенко фарсом и призвала силовые структуры не исполнять его приказы. В знак протеста против инаугурации Лукашенко посол Беларуси в Аргентине Владимир Астапенко подал в отставку.
По данным МВД Республики Беларусь за 23 сентября, «за участие в несанкционированных массовых мероприятиях» было задержано 364 человека, из них 252 — в Минске. 320 человек были помещены в изоляторы временного содержания.
26 сентября в Минске прошёл традиционный субботний марш женщин. По данным правозащитного центра «Весна», в Минске было задержано более 120 человек, в регионах — 12.
По данным МВД Беларуси за 26 сентября, «за участие в несанкционированных массовых мероприятиях» было задержано 150 человек. 116 человек по всей стране помещены в изоляторы временного содержания.
В остальные дни в Минске и других городах страны проходили различные акции солидарности студентов и профессорско-преподавательского состава вузов, научных работников, юристов, медиков, спортсменов, представителей бизнес-сообщества, журналистов, обычных горожан (видеообращения, коллективные письма, пикеты, митинги, «цепочки солидарности», перформансы, демонстрация оппозиционной символики, граффити и надписи политического содержания, концерты и выступления артистов во дворах).

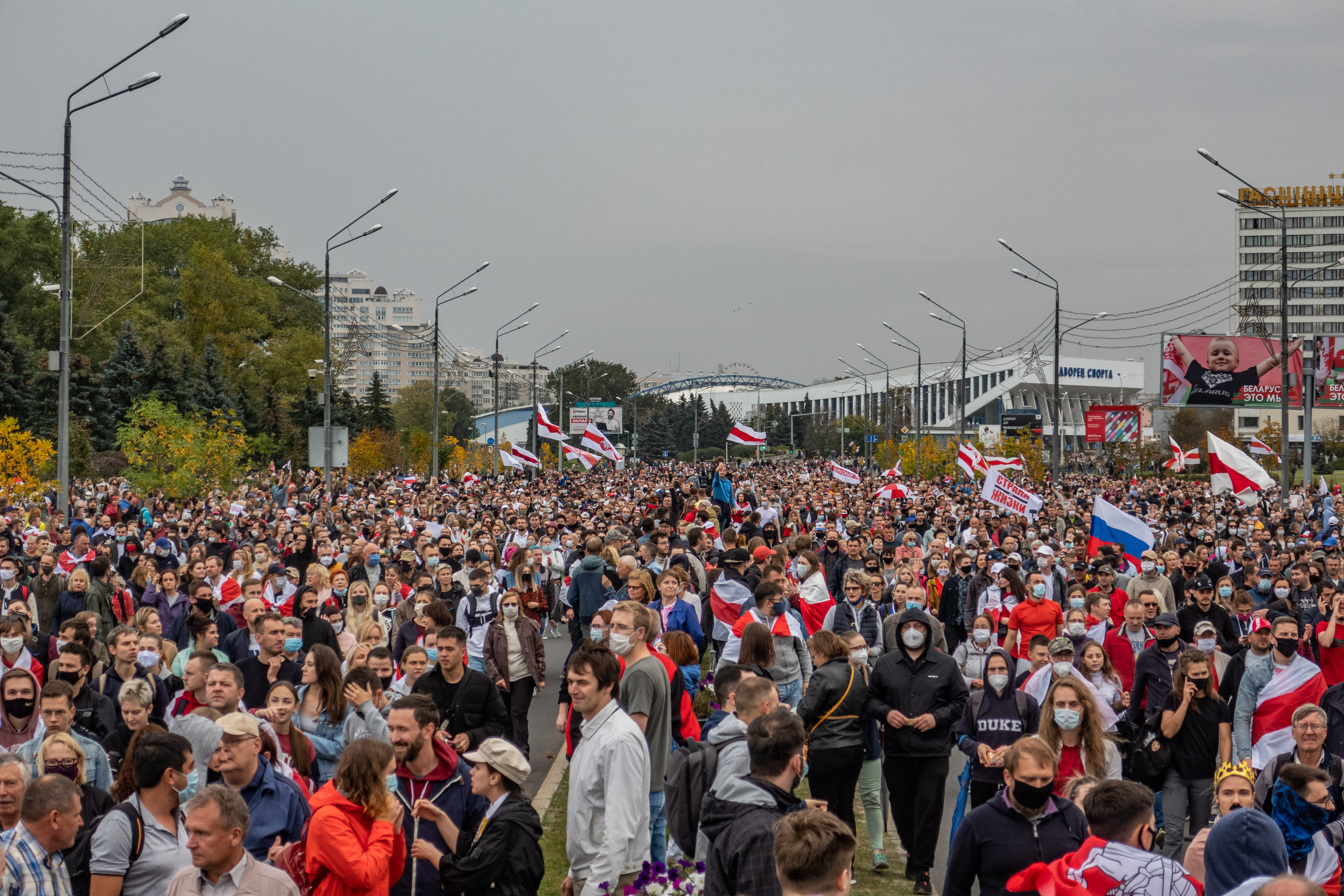
Акция протеста 27 сентября в Минске. Протестующие на проспекте Победителей

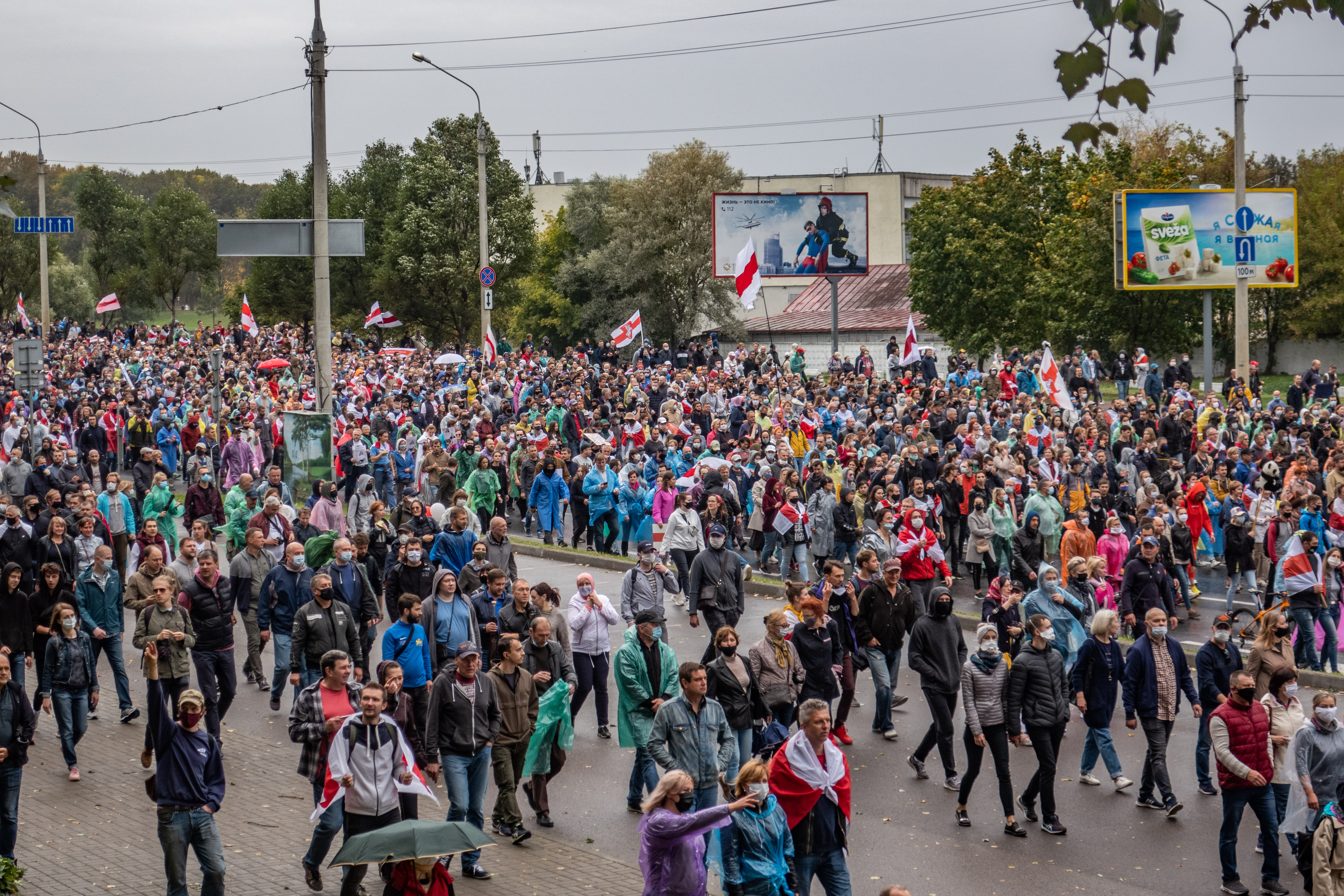
Акция протеста 27 сентября в Минске. Протестующие на проспекте Машерова

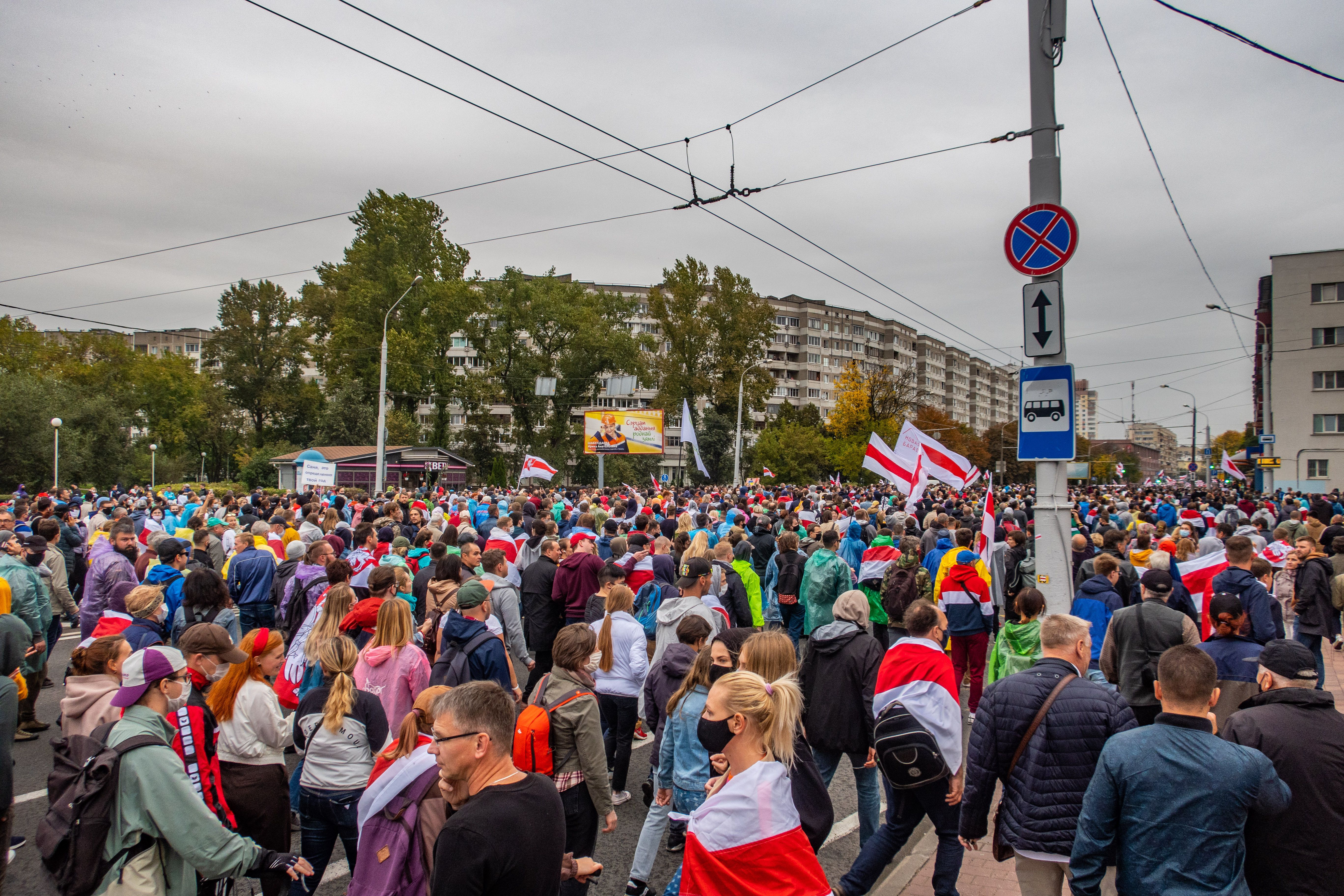
Акция протеста 27 сентября в Минске. Протестующие на улице Максима Богдановича

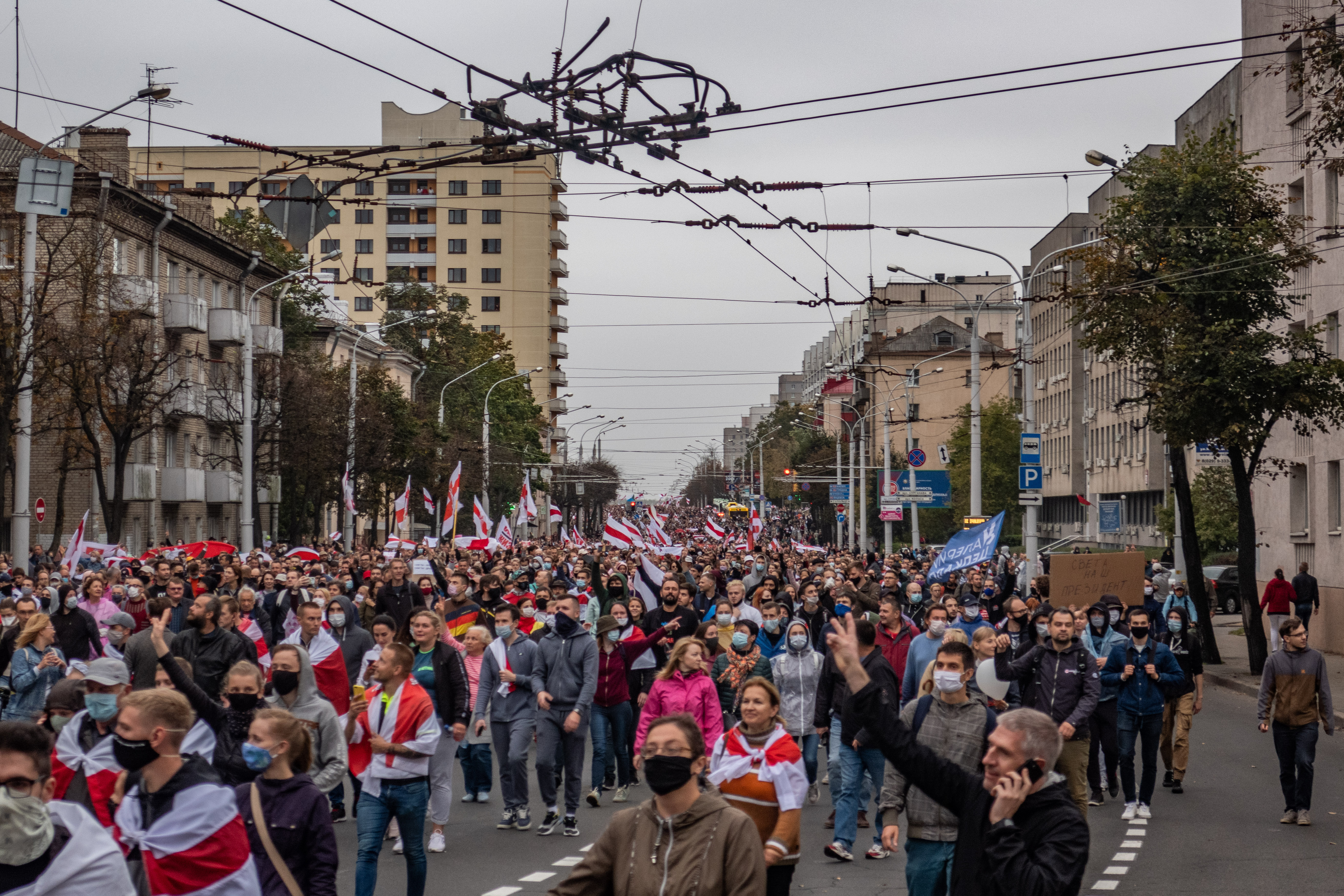
Акция протеста 27 сентября в Минске. Протестующие на улице Сурганова

На 27 сентября оппозиция запланировала протестные марши во многих городах страны («Народная инаугурация настоящего президента», или «Марш 97 %»).
В Минске к предполагаемому месту сбора протестующих в районе улицы Немиги и проспекта Победителей были стянуты подразделения силовиков, проводились превентивные задержания. Главные площади, проспекты и улицы были заранее перекрыты, площади Независимости, Октябрьская и Победы по всему периметру были огорожены металлическими ограждениями. Вся территория в районе Дворца Независимости, площади Государственного флага и здания Верховного суда была заблокирована, территория рядом со стелой «Минск — город-герой» обнесена металлическими заграждениями и колючей проволокой. В центре города были закрыты несколько станций метро, отключён мобильный интернет, закрыто «по техническим причинам» большое количество торговых и общественных заведений. Несмотря на предпринятые силовиками меры и неблагоприятные погодные условия (сильный дождь и ветер), в шествии, по оценкам СМИ, приняло участие от 30 до 100 тыс. человек.
Акции протеста прошли также в других городах Беларуси и за рубежом.
По данным правозащитного центра «Весна», на акциях протеста по всей стране было задержано около 400 человек.
По данным МВД Республики Беларусь, за 27 сентября «за участие в несанкционированных массовых мероприятиях» более 350 человек по всей стране были помещены в изоляторы временного содержания.
30 сентября главный редактор портала TUT.BY Марина Золотова сообщила, что Министерство информации с 1 октября лишило портал статуса СМИ на три месяца. Это означает, что сотрудники портала не смогут присутствовать на уличных протестах в качестве представителей прессы.

## Октябрь 2020
Массовые акции протеста несогласных с итогами президентских выборов продолжились по всей Беларуси. Наибольшую активность проявляли студенты и преподаватели вузов, проводившие забастовки и акции солидарности. «Координационный совет оппозиции» призывал продолжать давление на власти, в то время как власти заявляли о решимости жёстко противостоять оппозиции, вплоть до применения табельного оружия. Самые массовые шествия проходили в Минске и некоторых других городах по воскресеньям. По субботам проводились женские марши, по понедельникам — марши пенсионеров.
Новостной портал TUT.BY и другие СМИ сообщали о присоединении к акциям протеста известных белорусских артистов, театральных деятелей, спортсменов, научных работников, ряда работников государственных СМИ и силовых органов.
В начале месяца лидеры стран Евросоюза согласовали санкции в отношении примерно 40 официальных лиц Беларуси, на которых была возложена ответственность за фальсификацию выборов и нарушение прав человека. В этот список пока не вошёл сам Александр Лукашенко.
13 октября Светлана Тихановская предъявила президенту Лукашенко «Народный ультиматум»: если в течение двух недель не будут выполнены три главных требования (отставка Лукашенко, прекращение насилия против протестующих, освобождение всех политзаключённых), то с 26 октября начнётся национальная забастовка. Руководство Беларуси проигнорировало «ультиматум», но попытка оппозиции организовать общенациональную забастовку провалилась. К призывам Тихановской прислушались лишь немногочисленные группы работников крупных предприятий, представители малого бизнеса в сфере услуг и ИТ отрасли, студенты и преподаватели в ряде вузов. Власти в ответ приступили к увольнениям бастующих и отчислению студентов государственных вузов, участвующих в протестах.
В конце месяца белорусские власти в одностороннем порядке закрыли въезд на территорию страны через наземные КПП на границе с Латвией, Литвой, Украиной и Польшей, в том числе для белорусских граждан.

### 1—4 октября
Светлана Тихановская встретилась с ректором Вильнюсского университета Римвидасом Петраускасом, который от имени учебного заведения вручил ей декларацию о готовности поддержать белорусских студентов специальными стипендиями, а также приняла участие в очередной акции солидарности, состоявшейся в Вильнюсе.
В Минске и других городах страны продолжились акции протеста, сопровождавшиеся задержаниями участников.
В Министерстве внутренних дел РБ состоялась встреча руководства ведомства с Постоянным координатором ООН в Беларуси Иоанной Казана-Вишневецкий, которая выразила озабоченность чрезмерным использованием силы со стороны правоохранителей во время протестных акций и задержанием журналистов, освещающих митинги.
3 октября в Минске на проспекте Независимости в сопровождении сотрудников силовых органов прошла протестная акция «Светлая суббота. Цветочный демарш прекрасных женщин». Вместо бело-красно-белых флагов протестующие несли цветы, повязанные красными и/или белыми лентами. Некоторые из них были в одежде красно-белой расцветки либо с красно-белыми зонтами.
В больнице скорой медицинской помощи Минска скончался 41-летний Денис Кузнецов, который 29 сентября был доставлен в больницу с многочисленными травмами, ушибами и кровоподтёками из изолятора в пер. Окрестина. Пациент сообщил бригаде «Скорой помощи», что его избили. Однако в изоляторе медикам сказали, что он упал со второго яруса кровати. По официальным данным, мужчина был задержан за административное правонарушение (мелкое хулиганство).

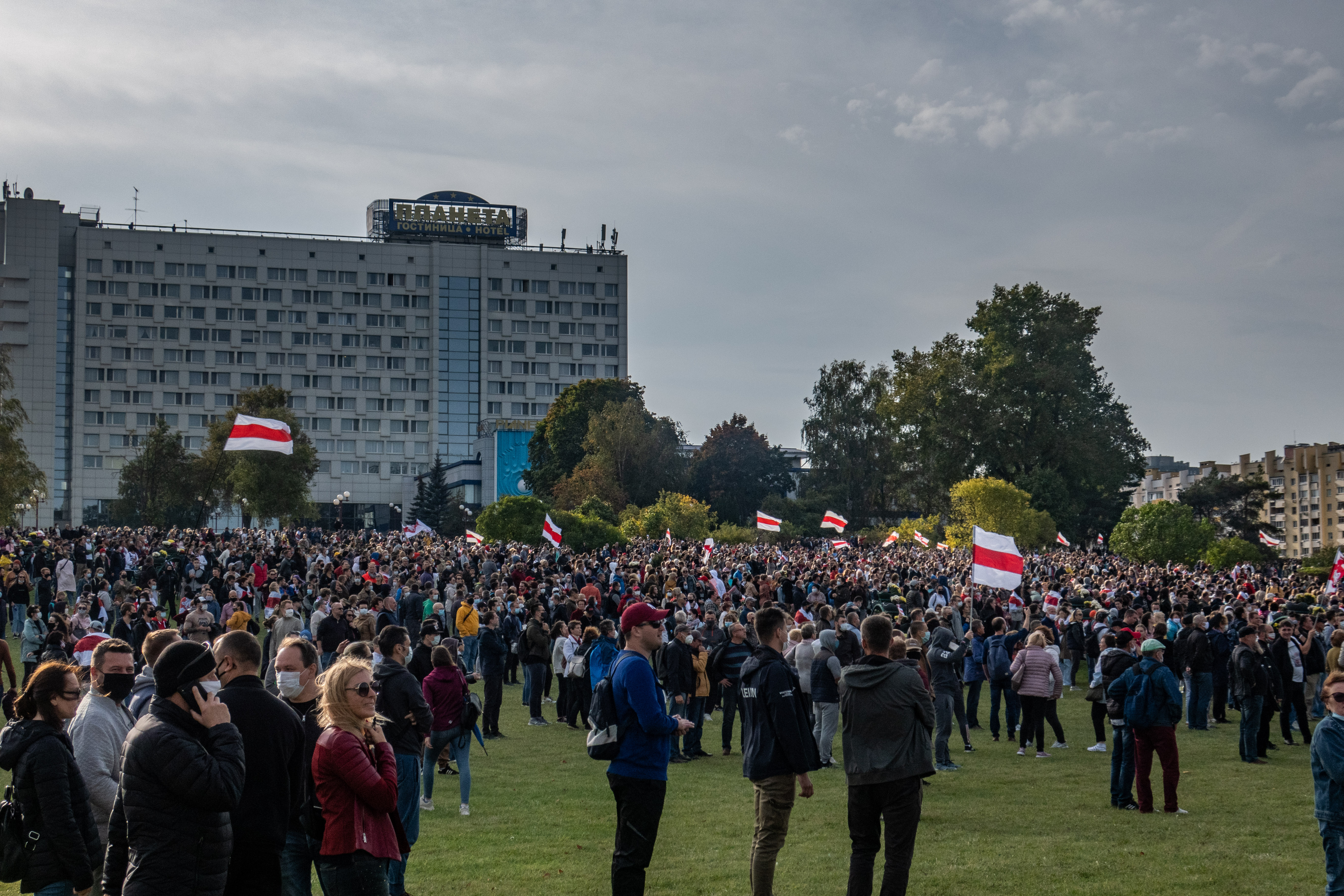
Акция протеста в Минске 4 октября, район стелы «Минск — город-герой»

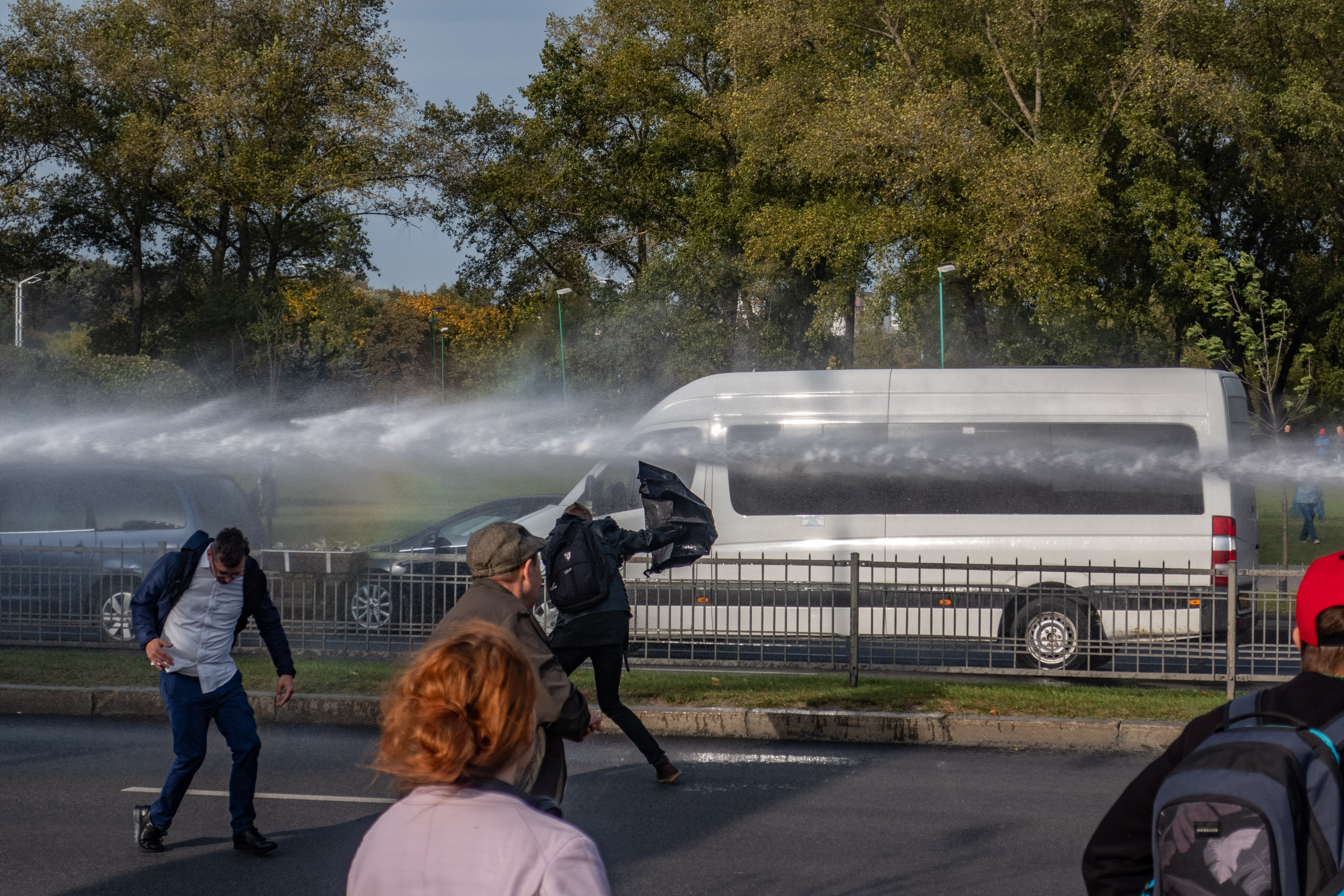
Струя водомёта, направленная против протестующих, проспект Победителей

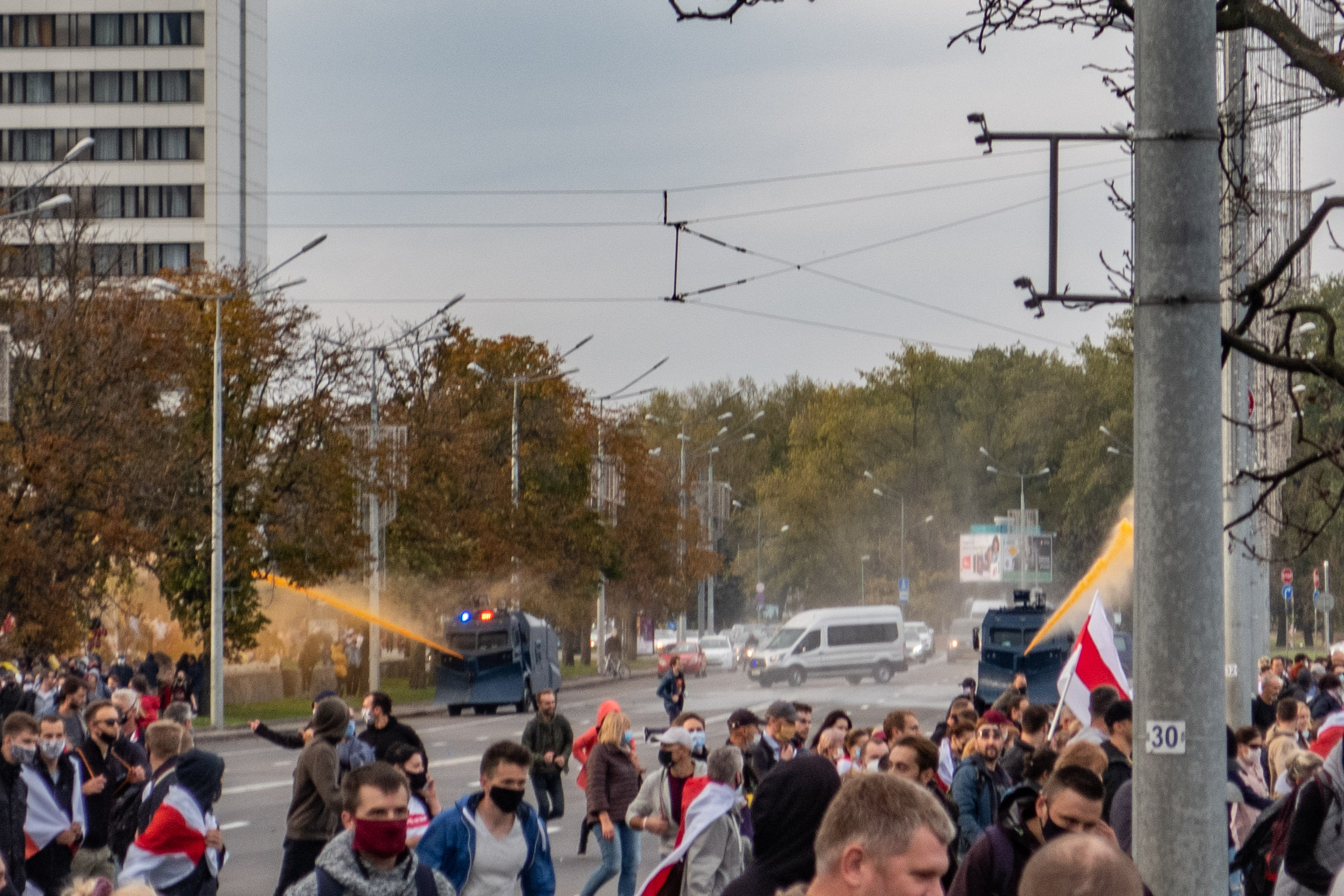
Водомёты поливают протестующих оранжевой водой с целью их идентификации и последующего задержания, проспект Победителей

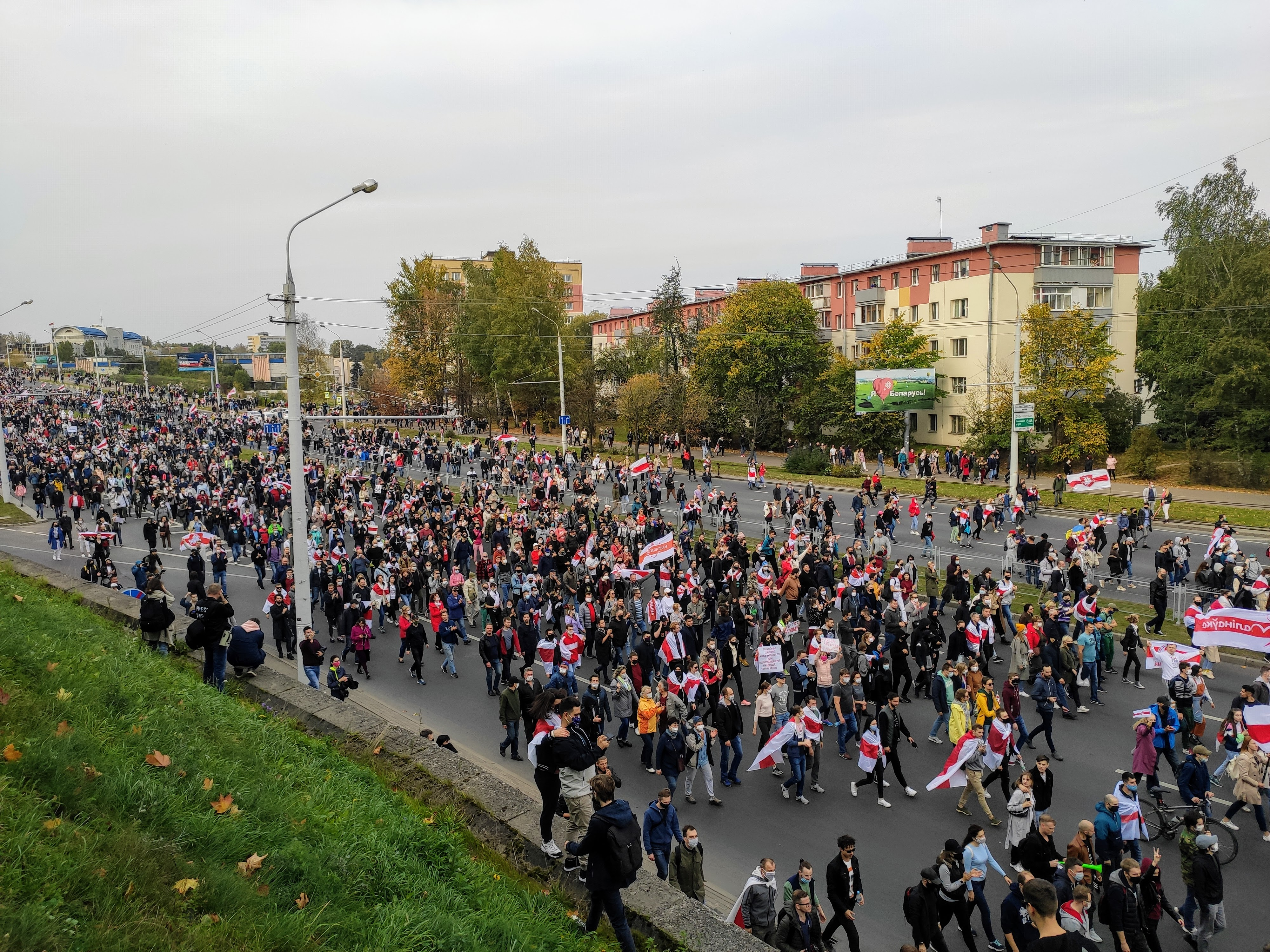
Протестующие на проспекте Жукова, недалеко от изолятора на Окрестина

В преддверии воскресных акций в Беларуси были лишены аккредитации все журналисты иностранных СМИ. Министерство иностранных дел сообщило, что все журналисты должны пройти переаккредитацию.
4 октября в Минске и других городах прошла протестная акция «Марш освобождения политзаключённых». В центре города были закрыты станции метро, отключён мобильный интернет, закрыто большое количество торговых и общественных заведений. Главные площади, проспекты и улицы были заранее перекрыты. Все силы правоохранительных органов были стянуты к предполагаемому месту сбора протестующих — в районе улицы Немиги и проспекта Победителей.
К 15:00 наибольшее число протестующих было отмечено у гостиницы «Планета» и на проспекте Машерова со стороны улицы Тимирязева. Силовики попытались помешать объединению двух групп протестующих, выставив кордон на проспекте Машерова. Для разгона людей использовались водомёты. Сотрудники силовых органов блокировали продвижение протестующих и проводили задержания. В результате колонна растянулась на 6 км. Часть протестующих направилась к ИВС в 1-м пер. Окрестина, где в августе особо жестокому обращению подверглись участники первых протестных акций в августе. Протестующие обклеили стены и двери изолятора листовками и плакатами с фотографиями задержанных и убитых, а также изображениями бело-красно-белого флага. Примерно в 18:40 практически все участники акции разошлись. По оценке «МБХ медиа», на улицы Минска в этот день вышло более 100 тыс. человек. Протестные акции прошли во многих других городах. По данным правозащитного центра «Весна», было задержано более 250 человек. По данным МВД Республики Беларусь, «за участие в несанкционированных массовых мероприятиях» были задержаны 317 человек.

### 5—11 октября
В течение недели в Минске и других городах проходили различные акции солидарности, традиционные еженедельные акции пенсионеров, студентов, инвалидов, женщин, вечерние «дворовые» акции. В среду прошла традиционная протестная акция — девушки в белой и красной одежде с бело-красными зонтами гуляют по проспекту Независимости.
Исследовательская группа по изучению текущих протестов в стране выпустила первую аналитическую статью «Арифметика научного протеста», авторы которой выделили ряд характерных особенностей, отличающие нынешние протесты от имевших место ранее. Во-первых, на смену традиционным митингам на площадях пришли иные формы выражения несогласия, такие как цепи солидарности, марши, вывешивания флагов, собрания дворами, забастовки, протесты профессиональных сообществ, осуждение насилия со стороны действующих чиновников и представителей силовых структур. Во-вторых, у массовых протестов нет фактического лидера. В-третьих, образовались крупные волонтёрские инициативы, такие как «Голос», «Честные люди» и «Зубр». В-четвёртых, самым популярным и стабильным средством коммуникации, координации и информирования стал мессенджер Telegram.
Более 800 музыкантов, художников, актёров, преподавателей, режиссёров, писателей и других деятелей и активистов подписали открытое письмо с требованием пересмотреть результаты президентских выборов, прекратить насилие, отменить чёрные списки и прекратить давление на деятелей культуры, несогласных с политикой режима Лукашенко.
Бывший ректор Гродненского медицинского университета Виктор Снежицкий сложил с себя полномочия сенатора Совета Республики «по состоянию здоровья». Ранее на своей странице в Facebook он осудил насилие со стороны силовиков. Он написал: «Дорогие друзья! Поддерживаю своих коллег-медиков и всех, протестующих против насилия и задержаний. Кадры, свидетельствующие о жестоких избиениях демонстрантов, — шокируют. Только народ Беларуси, его воля определит, как нам жить дальше».
Был создан и начал свою работу Белорусский фонд культурной солидарности. Основная цель фонда — оказание юридической, материальной и психологической помощи представителям культурного сообщества Беларуси, которые активно выражают свою гражданскую позицию.
Румыния стала девятой страной, которая отозвала своего посла из Беларуси. Ранее это же сделали Болгария, Германия, Латвия, Литва, Польша, Словакия, Чехия и Эстония. Своего посла отозвала и Великобритания. В Минске остались послы только двух стран-членов Евросоюза — Австрии и Италии.
Александр Лукашенко, приехавший 10 октября в СИЗО КГБ, встретился с задержанными Виктором Бабарико и членами «Координационного совета», обсудив с ними «изменения в Конституции Беларуси». Встреча продолжалась 4,5 часа. На встрече присутствовал Сергей Тихановский. Мария Колесникова утверждает, что отказалась от участия во встрече. Через адвокатов Виктора Бабарико стало известно, что никаких договорённостей в ходе встречи не было достигнуто. 22 октября стало известно, что на встрече присутствовал и младший сын Лукашенко — Николай.
После встречи Сергею Тихановскому позволили позвонить жене Светлане, впервые после ареста.
В субботу прошла женская протестная акция «Женский демарш против политических репрессий». Протестующие вновь передвигались поодиночке и небольшими группами вдоль всего проспекта Независимости (Минск). Акция длилась примерно три часа. Участники акции в руках несли цветы, обвязанные красными и/или белыми лентами. Некоторые из них были в одежде красно-белой расцветки либо с красно-белыми зонтами.
В воскресенье в Минске и других городах страны прошла многочасовая протестная акция «Марш гордости», в которой приняло участие более 100 тыс. человек. В центре города были закрыты станции метро, отключён мобильный интернет, закрыто «по техническим причинам» большое количество торговых и общественных заведений.
Силовые органы придерживались той же тактики, что и в предыдущее воскресенье, сразу же приступив к задержаниям участников акции и журналистов. В общей сложности было задержано более тридцати сотрудников СМИ. Для разгона протестующих применялись дубинки, светошумовые гранаты и газ. Продвижение колонны блокировалось в нескольких местах кордонами правоохранительных органов и водомётами. Вечером в ответ на призывы в социальных сетях многие опять вышли на улицы. Протестующие выходили на проезжую часть и перекрывали дороги. Между силовиками и протестующими происходили стычки. В разных районах звучали выстрелы и взрывы. Происходили точечные задержания.
Протестные акции, сопровождавшиеся задержаниями, прошли и в других городах. По данным правозащитного центра «Весна», всего было задержано более 600 человек. Среди задержанных — брат Дарьи Домрачевой — архитектор Никита Домрачев, которому при задержании разбили голову, известный челюстно-лицевой хирург Андрей Любецкий, капитан сборной Беларуси по регби Мария Шакуро, почти вся семья бывшего руководителя Национального агентства по туризму Григория Померанцева. Сам Григорий Померанцев получил 13 суток административного ареста.
По данным МВД Республики Беларусь за 11 октября, «за участие в несанкционированных массовых мероприятиях» были задержаны 713 человек.

### 12—18 октября
В понедельник в Минске состоялся традиционный марш пенсионеров. Несколько сот человек прошли по проспекту Независимости. В ходе возникшей стычки неизвестные в балаклавах применили спецсредства — светошумовые патроны, слезоточивый газ и перцовый газ из баллончиков. Вечером в ответ на призывы в соцсетях в различных районах Минска были проведены акции протеста в знак солидарности с пенсионерами. Протестующие выходили на проезжую часть и перекрывали движение, что привело к стычкам с силовиками, в ходе которых против протестующих применялись спецсредства. По всему городу проводились задержания.
По данным МВД Республики Беларусь за 12 октября, «за участие в несанкционированных массовых мероприятиях» были задержаны и водворены в места содержания 186 человек.
13 октября Светлана Тихановская в своём телеграм-канале объявила Лукашенко «Народный ультиматум»: если в течение 13 дней не будут выполнены три главных требования (отставка Лукашенко, прекращение насилия на улицах, освобождение всех политзаключённых), то 26 октября будет объявлена общенациональная забастовка.
Трёхкратный призёр Олимпийских игр Александра Герасименя, переехавшая в Вильнюс, возглавила Белорусский фонд спортивной солидарности. «Нашей главной задачей станет финансовая, психологическая, организационная и любая другая помощь белорусским спортсменам, которые пострадали от действий режима», — заявила спортсменка.
14 октября в Минске прошла протестная акция женщин, приуроченная к Дню матери («Марш матерей»).
15 октября в Минске состоялось шествие людей с ограниченными возможностями.
Генеральный прокурор Андрей Швед сообщил, что с 9 августа в стране было возбуждено более 400 уголовных дел за нарушение общественного порядка. При этом экспертам ООН известно о 450 задокументированных случаях пыток и жестокого обращения с людьми, задержанными в Беларуси в ходе протестных акций после 9 августа. Ни одного уголовного дела по этим фактам возбуждено не было.
12 октября первый заместитель министра внутренних дел Беларуси полковник Геннадий Казакевич заявил, что протесты в Минске стали «крайне радикальными», в связи с чем в случае необходимости против протестующих будут применены спецсредства и боевое оружие. По словам Казакевича, о радикализации протестов свидетельствуют акции, прошедшие в Минске 11 октября: «Ещё днём и вечером это были летящие камни, бутылки, ножи и заточки, а уже к ночи — баррикады и горящие покрышки», — сказал Казакевич, отметив, что «ничего общего с гражданским протестом это не имеет».
16 октября начальник ГУВД Мингорисполкома Иван Кубраков в эфире телеканала ОНТ предупредил, что сотрудники правоохранительных органов Минска на несанкционированных акциях протеста в качестве крайней меры готовы применять табельное оружие, «если невозможно выполнить поставленную задачу или защитить наших граждан, в том числе и сотрудников МВД, другим способом». По его словам, 152 сотрудника правоохранительных органов признаны потерпевшими по уголовным делам об угрозах физического насилия в их отношении и в отношении их семей. 45 сотрудников получили травмы, в том числе переломы, ушибы и сотрясения.
Начальник Главного управления по борьбе с организованной преступностью и коррупцией МВД Николай Карпенков заявил, что милиция готова применить огнестрельное оружие против тех, кто «поднимет руку с заточкой» на сотрудника правоохранительных органов: «Не дадим им разрушить страну. Мы, конечно, гуманно применим оружие по отношению к ним, в том числе и огнестрельное, и самых опасных острокопытных мы с улиц уберём», — заявил он.
Медицинские работники записали видеообращение, потребовав, в частности, «не допустить использования боевого оружия против людей, высказывающих свой гарантированный Конституцией гражданский протест».
16 октября в Минске и других городах страны прошли традиционные акции солидарности и протеста, участники которых, в частности, пытались блокировать движение автотранспорта. Прошла традиционная протестная акция «Я гуляю». Девушки у станции метро «Пушкинская» возложили цветы у стихийного мемориала на месте гибели Александра Тарайковского.
17 октября в Минске прошли шествия женщин и студентов. По данным правозащитного центра «Весна», в Минске было задержано более 50 человек. По данным МВД Республики Беларусь за 17 октября, «за участие в несанкционированных массовых мероприятиях» были задержаны и водворены в места содержания 58 человек, из них 43 человека были задержаны на студенческом марше в Минске.

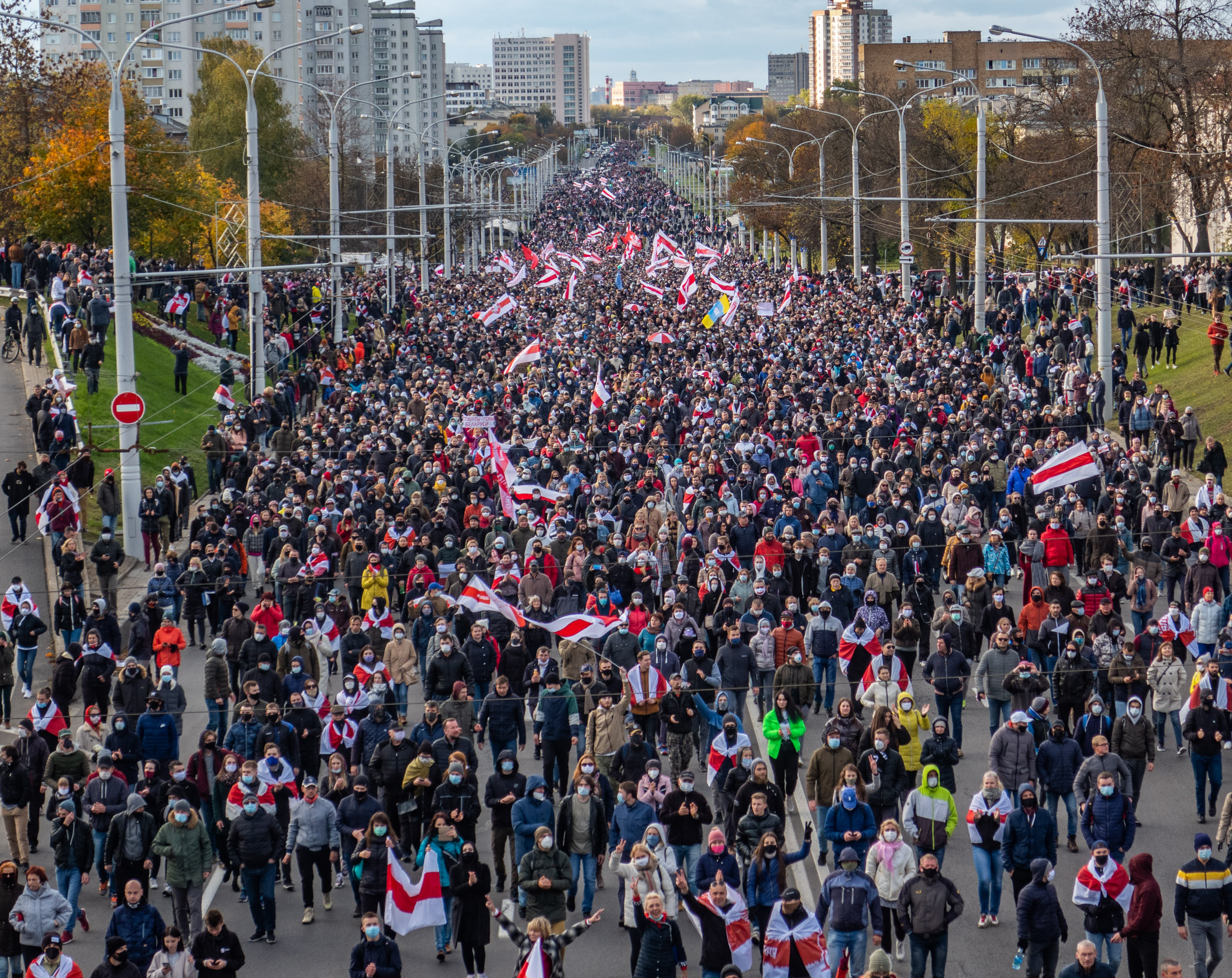
«Партизанский марш» в Минске 18 октября. Партизанский проспект, район ст. м. Партизанская

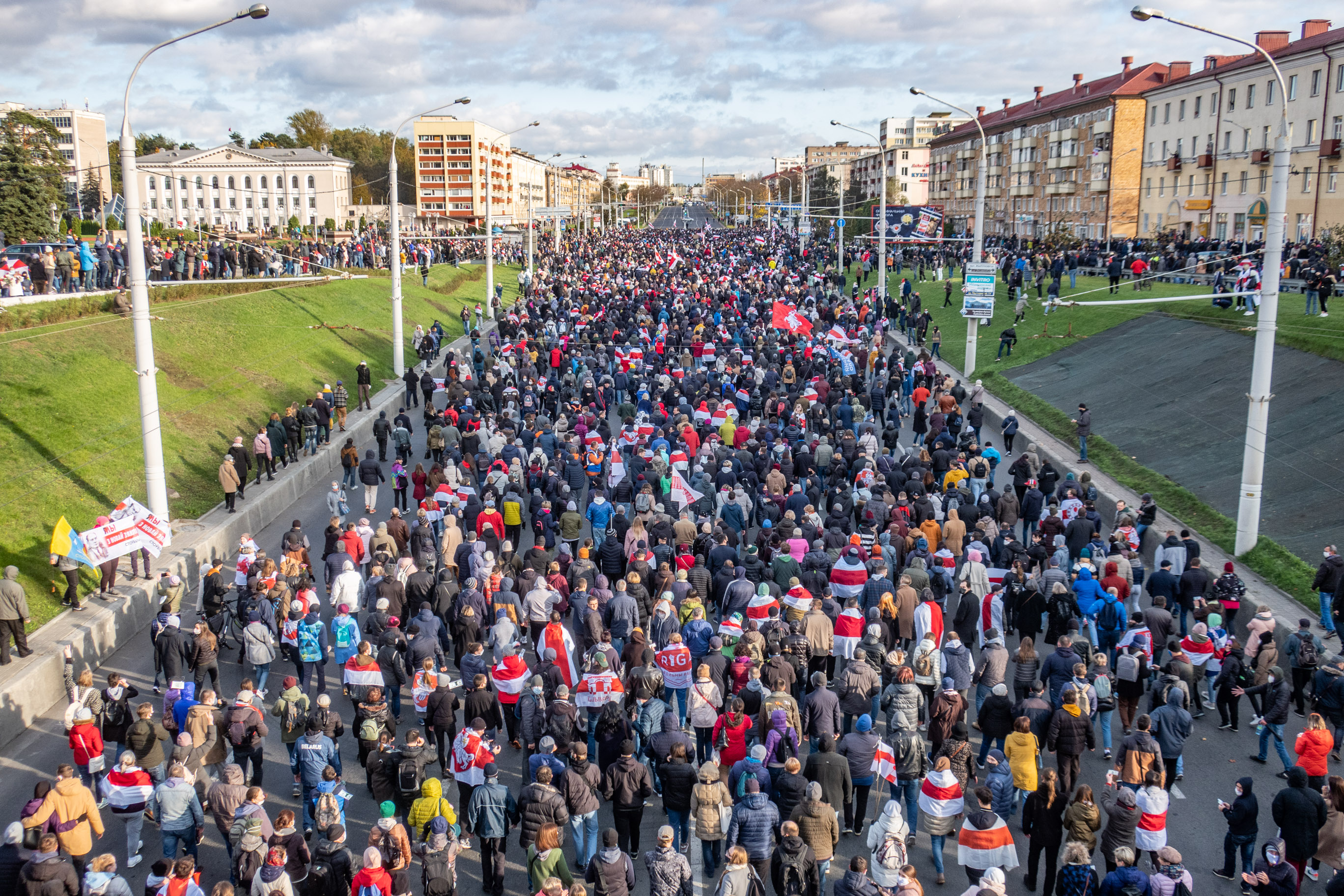
«Партизанский марш» в Минске 18 октября

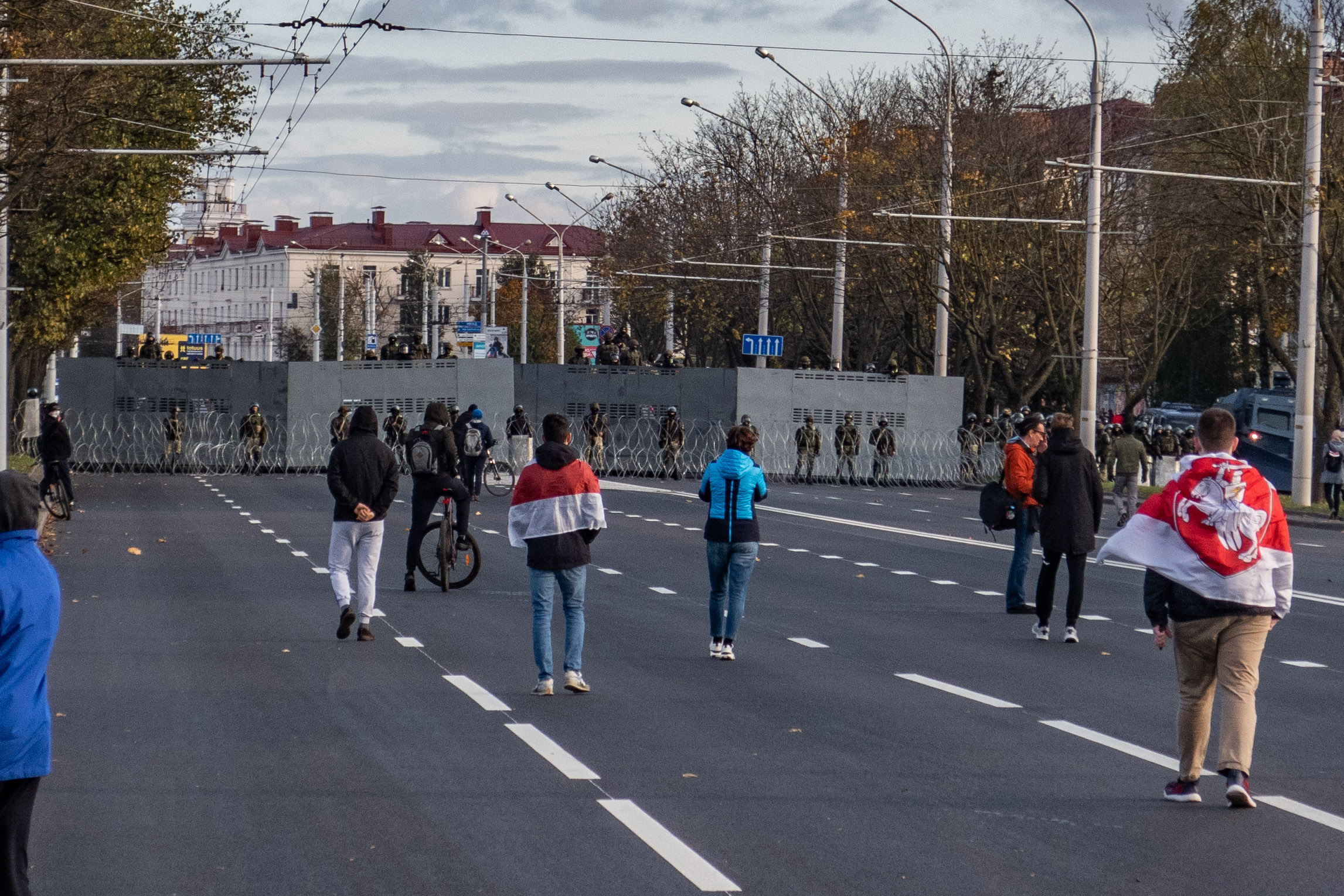
Перекрытие Партизанского проспекта внутренними войсками во время «Партизанского марша» в Минске 18 октября

18 октября в Минске и других городах страны прошла протестная акция «Партизанский марш». С самого утра в Минск была стянута военная и специальная техника. Главные площади, проспекты и улицы были заранее перекрыты. Протестующие на этот раз собирались у начала Партизанского проспекта. В центре города были закрыты девять станций метро, отключён мобильный Интернет, закрыты «по техническим причинам» ТЦ «Замок» и ТРЦ «Galleria Minsk».
В связи с тем, что протестующие вышли на проезжую часть Партизанского проспекта и двинулись к станции метро «Автозаводская», сотрудники ГАИ были вынуждены перекрыть для движения автомобилей Партизанский проспект и Могилёвское шоссе, что привело к огромной пробке на въезде в город. По мере движения колонны количество участников продолжало расти. В районе рынка «Тутэйшы» колонна была блокирована и была вынуждена развернуться в обратном направлении. В дальнейшем для блокирования колонны правоохранительные органы использовали мобильные группы на микроавтобусах.
Акции протеста также прошли в других городах Беларуси.
По данным правозащитного центра «Весна», на акциях протеста по всей стране задержали более 250 человек. По официальным данным МВД Республики Беларусь за 18 октября, «за участие в несанкционированных массовых мероприятиях» были задержаны 280 человек.

### 19—25 октября
В течение недели в Минске и регионах прошли традиционные протестные акции пенсионеров, людей с ограниченными возможностями, протестная акция «Я гуляю», в рамках которой девушки в одежде бело-красных цветов и с бело-красными зонтиками прогуливаются по разным улицам столицы. В субботу в Минске прошёл очередной женский марш. По данным правозащитного центра «Весна», не менее 14 участниц марша были задержаны. Женские протестные акции в субботу прошли в Гродно и других городах.
В Минске и регионах проводились различные акции солидарности, в ряде вузов прошли студенческие акции протеста. Каждый вечер в Минске и других городах страны проходили «дворовые» протестные акции.
Продолжился набор подписей под открытым письмом врачей с требованием прекратить насилие со стороны силовых органов, освободить политзаключённых и признать выборы недействительными. 24 октября медицинские работники страны записали обращение в поддержку «Народного ультиматума» и национальной забастовки. Также с видеообращением против насилия, беззакония, лжи, задержаний, запугиваний со стороны властей выступили работники отрасли связи, информационных технологий и ИКТ.
Президент Лукашенко назначил новых ректоров в трёх вузах: МГЛУ, БГУКИ и БрГТУ. Эти назначения вызвали протесты студентов. На встрече с ними Лукашенко заявил, что не держится за власть «посиневшими руками», а беспокоится за будущее страны и граждан Беларуси, если он покинет свой пост: «Вопрос не во мне. Вопрос в вас: что будет с вами без меня. Может быть, я уж слишком свою роль тут переоцениваю, но я всегда смотрю <…> на вас. Вам жить в этой стране. А что будет? Вы что, думаете, они нас, вас пожалеют <…>, вы видели их? Они пожалеют? Да порвут на куски», — заявил белорусский лидер. Отвечая на это заявление, член президиума «Координационного совета белорусской оппозиции» Павел Латушко заверил, что белорусская оппозиция не собирается «рвать на куски» действующего президента Александра Лукашенко, а напротив, будет строго соблюдать законы. По его словам, в случае победы оппозиции к власти придут люди, «которые будут очень строго и чётко соблюдать Конституцию, избирательное и уголовное законодательство, административный кодекс страны и все другие законодательные акты».
Из СИЗО был освобождён политтехнолог Виталий Шкляров, один из участников встречи с Александром Лукашенко в СИЗО КГБ. Шкляров был задержан в июле 2020 года, ему было предъявлено обвинение в организации и подготовке действий, грубо нарушающих общественный порядок («дело Тихановского»). Затем стало известно, что на свободе оказалась и член президиума КС Лилия Власова. До них были освобождены адвокат Марии Колесниковой Илья Салей (под домашний арест), бизнесмен Юрий Воскресенский (под домашний арест) и директор ИТ-компании PandaDoc Дмитрий Рабцевич (под подписку о невыезде).
Глава Ленинского РУВД Минска Виталий Капилевич на встрече с жителями района сообщил, что в Следственный комитет уже подано 1800 заявлений по поводу применения насилия к задержанным во время протестов.
Белорусские правозащитники признали политзаключёнными ещё 9 человек, обвинённых по статьям о «массовых беспорядках» и о «групповых действиях, грубо нарушающих общественный порядок». В итоге общее количество политзаключённых достигло 102 человек.
Начальник Департамента по гражданству и миграции МВД Алексей Бегун сообщил, что с начала осени в Польшу выехало около 10 тыс. белорусов, на Украину — 3 тыс., в Литву и Латвию — не более 500.
Власти отменили проведение митингов в поддержку Лукашенко, планировавшихся на 24-25 октября. Организаторами мероприятий были заявлены Федерация профсоюзов Беларуси и другие общественные организации.

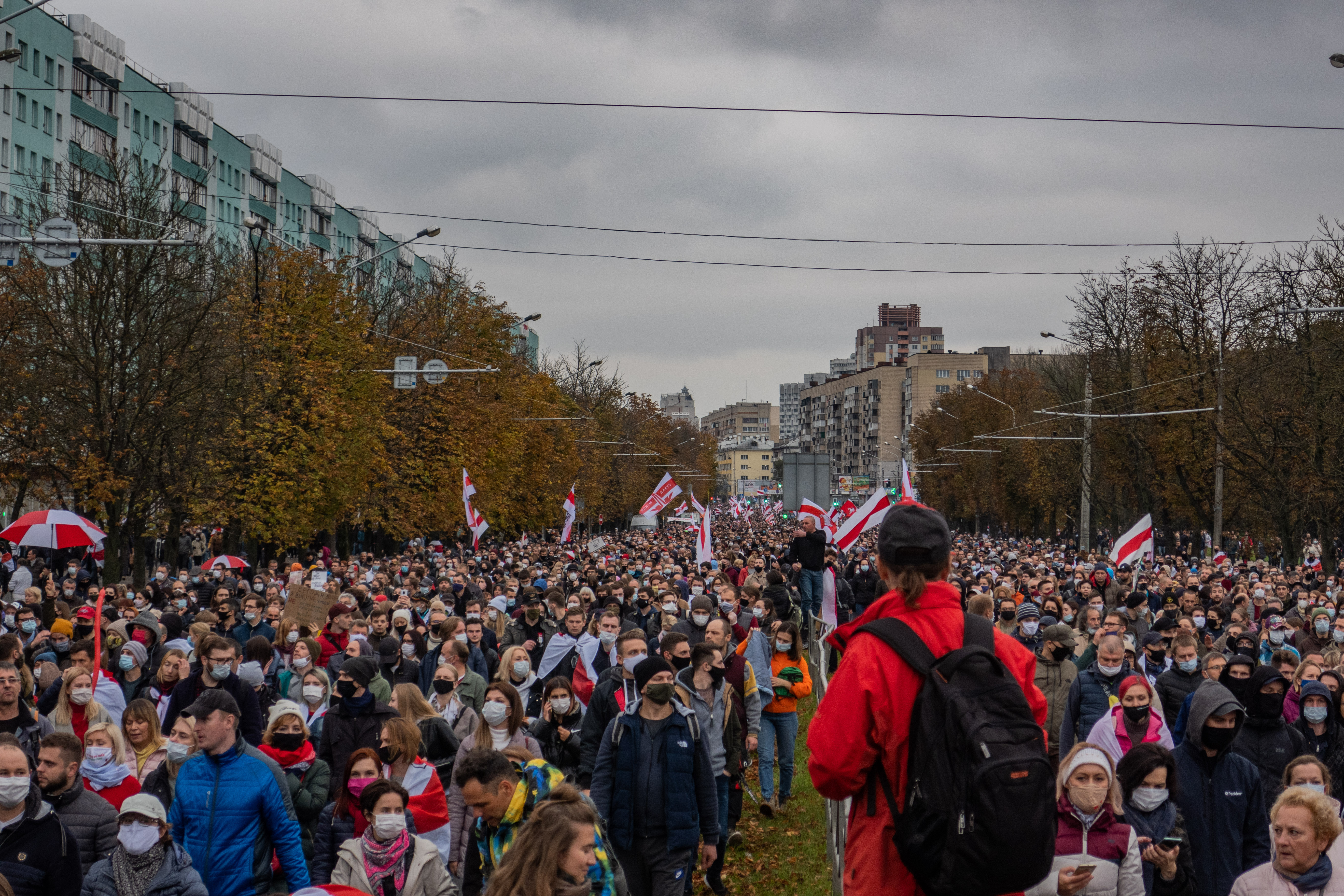
Протестный марш 25 октября на улице Максима Богдановича в Минске

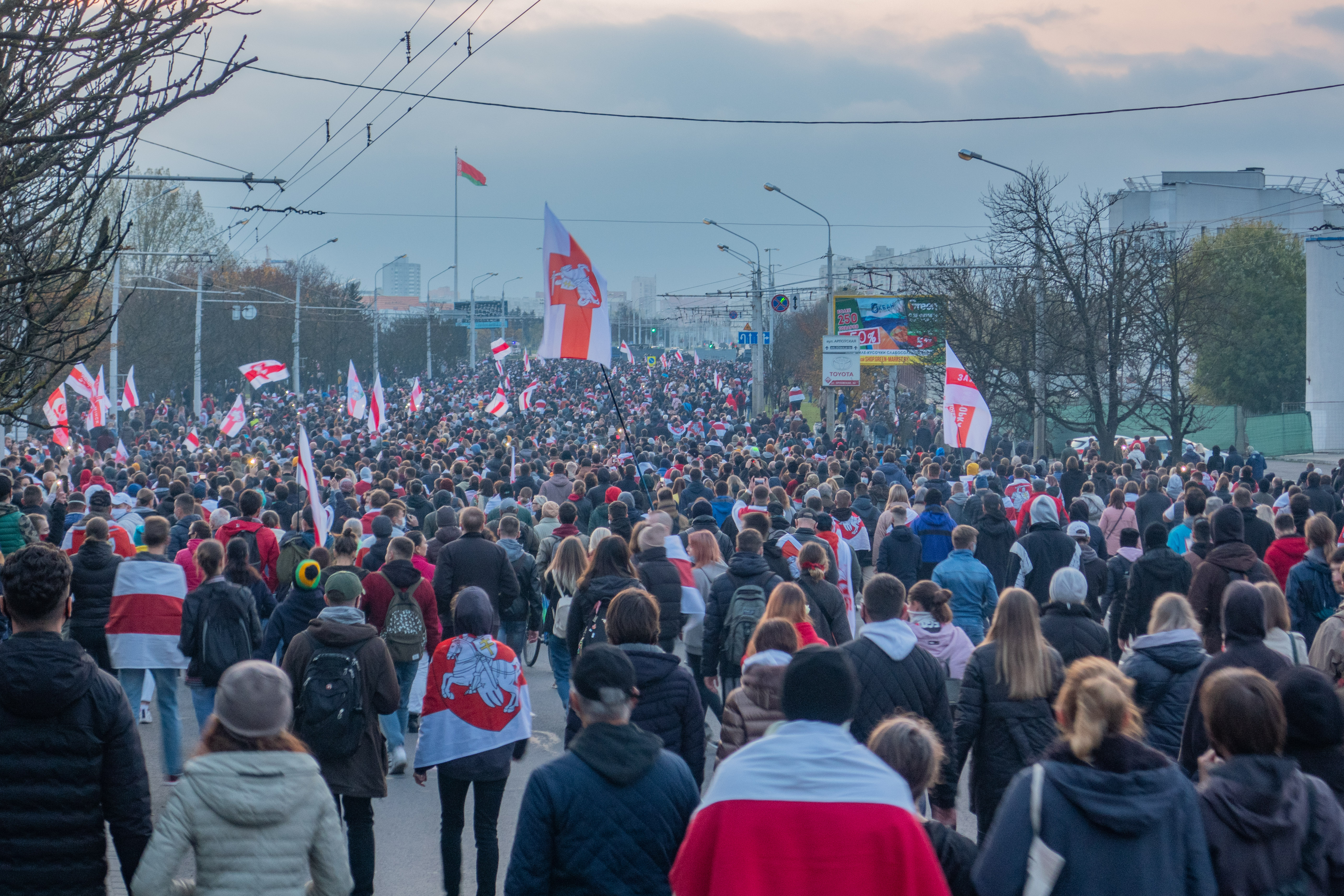
Протестный марш 25 октября на Орловской улице в Минске

25 октября в Беларуси прошли акции протеста под общим названием «Народный ультиматум», приуроченные к последнему дню срока ультиматума, выдвинутого Светланой Тихановской президенту Александру Лукашенко. Всего на минских протестах было задержано, по данным правозащитников, более 200 человек. Помимо Минска задержания прошли в Гродно, Речице, Пинске, Бресте, Гомеле, Могилёве и других городах.
С самого утра в Минск была стянута военная и специальная техника. Главные площади, проспекты и улицы были заранее перекрыты. В полдень был отключён мобильный интернет, закрылись 12 станций метро.
Как заявил начальник ГУВД Мингорисполкома Иван Кубраков, протестующие попытались занять центр города — «проспект Независимости со всеми его площадями», однако им не удалось это сделать, так как правоохранители держали всё под контролем и в нескольких местах блокировали продвижение протестующих, применяя в случае необходимости спецсредства. По словам Кубракова, участники акций протеста при попытке прорваться к площади Государственного Флага начали вести себя агрессивно и забрасывать силовиков камнями, а затем забросали камнями административные здания, напали на Центральное РУВД Минска и пытались повредить служебный транспорт органов внутренних дел.
По различным оценкам, в минских акциях протеста приняло участие от 100 до 300 тыс. человек.
Акции протеста также прошли во всех областных центрах и крупных городах. В Гродно и Лиде против протестующих применили слезоточивый газ. Акции солидарности с белорусами прошли в разных городах мира — Берлине, Варшаве, Киеве, Лос-Анджелесе, Милане, Москве, Осло, Риге, Санкт-Петербурге, Таллине и др.

### 26—31 октября

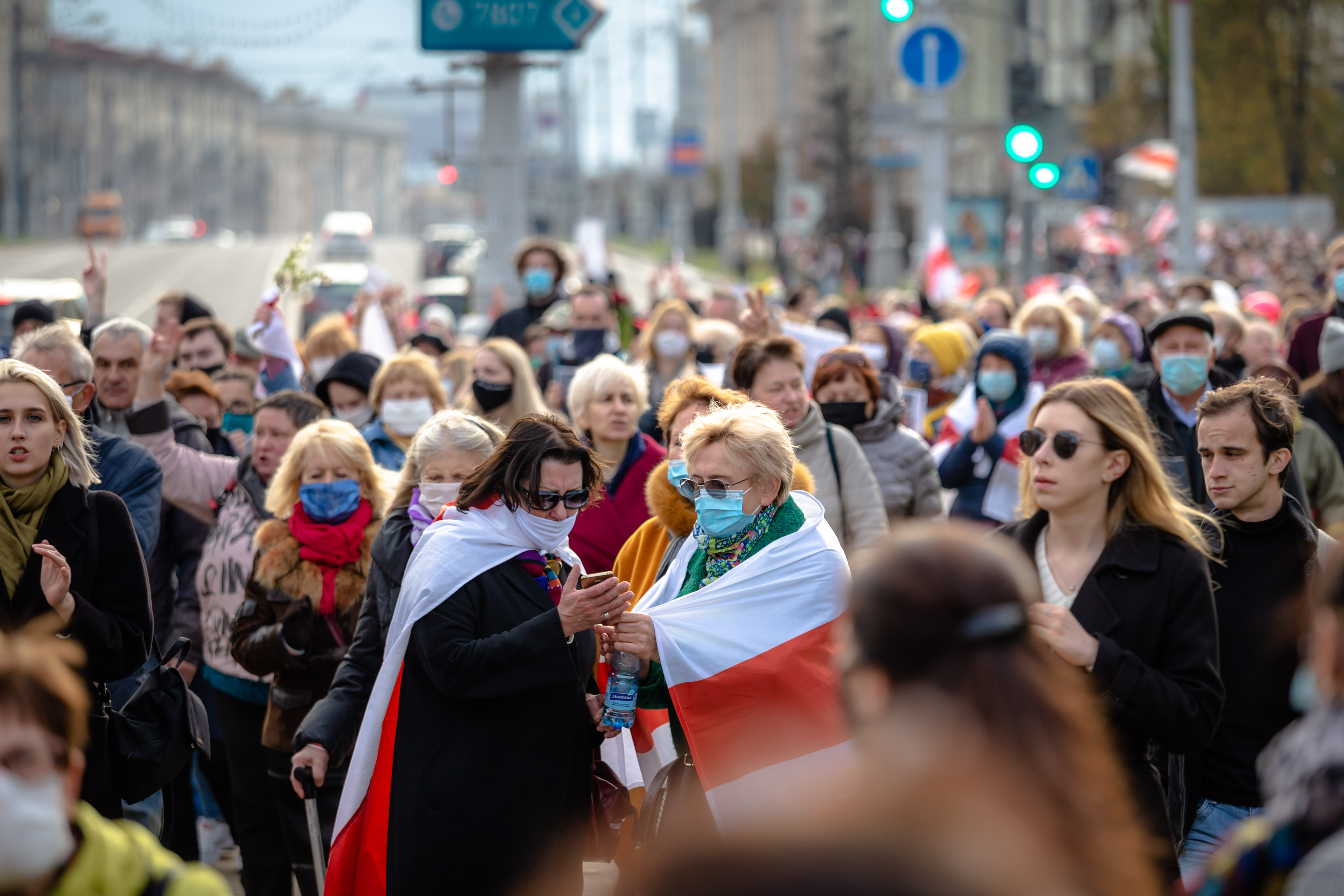
Протесты в Минске 26 октября

26 октября в Беларуси, по замыслу оппозиции, должен был стать первым днём общенациональной забастовки, поскольку белорусские власти не приняли требования «Народного ультиматума» Тихановской. Акция, однако, не получила задуманного размаха, работа крупных предприятий нарушена не была.
Уже 25 октября некоторые частные компании (в сфере торговли и услуг) объявили, что не будут работать в понедельник. В основном это касалось Минска, но поступали сообщения и из некоторых других городов.
С раннего утра в Минске протестующие выстраивались в цепи солидарности и блокировали отдельные участки дорог. С появлением сотрудников правоохранительных органов протестующие разбегались, кого-то задерживали, но через некоторое время люди собирались снова. В районе Парка высоких технологий около тысячи протестующих были разогнаны с помощью спецсредств, около 10 человек было задержано.
С утра в белорусских оппозиционных Telegram-каналах распространялись видео бастующих с крупнейших предприятий в стране — «Гродно Азота», Минского тракторного завода (МТЗ), Минского завода колёсных тягачей (МЗКТ), Минского электротехнического завода (МЭТЗ) и других. Рабочие устраивали шествия на территориях своих предприятий, некоторые протестовали у проходных, часть сотрудников не вышла на работу. Однако к концу дня выяснилось, что производство не было остановлено ни на одном из предприятий — это подтверждают как официальные представители, так и сами бастующие.
Активнее всех на призыв Тихановской откликнулись сотрудники «Гродно Азота». По официальным данным, всего на «Гродно Азоте» трудится около 7 тыс. человек. Утром около сотни рабочих собрались у проходной, но их разогнали силовики, причём около 30 человек были задержаны. В знак протеста против задержаний коллег днём не произошла пересменка в двух цехах непрерывного технологического цикла, но ночная смена продолжила работать сверхурочно, а место забастовавших рабочих заняли инженеры и технологи.
На МЗКТ в акции протеста сначала принимали участие 60 человек, но и они вскоре разошлись. На акции протеста выходили работники МТЗ, «Атланта», «Белкоммунмаша», Минского электротехнического завода и некоторых других предприятий. Министерство промышленности Беларуси сообщило, что «Беларуськалий», «Нафтан», БелАЗ, Минский автомобильный завод продолжили работу в обычном режиме.
В Минске на протесты вышли студенты нескольких факультетов БГУ, БГПУ, МГЛУ, БГУИР, БНТУ, БГЭУ, БГТУ, БГМУ, Академии искусств, Университета культуры и некоторых других учебных заведений. Бастовали студенты и в других городах. К протестам присоединились учащиеся нескольких гимназий.
Днём в Минске прошла очередная протестная акция пенсионеров. Пенсионеры собрались на площади Независимости у Красного костёла. На этот раз к ним присоединились врачи и студенты. Общая колонна насчитывала около 8 тыс. человек.
Вечером протесты продолжались как в центре Минска, так и в спальных районах. В течение дня проводились задержания протестующих. По данным правозащитного центра «Весна», по всей стране было задержано около 400 человек. По официальным данным МВД Республики Беларусь за 26 октября, «за участие в несанкционированных массовых мероприятиях» был задержан 581 человек, в том числе в Минске — 486.
В течение последовавшей недели в разных районах Минска и других городов проводились акции солидарности, сопровождавшиеся задержаниями. В Минске и других городах страны проходили традиционные вечерние «дворовые» протестные акции.
Администрация крупных предприятий (МТЗ, МАЗ, МЗКТ, «Интеграл») усилила давление на работников, пытавшихся организовать забастовки. Всего, по данным Центра помощи бастующим компании «Честные люди», с начала общенациональной забастовки с предприятий было уволено как минимум 85 человек. По данным инициативы BY_help, за последние четыре месяца она выплатила пострадавшим от действий властей белорусам более 3 150 тыс. рублей по 2615 заявкам. В базе ещё около 5000 заявок, а на счетах кампании — около 2,2 миллиона долларов. Инициатива BY_help помогает с оплатой административных штрафов, компенсацией юридических и медицинских расходов.
Пресс-служба концерна «Белнефтехим» распространила заявление гендиректора «Гродно Азот» Игоря Бобыря: «Мы ответственно заявляем, что никакой забастовки нет, стачком — это политизированные самозванцы-подстрекатели, банальная кучка вредителей и саботажников, работников, поддавшихся им, единицы… Поэтому мы прекращаем всякие отношения с ними». По словам гендиректора, руководство предприятия «полностью изолирует все критически важные объекты завода от вредоносного влияния саботажников». С этой целью сформирована первая группа из 40 человек из Гомеля, Могилёва и Новополоцка, которые заменят бастующих работников.
Белорусские власти разрешили покинуть страну политтехнологу Виталию Шклярову, который ранее был задержан по «делу Тихановского». Вопрос об освобождении Шклярова, у которого есть и американский паспорт, 24 октября обсуждали по телефону Александр Лукашенко и госсекретарь США Майк Помпео.
Как заявила 27 октября пресс-секретарь МВД Беларуси Ольга Чемоданова, на железнодорожных путях Беларуси более 20 раз за одни сутки находили металлическую проволоку, с помощью которой неизвестные хотели сорвать график движения поездов и заблокировать железнодорожное сообщение. Как поясняло издание Tut.by со ссылкой на УВД Миноблисполкома, натянутая железная проволока может замкнуть рельсовую цепь. Из-за этого автоматика подаст сигнал, что данный путь занят, хотя на самом деле на нём нет поезда. «Рельсовая война» продолжилась и в последующие дни.
Президент Александр Лукашенко заявил, что Беларусь в ходе продолжающейся кампании протестов столкнулась уже с террористической угрозой: «Как можно оценивать то, что уже вышли на железную дорогу и начинают блокировать автоматику, осуществлять замыкание рельсов. Это может привести к серьёзным авариям на железной дороге», — сказал он. Лукашенко также заявил, что организаторы белорусских протестов «по методичке цветных революций уже прошли семь-восемь этапов». «Осталось совсем немного. Следующий этап — радикализация… Против нас развернули уже не информационную, а террористическую войну по отдельным направлениям. Мы это должны пресечь»
.
Администрации государственных вузов приступили к исполнению указания Александра Лукашенко об отчислении студентов, участвующих в протестных акциях. В БГУИР, МГЛУ, БГМУ, БГАИ, БГУКИ, БрГТУ, БГУ, БГТУ, МИТСО, БНТУ, БГЭУ прошли акции солидарности с отчисленными студентами. Студенты четырёх витебских государственных вузов — ВГУ, ВГТУ, ВГАВМ, ВГМУ — записали обращение к властям и выдвинули политические требования: «прекратить насилие над людьми, мирно выражающими свою гражданскую позицию, и немедленно освободить всех политзаключённых; прекратить политически мотивированное давление на соотечественников, включая студентов; вести диалог гражданскими, а не силовыми методами; привлечь к ответственности всех виновных в избиениях и убийствах мирных граждан; признать итоги выборов президента Республики Беларусь недействительными, провести новые выборы — в соответствии с законодательством и присутствием международных наблюдателей; незамедлительной отставки Александра Лукашенко». Ряд преподавателей Минского лингвистического университета поддержали участие в общенациональной забастовке.
Павел Латушко, член президиума «Координационного совета», вместе с представителями демократических политических сил Беларуси объявил о создании Народного антикризисного управления (НАУ) — органа, который, по его словам, будет обеспечивать начало переговоров и стабильность в стране в процессе перехода власти к демократическим силам. В интервью телеканалу «Дождь» он рассказал о целях и задачах этого органа, призвав к значительному расширению существующего санкционного списка в отношении белорусского руководства и официальных лиц, вплоть до включения в него ректоров вузов, которые «подвергают репрессиям студентов за их гражданскую позицию».
Олимпийская чемпионка по биатлону Надежда Скардино стала 1000-й представительницей спорта, подписавшейся под письмом против насилия и фальсификаций. Спортсмены призывают признать выборы 9 августа недействительными, освободить политзаключённых, остановить насилие, провести расследование действий силовых структур и оказать помощь всем пострадавшим во время акций протестов. Более 3000 медицинских работников страны подписали открытое письмо с требованием прекратить насилие и провести новые выборы.
В лесном урочище Куропаты была проведена акция «Ночь расстрелянных поэтов» в память о более 100 представителях белорусской творческой и научной интеллигенции, а также сотрудниках государственного аппарата, которые были расстреляны в этот день в 1937 году.
31 октября в режиме онлайн прошёл «Всемирный конгресс беларусов», продолжавшийся 26 часов. В частности, перед участниками мероприятия выступила Светлана Тихановская.
В Минске прошли проверки заведений сферы услуг, которые участвовали в забастовке 26 октября. По итогам проверки многие из них были вынуждены прекратить свою деятельность.
29 октября белорусские власти объявили о «временном ограничении въезда» на территорию страны через наземные КПП на границе с Латвией, Литвой, Украиной и Польшей «в связи со сложившейся эпидемической обстановкой в сопредельных странах». Эти меры коснулись в том числе и белорусских граждан. Как отмечает новостной портал Tut.by, в страну впускают только грузовые машины и дипломатический транспорт, при этом из Беларуси выпускают всех желающих. 30 октября Совет министров РБ издал постановление № 624 «О мерах по предотвращению распространения инфекционного заболевания», которым было предписано временно приостановить въезд в Беларусь иностранных граждан и лиц без гражданства через автодорожные пункты пропуска, пункты упрощённого пропуска, пункты пропуска на железнодорожных вокзалах (станциях), пункты пропуска в речных портах.
30 октября президент Лукашенко провёл перестановки в руководстве силовыми органами. МВД Беларуси возглавил Иван Кубраков, ГУВД Минска — Михаил Гриб. Как заявил Лукашенко, «Те, кто сегодня выходит на железную дорогу, те, кто вешает фашистские знамёна на линии электропередач, словом, те, кто пытается разрушить, дестабилизировать инфраструктуру государства, должны знать: с сегодняшнего дня, особенно в квартирах граждан, куда они прячутся, мы в плен никого не берём. Если кто-то прикоснётся к военнослужащему …, он должен уйти оттуда как минимум без рук. Я говорю это публично, чтобы все понимали нашу дальнейшую решительность. Дальше — всё. Нам отступать некуда, и мы отступать не собираемся. Кто готов, будем действовать».
Бывший министр внутренних дел Юрий Караев и его заместитель Александр Барсуков, а также бывший глава КГБ Валерий Вакульчик ранее были назначены на должности помощников президента и инспекторов в Гродненской области, Минске и Брестской области, соответственно. Накануне своей отставки Караев заявил, что в Беларуси идёт война: «Идёт война. Идёт неприкрытое и наглое воздействие, подпитанное безнаказанностью и отсутствием страха. И моя работа состоит прежде всего в том, чтобы до каждого районного милиционера донести, что твоя жизнь зависит от того, насколько ты быстро выхватишь оружие и определишь, что тебя уже убивают, а ты всё ещё пытаешься их уговорить», — сказал он в интервью журналу The World Economy.

## Ноябрь 2020
Протестная активность в Минске сместилась в спальные районы, где каждый вечер проводятся так называемые «дворовые акции». Одним из наиболее известных центров протестной активности стал двор многоэтажных домов по улице Червякова и Сморговскому тракту, получивший название «площадь перемен». На расположенной здесь трансформаторной подстанции появился мурал с портретами диджеев, которые на мероприятии в Киевском сквере поставили песню Виктора Цоя «Перемен!», после чего были задержаны правоохранительными органами. Именно в этом дворе 11 ноября произошло событие, приведшее к новому всплеску протестной активности: в результате конфликта между неизвестными, пытавшимися снять ленты с бело-красно-белой оппозиционной символикой, и местным жителем Романом Бондаренко, который хотел им помешать, мужчина получил травмы и через сутки умер. По указанию властей стихийные мемориалы, возникшие на местах гибели активистов в Минске, были вывезены на городские кладбища.

### Внешнеполитическая ситуация (ноябрь)
В начале ноября постоянные представители стран-членов Евросоюза договорились о новых санкциях в отношении белорусских властей. Бундестаг принял резолюцию о непризнании итогов президентских выборов в Беларуси, призвав к проведению новых выборов при участии наблюдателей ОБСЕ.
В связи с истечением президентского срока Александра Лукашенко в Европарламенте было заявлено, что он утратил свою легитимность.
5 ноября был опубликован доклад ОБСЕ по Беларуси в рамках «Московского механизма человеческого измерения», в котором было заявлено о наличии «неопровержимых доказательств того, что президентские выборы были сфальсифицированы». В докладе, представленном организацией, также было приведено множество случаев нарушения прав человека — запугивания и преследования политических активистов, журналистов, адвокатов и правозащитников, жестокого обращения с протестующими, незаконных арестов и задержаний, сексуального и гендерного насилия, пыток и других видов унижающего достоинство обращения и наказаний. ОБСЕ рекомендовала отменить результаты выборов и назначить новые — с участием международных наблюдателей и «на основе международных стандартов». Миссия ОБСЕ для расследования нарушений в области прав человека и демократии в Беларуси была создана 17 сентября. Докладчик ОБСЕ Вольфганг Бенедек обратился в постоянное представительство Беларуси с просьбой об оказании содействия в осуществлении визита в страну, но получил отказ. В этой связи сведения о нарушениях собирались в онлайн-режиме. Докладчик также использовал материалы, подготовленные правозащитным центром «Весна», Белорусским Хельсинкским комитетом и Белорусской ассоциацией журналистов в партнёрстве с Всемирной организацией против пыток и Международной федерацией за права человека.
Совет ЕС утвердил санкции (запрет на въезд в европейские страны и замораживание активов в европейских банках, если таковые имеются) в отношении президента Беларуси Александра Лукашенко и 14 высокопоставленных чиновников, в том числе помощника президента Виктора Лукашенко, главы Администрации президента Игоря Сергеенко, руководителя КГБ Ивана Тертеля, начальника Следственного комитета Ивана Носкевича, председателя Конституционного суда Петра Миклашевича, главы Оперативно-аналитического центра при Президенте Республики Беларусь Андрея Павлюченко, пресс-секретаря президента Натальи Эйсмонт и других представителей власти. Основаниями послужили «жестокие репрессии со стороны госаппарата перед и после президентских выборов», «аресты и жестокое обращение» с мирными протестующими и журналистами. Решение, как отмечается в заявлении ЕС, было принято «ввиду серьёзности ситуации в Беларуси, принимая во внимание продолжающиеся репрессии против представителей гражданского общества и активистов оппозиции». В сопроводительных комментариях должность Александра Лукашенко указана как «президент Беларуси, контролирующий государственные органы власти».
Санкции против 13 официальных лиц Беларуси вслед за ЕС ввела также Канада.
17 ноября глава МИД Беларуси Владимир Макей сообщил о приостановлении работы координационной группы Беларусь—ЕС, в рамках которой обсуждались различные вопросы взаимодействия, в том числе в сфере защиты прав человека. Беларусь также понизила уровень участия в программе ЕС «Восточное партнёрство» до экспертного.
23 ноября страны Балтии расширили список граждан Беларуси, которым запрещён въезд на их территорию.
26 ноября Европарламент принял «Резолюцию по поводу продолжающегося нарушения прав человека в Беларуси, в частности убийства Романа Бондаренко». Депутаты подтвердили непризнание официальных результатов президентских выборов и призвали провести новые, честные и свободные выборы под наблюдением БДИПЧ ОБСЕ.

### 1—8 ноября

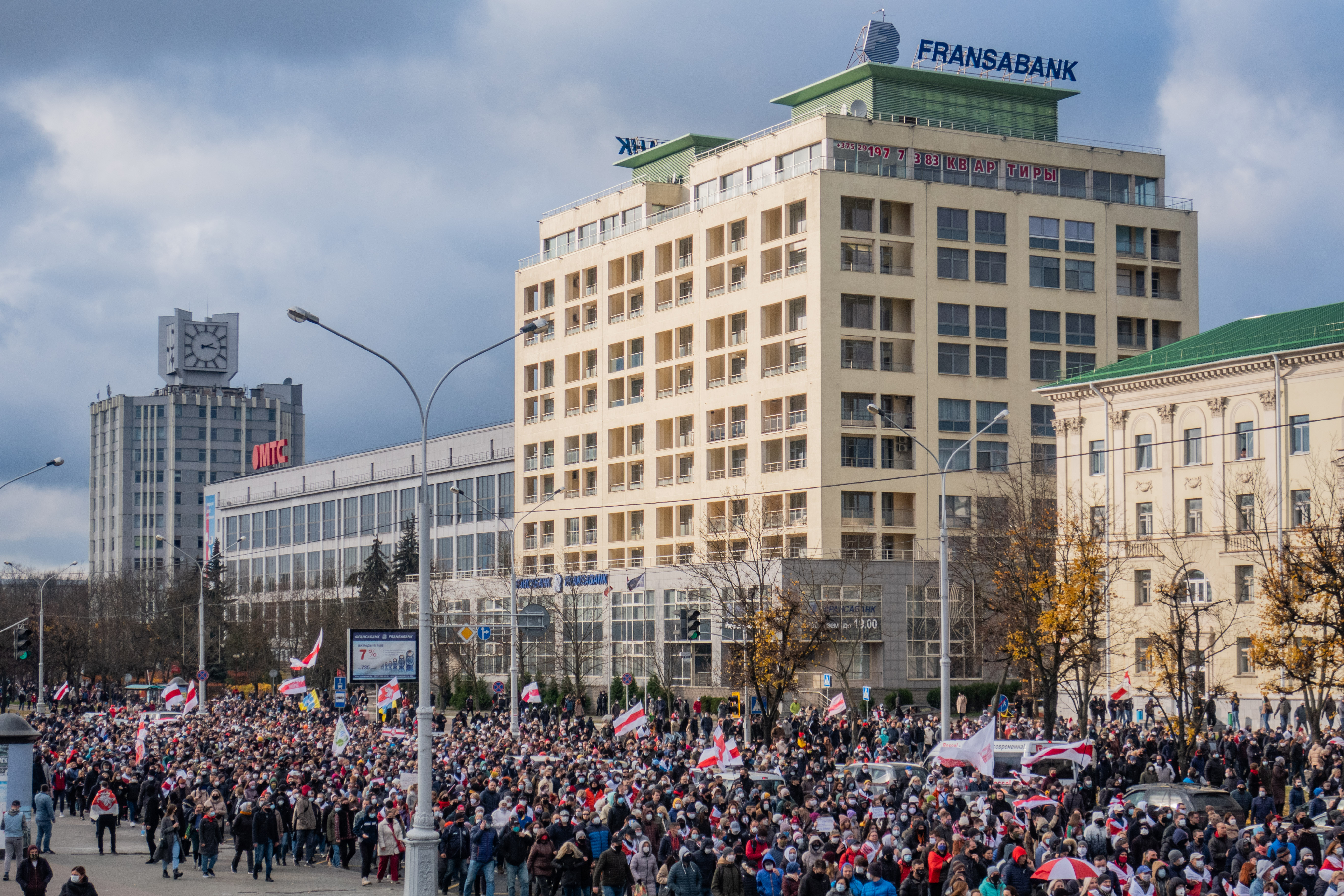
«Марш против террора» в Минске. Протестующие на проспекте Независимости

На 1 ноября оппозиция запланировала новую протестную акцию — «Дзяды. Марш против террора», приуроченную ко дню поминовения предков («Осенние Деды» в белорусской традиции). С 1988 года в этот день в Минске проходит шествие от центра города к урочищу Куропаты — месту массовых захоронений жертв сталинских репрессий. Планировалось, что и на этот раз шествие пройдёт по такому же маршруту. Главной точкой сбора должен был стать парк Челюскинцев. Власти, однако, закрыли главный вход в парк, направив к центру города большое количество военной и специальной техники — автобусы и микроавтобусы, военные грузовики для перевозки людей, автозаки, водомёты, бронетранспортёры. Главные площади, проспекты и улицы были заранее перекрыты, территория рядом со стелой «Минск — город-герой» — обнесена металлическими заграждениями и колючей проволокой. Был отключён мобильный Интернет, закрыты три станции метро — «Академия наук», «Парк Челюскинцев» и «Московская».
Несмотря на все усилия силовых органов, люди продолжали прибывать к станции метро «Парк Челюскинцев». К 14:00 протестующие вышли на проспект Независимости и направились к станции метро «Московская». В нескольких местах вооружённые сотрудники правоохранительных органов блокировали колонну, осуществляли задержания, применяя дубинки и резиновые пули. Протестующие, разбившись на группы, продолжали движение по соседним улицам. В итоге до Куропат дошло несколько тысяч человек. Шествие сопровождалось провокациями и стычками с сотрудниками правоохранительных органов.
Мирные протестные акции 1 ноября состоялись во всех областных центрах и крупных городах.
По предварительным данным правозащитного центра «Весна», на акциях протеста по всей стране было задержано не менее 313 человек, в том числе в Минске — 285. МВД Республики Беларусь точных данных по количеству задержанных не опубликовало. В Минске был задержан член основного состава «Координационного совета» Денис Готто. Также были задержаны несколько журналистов. 2 ноября стало известно, что 231 человек, участвовавший в акциях протеста в Минске 1 ноября, признан подозреваемым в организации или активном участии в действиях, грубо нарушающих общественный порядок. Ранее таких санкций в отношении участников маршей не применялось. Статья УК Беларуси, на которую ссылается Следственный комитет (ч. 1 ст. 342), подразумевает до трёх лет лишения свободы. По сообщению СК, действия протестующих «были сопряжены с явным неповиновением требованиям представителей власти и повлекли нарушение работы транспорта и организаций».
В течение недели на ряде крупных предприятий продолжились попытки организовать забастовки. Администрация Минского электротехнического завода уволила 25 работников, принявших участие в забастовке.
Студенты и преподаватели минских вузов продолжили акции солидарности с отчисленными студентами и уволенными преподавателями, БГАИ. По данным БелаПАН, на 3 ноября из белорусских вузов были отчислены 138 студентов и уволены 15 преподавателей. 6 ноября преподаватели БНТУ обратились к ректору вуза с требованием отменить решение об отчислении 53 студентов, а также исключить в дальнейшем применение этой меры дисциплинарного взыскания «за выражение политической воли и мнения по общественно-политическим вопросам». Такие же требования выдвинули преподаватели и сотрудники БГЭУ.
По предварительным данным правозащитного центра «Весна», на акциях протеста по всей стране и при других обстоятельствах было задержано не менее 30 человек. По официальным данным МВД Республики Беларусь за 2 ноября, «за участие в несанкционированных массовых мероприятиях» в Минске были задержаны 25 человек.
В понедельник в Минске прошла протестная акция пенсионеров, в четверг — акция протеста, в которой приняло участие около 200 людей с ограниченными возможностями, их знакомых и родственников, в субботу — «Марш медиков» и женское шествие «Цветочный демарш справедливости».
Ежедневно в Минске и других городах страны проходили традиционные вечерние «дворовые» протестные акции.
Правоохранительные органы Беларуси задержали в Минске инженера телекоммуникационной компании, который, по версии следствия, за вознаграждение установил и передал для размещения в Telegram-каналах персональные данные 60 человек: сотрудников милиции, руководства Следственного комитета, других государственных органов, а также членов их семей. В отношении задержанного возбуждено уголовное дело по обвинению в пособничестве приготовлению к насилию и угрозе применения насилия в отношении сотрудников органов внутренних дел.
5 ноября ряд Telegram-каналов объявил о подготовке «Марша народовластия» в связи с окончанием срока полномочий Лукашенко.
«Координационный совет оппозиции» инициировал кампанию против Федерации профсоюзов Беларуси (ФПБ), призывая работников выходить из государственных профсоюзов и вступать в независимые профсоюзы.
Светлана Тихановская и Павел Латушко выпустили совместное видеообращение к белорусским военнослужащим, призвав их «не выполнять преступные приказы».
Более 650 деятелей белорусской культуры подписали открытое письмо, в котором потребовали «восстановить в трудовых правах» уволенных из Большого театра артистов.
На фоне продолжающихся протестов в Минске было объявлено о награждении и повышении в звании ряда руководителей силовых ведомств. Звание генерал-лейтенанта получили министр обороны Виктор Хренин, председатель КГБ Иван Тертель и председатель Госпогранкомитета Анатолий Лаппо. Генеральный прокурор Андрей Швед был повышен до государственного советника юстиции второго класса. По словам президента Лукашенко, эти люди «наглядно показали, как нужно служить Отечеству, когда оно в опасности, как надо защищать интересы государства и свой народ». Награды также получили работники предприятий агропромышленного комплекса и сферы обслуживания, учреждений образования, науки и спорта.
Следственный комитет Республики Беларусь сообщил о привлечении к уголовной ответственности создателя Telegram-канала NEXTA Степана Путило и его бывшего главного редактора Романа Протасевича. Их обвиняют в организации массовых беспорядков, экстремизме и возбуждении социальной вражды. Путило и Протасевич объявлены в межгосударственный розыск. Следствие располагает доказательствами того, что в Telegram-каналах проекта размещались призывы к протестам, блокировке дорог, забастовкам. 20 октября Верховный суд Беларуси признал канал Nexta и его логотип экстремистскими. После этого проект провёл ребрендинг и стал именоваться «Нехta Live».
8 ноября в столице и других городах Беларуси прошли протестные акции под общим названием «Марш Народовластия». В столице люди начали собираться у здания ратуши, на площади Свободы и улице Немига, после чего направились к стеле «Минск — город-герой». В связи с акцией в городе временно закрывали центральные станции метро. По данным правозащитного центра «Весна», на акциях протеста, прошедших 8 ноября, было задержано более тысячи человек: подавляющее большинство в Минске, ещё по несколько человек — в Полоцке, Витебске, Солигорске, Гродно и других городах. Среди задержанных — журналисты информационного агентства БелаПАН и «Комсомольской правды в Беларуси», член «Координационного совета оппозиции» Андрей Егоров, а также легкоатлет, олимпийский призёр Андрей Кравченко. Вечером в столице акции протеста продолжились в спальных районах.

### 9—15 ноября
В течение недели в Минске и других городах Беларуси проходили акции солидарности студентов и профессорско-преподавательского состава вузов, медиков, спортсменов, обычных горожан (видеообращения, пикеты, митинги, «цепочки солидарности», перформансы, демонстрация оппозиционной символики, граффити и надписи политического содержания, концерты и выступления артистов во дворах).
В понедельник в Минске состоялся традиционный «Марш мудрости», в котором приняли участие пенсионеры.
В понедельник руководство «Гродно Азота» сообщило об аварийной остановке цеха «Аммиак-4», что привело к остановке ещё одного цеха — «Карбамид-4». Ранее стачком предприятия предупреждал руководство, что в связи с увольнениями работников в работе предприятия могут возникнуть проблемы.
МИД Беларуси выслал из страны двух британских дипломатов, обвинив их в деструктивной деятельности, несовместимой со статусом дипломата. Как сообщил телеканал ОНТ со ссылкой на правоохранительные органы, дипломаты — военный атташе Великобритании Тимоти Уайт-Бойкотт и заместитель посла Лиза Тамвуд — собирали информацию о внутриполитической ситуации в Беларуси и о ходе протестов.
В Минске и других городах страны продолжались ежевечерние «дворовые» протестные акции. Вечером 11 ноября неизвестными на «площади Перемен» (неофициальное название двора на улице Червякова в Минске, ставшего символом протестов) был избит до потери сознания местный житель Роман Бондаренко, пытавшийся помешать им снять с заборов развешанные протестующими белые и красные ленты. Бондаренко увезли в Центральное РУВД, откуда он был доставлен в БСМП с отёком мозга, закрытой черепно-мозговой травмой, субдуральными гематомами, ушибами, ссадинами. После попытки врачебной реанимации, которая продлилась до утра, пострадавший скончался, так и не придя в сознание.
Трагическая смерть Романа Бондаренко вызвала новый всплеск протестной активности. Уже вечером 12 ноября жители Минска собрались на «площади Перемен», чтобы почтить его память. Новостной портал TUT.BY оценил число собравшихся в несколько тысяч человек. Люди зажигали свечи, лампадки и возлагали цветы. В столице и других городах страны прошли стихийные акции солидарности с убитым.
Члены президиума «Координационного совета оппозиции» Светлана Тихановская и Павел Латушко призвали всех белорусов почтить память убитого минутой молчания. Светлана Тихановская в видеообращении в своём Telegram-канале заявила: «Я не знала Романа лично, но я знаю, что его убийство — это уголовное преступление, по которому будет проведено уголовное расследование, а все виновные понесут ответственность». Она призвала белорусов продолжать протестные акции и «делать всё, что ослабляет режим».
13 ноября Следственный комитет заявил, что выясняет обстоятельства инцидента с Романом Бондаренко. Президент Лукашенко выразил соболезнования его родным и поручил провести объективное расследование.
Светлана Тихановская тем временем объявила о создании «Народного трибунала», который займётся сбором доказательств преступлений белорусских властей: «Я, Светлана Тихановская, вместе с Народным антикризисным управлением объявляю Народный трибунал и амнистию за захват Лукашенко и членов его террористической группировки. Если государственная судебная система не работает, мы справимся без неё». Тихановская заявила, что «международная группа уже ведёт работу по признанию Лукашенко и его пособников террористической организацией». Активисты готовят централизованную систему фиксации и подтверждения свидетельств преступлений. По словам Тихановской, в первую очередь нужно «нейтрализовать идеологов и пособников режима, которые устраивают репрессии на местах, угрожают увольнениями, отчислениями и тюрьмой». Тихановская призвала сотрудников силовых структур предоставлять видео и другие свидетельства «исполнения преступных приказов» — те, кто это сделает, смогут «рассчитывать на амнистию либо смягчение уголовной ответственности».
Светлана Тихановская призвала Евросоюз расширить санкции против Беларуси. В ходе визита в Ригу она встретилась с президентом, премьер-министром и главой МИД Латвии и поддержала идею наложить экономические санкции «на бизнесы, связанные с Лукашенко и приближёнными к нему олигархами». Тихановская призвала Национальный банк Латвии остановить сотрудничество с Беларусьбанком и Белагропромбанком, а также пересмотреть контракты о закупках нефтепродуктов и металлопродукции, продукции лесной и деревообрабатывающей промышленности из Беларуси. Помимо этого она предложила ввести ограничения против предприятий, которые увольняют бастующих работников.
Президент Александр Лукашенко в ходе интервью для СМИ Беларуси и ближнего зарубежья сообщил, что поручил разработать механизм, который помог бы решить проблему студентов, отчисленных за участие в несогласованных акциях протеста. По словам Лукашенко, всего за участие в протестных акциях было отчислено 300 студентов.
15 ноября в Минске и других городах прошла акция протеста «Я выхожу» в память о погибшем Романе Бондаренко. По данным наблюдателей, в ней участвовало около 10 тыс. человек, также в таких городах как Брест и Гродно собралось около 2 тысяч человек соответственно, в Гомеле, Витебске, Лиде, Жодино, Новополоцке собралось около 1 тысяч человек в каждом.
В центре Минска ещё днём была замечена бронетехника, в том числе бронетранспортёры и вездеходы с пулемётами. Для разгона демонстрантов, начавших собираться у станции метро «Пушкинская», силовые органы применили слезоточивый газ. Уже здесь прошли первые задержания. Помимо сотрудников ОМОН, участников акции задерживали люди в балаклавах и чёрной одежде без опознавательных знаков.
Протестующие, которым так и не удалось сформировать колонну, двинулись в сторону так называемой «площади Перемен», где 11 ноября и произошёл инцидент с Бондаренко. Здесь против них вновь применили спецсредства — дубинки, светошумовые гранаты, слезоточивый газ. Как сообщил Telegram-канал «Нехта», к вечеру сотрудники правоохранительных органов разогнали практически всех участников протестной акции, ликвидировали стихийный мемориал в память о Романе Бондаренко. Позднее официальные власти заявили, что цветы и лампады с «мемориала» на «Площади перемен» перевезены на Северное кладбище Минска. По данным Tut.by, к 17:00 в Минске оставались лишь разрозненные немногочисленные цепочки людей с бело-красно-белыми флагами, открылись все закрытые ранее станции метро.
По данным правозащитного центра «Весна», в ходе протестных акций 15 ноября сотрудники правоохранительных органов задержали 1279 человек — в основном в Минске, но также в Гродно, Бобруйске, Могилёве, Новополоцке, Бресте, Витебске, и других населённых пунктах. По данным МВД, было задержано более 700 человек.

### 16—22 ноября
В понедельник в Минске состоялся очередной марш пенсионеров — колонна из более чем 2 тыс. участников прошла вдоль проспекта Независимости в сопровождении автобусов правоохранительных органов и карет скорой помощи.
МИД Беларуси передал временному поверенному в делах Польши Мартину Войцеховскому ноту с копией запроса Генеральной прокуратуры о выдаче администраторов Telegram-канала NEXTA Степана Путило и Романа Протасевича для привлечения их к уголовной ответственности.
Во вторник Александр Лукашенко на совещании по актуальным вопросам внешней политики заявил, что так называемые протестные дворы и стихийные мемориалы, которые протестующие устраивают в Минске, могут в будущем стать местом начала гражданской войны: «… Эти пункты, дворы становятся … местом разборок. Кто-то цепляет профашистские ленточки, кто-то, ненавидя это, приходит их срезает. Начинаются потасовки, драки. И, как результат — то, что произошло на одной из спортивных площадок … Они её превратили в кладбище. Основная цель — чтобы эти пункты противостояния завтра, когда продолжится радикализация и сюда ещё подъедут из-за рубежа, да и наши есть отдельные… чтобы это превратить в место начала гражданской войны. Это — главная цель». По указанию властей стихийные мемориалы, возникшие на местах гибели активистов в Минске, были 15 ноября вывезены на городские кладбища.
Минский горисполком определил 44 территории, где для обеспечения общественного порядка будут приниматься дополнительные меры. Как заявил заместитель председателя Мингорисполкома Артём Цуран, речь идет о районах, которые «наиболее подвержены влиянию деструктивно настроенных граждан». В этот список попали, в частности, центральная часть Ленинского района (улицы Кирова, Энгельса, Маркса, Ленина, проспект Независимости), участки проспекта Дзержинского, жилые кварталы «Маяк Минска», «Каскад», «Минск-Мир», площадь Якуба Коласа, территория у Комаровского рынка и микрорайон Уручье. Как отмечает новостной портал Tut.by, речь идёт не только о дворах, где чаще всего собираются протестующие, но и о точках города, где выстраиваются цепи солидарности и проходят неформальные концерты.
Администрациям соответствующих районов и милиции поручено организовать мониторинг интернет-пространства для выявления «очагов социальной напряжённости», изучение ситуации в трудовых коллективах, мониторинг по месту жительства граждан, выявление и оперативное разрешение проблемных вопросов жизнедеятельности микрорайонов, патрулирование территории членами добровольных дружин, профилактическую работу с участниками массовых акций в трудовых коллективах, работу по популяризации и размещению государственной символики, совершенствование систем видеонаблюдения в местах массового пребывания граждан и т. д.
Министерство внутренних дел Беларуси сообщило о возбуждении более 50 уголовных дел по фактам повреждения и приведения в негодность железнодорожных путей.
МВД Беларуси сообщило о задержании студента БГМУ, администратора Telegram-канала «Белые халаты», который позиционирует себя как сообщество медработников республики, а также чата «Медики и Волонтёры». Задержанный проходит подозреваемым «по уголовному делу об организации и подготовке действий, грубо нарушающих общественный порядок».
МВД Беларуси также сообщило о задержании 29-летней девушки — администратора Telegram-каналов «Мая Краина Беларусь», «Беларусь 24», «Баста», «Беларусь головного мозга» и «Элехтарат». Как сообщили в МВД, задержанная «признана подозреваемой по ранее возбуждённому уголовному делу об организации и участии в массовых беспорядках, активно сотрудничает со следствием и даёт признательные показания».
Администрация ОАО «Беларуськалий» уволила за прогулы 49 сотрудников, отказавшихся выполнять трудовые обязанности в связи с забастовкой. Администрация предприятия сообщила, что в отношении остальных работников, отказывающихся от исполнения своих трудовых обязанностей, будут приняты аналогичные меры. «Беларуськалий» призвал своих сотрудников не поддаваться на провокации и обращаться в правоохранительные органы в случае принуждения к участию в забастовке.

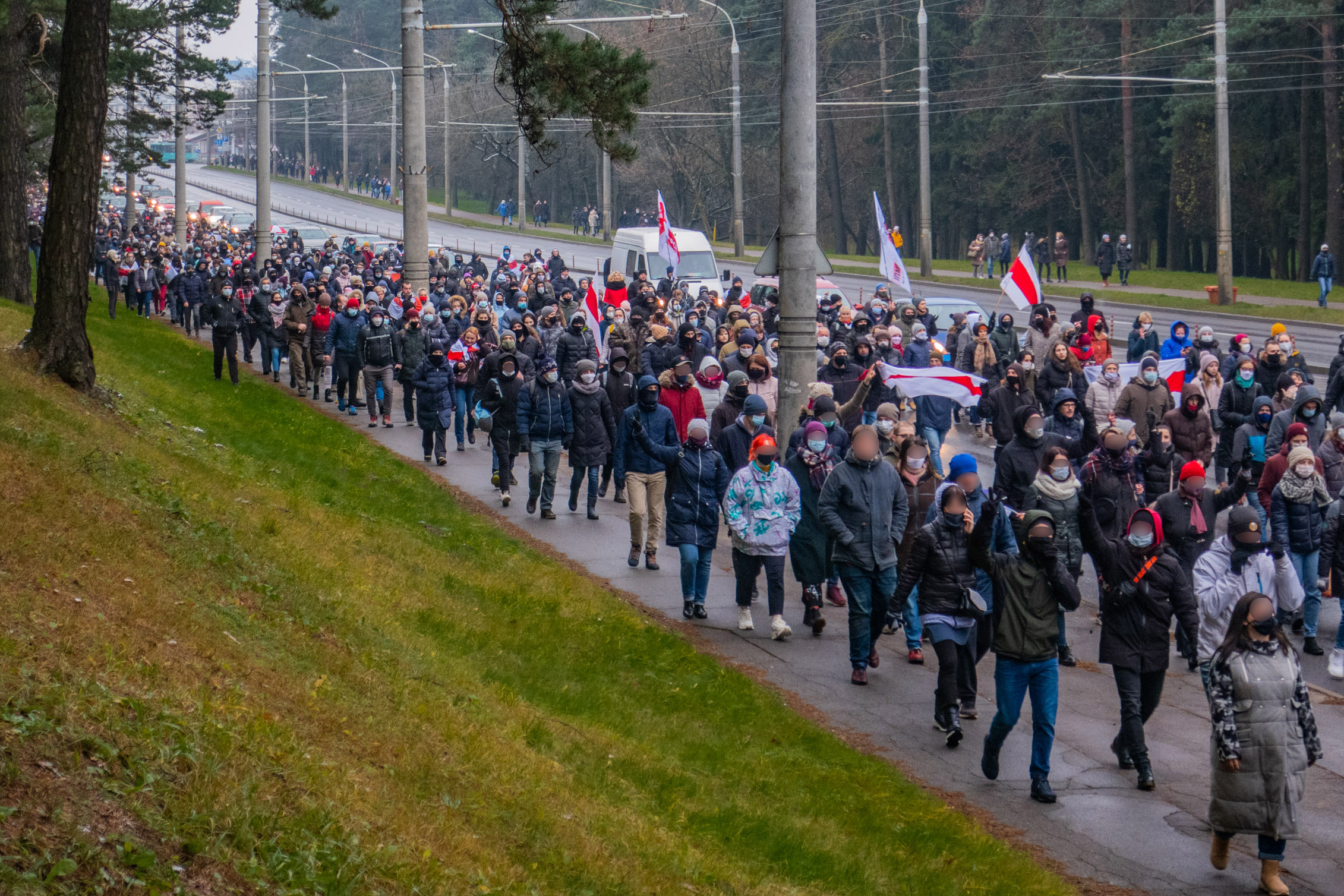
Колонна демонстрантов Заводского района. Минск, 22 ноября

В воскресенье в Беларуси прошли очередные акции сторонников оппозиции под общим названием «Марш против фашизма». Традиционно местом самых массовых акций и шествий был Минск. В этот раз оппозиция запланировала свою акцию в новом формате — оппоненты власти призвали своих сторонников в полдень собираться во дворах, а затем выдвигаться к районным точкам сбора, откуда пройти совместным маршем. Группы, насчитывавшие от нескольких десятков до нескольких сотен человек, сформировались практически во всех районах Минска. По ходу движения их встречали сотрудники силовых органов, производя задержания участников. Спецтехника, автобусы и военные грузовики для перевозки личного состава были заранее стянуты в центр Минска.
Как заявила пресс-секретарь МВД Беларуси Ольга Чемоданова, сотрудникам правоохранительных органов пришлось применить спецсредства: «Группы людей в Минске нарушали общественный порядок, выходили на проезжую часть, блокируя движение автотранспорта. Граждане неоднократно предупреждались о недопустимости нарушения общественного порядка. При задержании некоторые из них оказывали сопротивление сотрудникам милиции, в отношении них были применены спецсредства». Пресс-секретарь также констатировала снижение протестной активности по стране: «На территории страны, за исключением Минска, несанкционированные массовые мероприятия как таковые по состоянию на 16:00 не отмечались», — сказала она. Белорусские правозащитники сообщили о задержании не менее 390 участников протестов, в том числе 12 журналистов. Как минимум десять человек были серьёзно ранены.
На период массовой акции в центре Минска закрывались станции метро и отключался мобильный интернет.
По сообщению пресс-службы МВД, 22 ноября в СИЗО за нарушение законодательства о массовых мероприятиях были помещены 345 человек до рассмотрения в суде дел по административным правонарушениям. По фактам активного сопротивления сотрудникам органов внутренних дел, блокирования движения проводятся проверки в рамках уголовно-процессуального законодательства. Кроме того, по данным МВД, в выходные были зарегистрированы три инцидента с ложной занятостью железнодорожных путей. По этим фактам были возбуждены уголовные дела. В Минском районе проводится проверка после поджога автомобильных шин на обочине автодороги Минск — Витебск.
В воскресенье стало известно о замораживании сотрудничества ЕБРР и ЕИБ с Беларусью.
В Женеве было распространено заявление экспертов ООН в области прав человека, которые считают, что власти Беларуси должны провести быстрое, тщательное, независимое и беспристрастное расследование законности действий сотрудников полиции во время акций протеста в стране. Эксперты утверждают, что в Беларуси после президентских выборов «обычным явлением» стали пытки и жестокое обращение с участниками мирных протестов. По их словам, подобные действия «сопровождаются безнаказанностью, проистекающей из нежелания властей проводить надлежащие уголовные расследования по заявлениям о пытках».

### 23—30 ноября
В течение недели в столице и других городах страны проходили акции протеста. Большой негативный резонанс получил визит в Беларусь министра иностранных дел РФ Лаврова и его переговоры с президентом Лукашенко и министром иностранных дел Макеем.
В понедельник в Минске прошла акция протеста пенсионеров под названием «Марш мудрости». Сотрудники силовых органов, однако, не дали провести это шествие по традиционному маршруту. Шествие стартовало от Красного костёла вдоль проспекта Независимости. Колонна из нескольких тысяч человек направилась к площади Якуба Коласа, однако ОМОН вытеснил участников акции с проспекта в районе улицы Янки Купалы. По пути правоохранители рассекали колонну, производя точечные задержания. В итоге на площадь Якуба Коласа пришла лишь небольшая группа пенсионеров. В четверг в Минске прошла немногочисленная акция протеста людей с ограниченными возможностями, их родственников и знакомых. Несколько человек было задержано.
В РНПЦ детской онкологии, гематологии и иммунологии 16 человек решили уволиться в знак поддержки уволенного директора клиники.
Во вторник врачи больницы скорой медпомощи провели акцию солидарности с задержанным коллегой, который сообщил о полном отсутствии опьянения у погибшего Романа Бондаренко.
В среду стало известно об увольнении директора Могилёвского драматического театра Андрея Новикова, что связывают с гражданской позицией, которую заняла труппа театра.
Стало известно о непродлении руководством Института истории НАН Беларуси контрактов с рядом сотрудников. Ещё пятеро исследователей заявили об увольнении в знак солидарности[значимость факта?].
Международная правозащитная организация Amnesty International признала врача службы скорой медицинской помощи Артёма Сорокина и журналистку TUT.BY Катерину Борисевич узниками совести и призвала немедленно их освободить.
Депутат Мингорсовета бизнесмен Павел Бочарников призвал председателя Мингорсовета Андрея Бугрова включить в повестку дня следующей сессии вопросы, связанные с акциями протеста: освобождение политзаключённых, расследование насилия, а также возможность собираться на массовые мероприятия по заявительному принципу[значимость факта?].
Состоялась онлайн-презентация «Белой книги правосудия» («У пошуках правасуддзя. Гісторыі гвалту ў Беларусі»). В неё вошли 139 публикаций белорусских СМИ, свидетельствующих о пытках и преследованиях людей, которые мирно протестовали против фальсификации итогов президентских выборов.
Католические епископы Беларуси выпустили обращение против насилия, беззакония и несправедливости.
Студенты минских вузов (БГУФК, БГУ, МГЛУ, БГЭУ, БГПУ), ранее покинувшие страну и переехавшие в Киев, записали видеообращение ко всем студентам, призывая их требовать освобождения своих товарищей-политзаключённых.
По данным Белоруской ассоциации журналистов, за время выборов и в последовавший период жертвами преследования стали 390 журналистов, из которых 77 прошли через административный арест.
29 ноября в Минске и других городах Беларуси прошла воскресная акция «Марш соседей». Оппоненты власти призвали своих сторонников собираться во дворах, а затем выдвигаться к районным точкам сбора, чтобы после этого пройти совместным маршем. Проведению акции протеста пытались помешать силовые органы. Задержания прошли в районе улицы Матусевича, однако после разгона демонстранты вновь собрались в большую группу и вышли на проезжую часть дороги. Задержания также проходили в районе метро «Пушкинская», на Партизанском проспекте, в микрорайоне Уручье. По сообщению МВД Беларуси, в отношении участников акции «Марш соседей» были применены спецсредства (несколько предупредительных выстрелов в воздух светошумовыми патронами, слезоточивый газ) в связи с тем, что участники игнорировали «неоднократные законные требования» сотрудников правоохранительных органов. По данным МВД, сотрудники правоохранительных органов Беларуси в ходе воскресных акций задержали и поместили в изоляторы временного содержания 313 человек.
30 ноября в Минске состоялся традиционный «Марш мудрости» — протестная акция пенсионеров. Сотрудники силовых органов вновь пытались помешать проведению шествия нескольких сот участников, задержали несколько человек.

## Декабрь 2020
В декабре Евросоюз расширил санкции в отношении белорусских властей, добавив в чёрный список 29 физических и 7 юридических лиц, включая спикера верхней палаты парламента Наталью Кочанову, генпрокурора Андрея Шведа, министра связи и информации Игоря Луцкого, вице-премьера Анатолия Сивака. Санкции также были введены против Управления делами президента Беларуси, Минского завода колесных тягачей, 140-го ремонтного завода, компаний «Белтехэкспорт», «Синезис» и Dana Holdings.
Белорусские власти в ответ на третий пакет санкций ЕС объявили о расширении списка лиц, которым запрещён въезд в Беларусь и Союзное государство, ограничении деятельности ряда политических фондов и пересмотре реализации ряда так называемых культурных, образовательных, гуманитарных программ, которыми занимаются в Беларуси соответствующие политические институты в республике, в том числе действующие под эгидой посольств иностранных государств.

### 1—6 декабря
Светлана Тихановская объявила о запуске платформы «Единая книга регистрации преступлений», где, по её словам, будут собираться свидетельства задержаний, пыток и избиений, совершённых сотрудниками белорусских силовых органов, а также имена виновных. Также стало известно, что в конце октября в Интернете появился проект «Август2020». Его авторы собирают «свидетельства пыток и жестокого обращения с людьми после выборов в Беларуси». На данный момент на сайте опубликовано более 120 историй, которые за месяц посмотрело около 100 тыс. человек.
2 декабря Международный комитет по расследованию пыток в Беларуси подготовил второй промежуточный отчёт о применении пыток и негуманном обращении в отношении задержанных граждан в период с сентября по ноябрь 2020 года.
Белорусское правительство сообщило, что намерено ужесточить ответственность за вовлечение детей в несанкционированные уличные акции.
3 декабря Экономический суд Минска постановил лишить портал Tut.by статуса СМИ. Иск на ресурс подал Мининформ, заявив, что материалы, за которые порталу были вынесены предупреждения, содержат недостоверную информацию и наносят вред государственным интересам. Согласно белорусским законам, лишить издание статуса СМИ можно после двух письменных предупреждений за год. Tut.by с 7 августа 2020 года получил четыре предупреждения. В тот же день замглавы администрации президента Беларуси Андрей Кунцевич заявил о «большой вовлечённости граждан в различные интернет-сообщества деструктивного характера».
Светлана Тихановская заявила о готовности возглавить Беларусь на время некоего 45-дневного переходного периода подготовки к проведению новых выборов главы государства: «Все мы понимаем, что режим разваливается и за этапом давления и протеста неминуемо начнётся этап диалога. Люди из системы окажутся в ситуации, когда им выгоднее сесть за стол переговоров, а не воевать с собственным народом. Меня многие спрашивают, готова ли я быть лидером народа в этот момент. Да, я официально заявляю, что готова возглавить страну в переходный период». По словам Тихановской, «Координационный совет оппозиции» и «Кабинет представителей» уже разработали концепцию проведения новых выборов, проект конституционной реформы, а также программы экономической помощи и поддержки.
6 декабря, в 120-й день протестов, оппозиция провела акцию «Марш воли». Сторонников оппозиции вновь призвали собираться в полдень в своих дворах, а затем выдвинуться к районным точкам сбора, чтобы затем пройти совместным маршем. Уже утром в воскресенье правоохранительные органы начали брать под контроль центр Минска и другие районы белорусской столицы. По городу началось перемещение военных грузовиков для перевозки личного состава, а также автозаков и водомётов[значимость факта?]. Колонна спецназа внутренних войск МВД выехала из микрорайона Уручье и направилась в центр города[значимость факта?]. Как обычно, перед акцией протеста было выставлено оцепление на основных площадях[значимость факта?]. Автобусы с бойцами ОМОН, автозаки, другая спецтехника также были отмечены в различных районах города — на проспекте Машерова, в районе Каменной горки, в Малиновке, у станции метро «Фрунзенская»[значимость факта?].
На некоторое время было закрыто несколько станций метро, отмечались перебои с доступом к услугам интернета от мобильных операторов и госкомпании «Белтелеком». По мере того, как в разных районах города минчане начали собираться во дворах, ОМОН реагировал оперативно, разгоняя и задерживая собравшихся. Подобные сообщения поступали из микрорайонов Брилевичи, Лебяжий, Степянка, на улицах Столетова, Жуковского. Очевидцы сообщали, что в разных районах Минска силовики впервые работали со служебными собаками.
Собравшиеся в минских дворах колонны различной численности, от нескольких десятков до нескольких сот человек, проводили шествия под бело-красно-белой символикой в своих районах. По данным Telegram-каналов, группы протестующих прошли маршем в районах Уручье, Сухарево, Маяк Минска, Зелёный Луг, в районе так называемой «площади Перемен» на улице Червякова, в районах Малиновка, Курасовщина. Пикеты под бело-красно-белой символикой были проведены в районе улиц Немига, Захарова, Пулихова, Комаровского рынка и Большого театра.
Как сообщили в МВД Беларуси, сотрудники правоохранительных органов в ходе акций протеста задержали 344 человека.

### 7—13 декабря
В течение недели в Минске проходили акции солидарности с протестующими (видеообращения, коллективные письма, пикеты, митинги, «цепочки солидарности», перформансы, демонстрация оппозиционной символики, концерты и выступления артистов во дворах).
Интернет-портал tut.by опубликовал интервью с бывшим кандидатом в президенты Беларуси Светланой Тихановской, её политическим советником Александром Добровольским и советником по международным вопросам Франаком Вячорко, которые сообщили, что белорусская оппозиция разрабатывает проект конституции, который она надеется утвердить в случае своего прихода к власти. По словам Добровольского, речь идёт о парламентско-президентской республике: «Проект конституции разработан на основании конституции 1994 года, будут заменены разделы, которые касаются полномочий государственной власти и взаимодействия между ветвями». Окружение Тихановской ведёт разработку проекта основного закона совместно с так называемой общественной конституционной комиссией, которой руководит Мечислав Гриб (председатель Верховного совета Беларуси в 1994—1996 годах). Тихановская заявила, что создаёт команду, из которой она надеется сформировать правительство в случае своего прихода к власти, «чтобы охватить каждую сферу деятельности, чтобы после переговоров была мягкая организация новых выборов, без повальных люстраций». При этом Тихановская вновь заявила, что в случае прихода оппозиции к власти сотрудники правоохранительных органов, участвовавших в разгоне акций протеста, будут привлечены к ответственности.
Бывший следователь из Минска Андрей Остапович представил инициативу By_Pol, объединившую уволившихся сотрудников белорусских силовых органов, и рассказал о создании анонсированной 1 декабря Светланой Тихановской «Единой книги регистрации преступлений» (ЕКРП).
В понедельник в Минске несколько десятков человек приняли участие в марше протеста пенсионеров. Они прошли по проспекту Независимости и провели митинг недалеко от железнодорожного вокзала. В районе площади Коласа силовики провели точечные задержания.
10 декабря власти Беларуси объявили о временном запрете на выезд белорусских граждан из страны через наземные пункты пропуска, вступающем в силу 21 декабря. Своё решение власти мотивировали сложной эпидемиологической обстановкой в соседних странах. Светлана Тихановская выступила с критикой введённых ограничений, обвинив президента Александра Лукашенко в желании «спрятать все преступления».
ГУВД Мингорисполкома официально заявило, что рассматривает присутствие бело-красно-белого флага на окнах как пикетирование. Это решение распространяется не только на флаги, но и на любые вещи, которые имеют бело-красно-белую расцветку. В случае нарушения предусматривается штраф или административный арест.
11 декабря член президиума Координационного совета оппозиции Павел Латушко объявил об открытии представительств за границей, которые он назвал «народными посольствами». Представительства созданы в 13 странах, в том числе в Великобритании, Германии, Литве, России, во Франции и на Украине. Их целью провозглашено распространение информации о ситуации в Беларуси, налаживание контактов с государственными органами и общественными объединениями в стране пребывания и правозащитная работа. Проект запущен сообществом белорусских диаспор «Беларусы зарубежья» при поддержке Народного антикризисного управления.
В воскресенье в Минске и других городах прошли акции протеста под названием «Марш народного обвинения». Участники акции вновь собирались во дворах, после чего выдвигались к районным точкам сбора, чтобы затем пройти совместным маршем. Подразделения силовых органов в связи с этим рассредоточивались в спальных микрорайонах и рядом с торговыми центрами. Это позволило предотвратить выход протестующих на основные магистрали города. В Минске в воскресенье впервые после выборов бесперебойно работал мобильный Интернет и не закрывались станции метро.

### 14—20 декабря
В течение недели в Минске проходили акции солидарности с протестующими (видеообращения, коллективные письма, пикеты, митинги, «цепочки солидарности», перформансы, демонстрация оппозиционной символики, концерты и выступления артистов во дворах).
20 декабря на сайте «Единой книги регистрации преступлений» (ЕКРП) были опубликованы первые материалы, в том числе касающиеся разгрома минской кофейни O’Petit, применения пыток, вынесения неправосудных решений судами, похищения людей и других преступлений.
В этот же день в Беларуси прошли массовые акции под общим названием «Марш народного трибунала». С утра в различных районах Минска собирались группы протестующих с бело-красно-белой символикой и плакатами. В микрорайонах Каменная горка, Сухарево, Уручье, Лошица, Зелёный Луг, Лебяжий, Малиновка, Юго-Запад и в ряде других были сформированы колонны численностью по несколько десятков человек (в некоторых — по несколько сотен). Сотрудники правоохранительных органов препятствовали движению протестующих, разгоняя колонны и задерживая манифестантов. Уже вторые выходные подряд в Минске во время несанкционированных акций не ограничивали мобильный интернет и не закрывали отдельные станции Минского метрополитена. По данным белорусских правозащитников, силовики задерживали также протестующих в Гродно, Витебске, Солигорске, Борисове, Новополоцке, Бресте. Всего было задержано около 150 человек.

### 21—31 декабря
В МВД Беларуси сообщили о создании по поручению Александра Лукашенко единой информационной системы для учёта участников несанкционированных протестных акций. В базе содержится информация о поле, возрасте, месте работы или учёбы и увлечениях участников протестов и пользователей оппозиционных Telegram-каналов.
Генпрокуратура Беларуси сообщила о возбуждении уголовного дела в отношении членов Координационного совета белорусской оппозиции (Тихановской С. Г., Колесниковой М. А., Знака М. А., Латушко П. П., Ковальковой О. А., Дылевского С. А. и др.) «по факту создания экстремистского формирования и руководства им».
Как сообщил министр иностранных дел Беларуси Владимир Макей в беседе с прессой, президент Беларуси Александр Лукашенко поручил по просьбе Папы Римского Франциска решить проблему въезда в страну главы белорусских католиков митрополита Тадеуша Кондрусевича. Соответствующее письмо привёз в Минск посланник папы — нунций в Великобритании Клаудио Гуджеротти. 24 декабря Кондрусевич вернулся в Беларусь, а 3 января папа римский Франциск принял его отставку с поста главы католической архиепархии в Беларуси.
В конце года белорусская оппозиция в обращении к своим сторонникам в Telegram-каналах отметила, что настало время наконец-то немного передохнуть в новогодние и рождественские праздники «после длительной борьбы и изнурительного противостояния [с властями]». Вместе с тем, считают оппозиционеры, даже в праздники «можно не останавливаться и вносить свой вклад в борьбу с режимом», принимая участие в локальных маршах, украшая свои дома, квартиры и дворы «в правильные цвета [бело-красно-белые]». Централизованных акций протеста 27 декабря в Минске не было, но уже с раннего утра в различных районах столицы проходили локальные митинги и шествия и другие акции под бело-красно-белой символикой.
По данным, опубликованным на сайте правозащитного центра «Весна», в 2020 году с начала президентской предвыборной кампании общее число задержанных за участие в акциях протеста в Беларуси составило более 33 тыс. человек, большинство из которых были подвергнуты судами административным арестам и крупным штрафам. За период после выборов, согласно информации Генпрокуратуры, уголовные дела были возбуждены в отношении более чем 900 человек (по данным правозащитного центра «Весна» — более 650). 169 обвиняемых были признаны белорусским правозащитным сообществом политзаключёнными. По сведениям центра, до конца 2020 года было вынесено как минимум 103 приговора по уголовным делам, связанным с событиями, которые происходили во время и после президентских выборов.

## Январь 2021

### 1—10 января
3 января в Минске состоялась первая воскресная акция протеста в новом году.
5 января в ходе «дворовых акций протеста» в Минске, по данным МВД, было задержано 25 человек.
Генеральный прокурор Беларуси Андрей Швед в интервью телеканалу «Беларусь-1» выразил мнение, что правоохранительные органы добились спокойной и стабильной ситуации, незамедлительно пресекая массовые беспорядки: «Сейчас мы адаптировались к новым условиям, выработали новые формы и методы работы и готовы к тому, чтобы на любые вызовы и угрозы, которые будут в этом году, связанные с посягательством на общественную безопасность, реагировать адекватно и оперативно». По его словам, перед прокуратурой стоят новые важные задачи, связанные "с выявлением и пресечением так называемых дворовых протестных акций, финансированием протестных мероприятий.
Бывший претендент на пост президента Беларуси Валерий Цепкало объявил о запуске Белорусского демократического форума (БДФ) — специальной платформы для вовлечения граждан Беларуси в обсуждении её будущего страны. По заявлению его команды, новая инициатива станет ответом Всебелорусскому народному собранию, о проведении которого 11-12 февраля заявили власти страны. На платформе БДФ оппозиция уже запустила обсуждение в онлайн-формате будущего устройства государства — парламентской, президентской республики или смешанной формы управления. На платформе будут проходить обсуждения, опросы, круглые столы с привлечением экспертов и активных участников форума.
Как заявила официальный представитель МВД Беларуси, обстановка в стране в период с 7 по 10 января была «довольно спокойной и контролируемой». Правоохранительными органами в Минске было задержано 40 человек. По информации МВД, в течение выходных в различных местах Минска собирались разрозненные группы протестующих, выстраивались цепочками, устраивали одиночные пикеты.

### 11—17 января
15 января в сети интернет была опубликована аудиозапись предполагаемого разговора Николая Карпенкова, начальника ГУБОПиК, с подчинёнными осенью 2020 года, в котором он докладывал о выданных ему Александром Лукашенко полномочиях по жёсткому, силовому подавлению протестов в Беларуси, карт-бланше на применение огнестрельного оружия, приводя в пример убийство своими подчинёнными Александра Тарайковского. В тот же день Павел Латушко, член президиума Координационного совета, пообещал ознакомить с аудиозаписью Совбез ООН, ЕС, ОБСЕ, руководство России и США с целью принятия международной общественностью мер по недопущению и расследованию государственного терроризма.

### 18—24 января
Светлана Тихановская в ходе встречи с послами стран Евросоюза призвала международные организации обеспечить ей гарантии для безопасного возвращения на родину: «Вместе с международным сообществом я бы хотела найти возможности безопасно вернуться в Беларусь. Поскольку против меня возбудили два уголовных дела с межгосударственным розыском, это должны быть специальные гарантии моего возвращения».

## Февраль 2021
11 февраля глава КГБ Иван Тертель объявил, что в целом ситуация в Беларуси стабилизировалась и протесты сошли на нет. 13 февраля «Московский комсомолец» сообщил, что массовые акции протеста в Беларуси прекратились.